# Нью-Йоркский метрополитен
Нью-Йо́ркский метрополите́н (англ. New York City Subway) — седьмая в мире система метрополитена по годовому пассажиропотоку, первая в мире по количеству линий и с самым большим количеством вагонов в поездах с пассажирами — 11 на 7-м маршруте линии Флашинг. Появилась 9 октября 1863 года, когда в Нью-Йорке была открыта первая наземная линия. Позже появилась надземная (на металлических эстакадах) городская железнодорожная линия с канатной тягой, заменённой в 1871 году на паровую, а в 1890 году — на электрическую. Она не дошла до современности, будучи снесённой. Суммарная длина эксплуатируемых путей составляет 1370 км (из них для пассажирского движения используются 1070 км). Официальное количество станций — 472 (или 424, если каждый пересадочный узел считать за одну станцию), по показателю которого Нью-Йоркский метрополитен с 2022 года является вторым в мире после Пекинского с 490 станциями. Метро охватывает 4 из 5 районов (боро) (в Статен-Айленде действует железнодорожная линия, частично интегрированная с метрополитеном). Эксплуатирует метро, как и другой городской и пригородный транспорт Нью-Йорка, компания MTA. Дополнительно город обслуживается системой PATH, соединяющей Манхэттен (центр Нью-Йорка) с городами Хобокен, Джерси-Сити, Гаррисон и Ньюарк в штате Нью-Джерси.
Как в большинстве других городов США и в отличие от метро Вашингтона, систему традиционно называют сабвей (англ. subway — подземная дорога), несмотря на то что в названии компании есть слово «metropolitan» и что около 40 % путей являются наземными или надземными. Все они полностью обособлены от уличного движения и других видов транспорта, большинство пересечений между путями сделаны разноуровневыми.
Особенностью Нью-Йоркского метрополитена является организация движения поездов по маршрутам, каждый из которых проходит по одной или нескольким линиям. Число маршрутов составляет 29; большинство их делятся на экспресс-маршруты (останавливающиеся только на некоторых станциях) и локальные (со всеми остановками); для такого разделения маршрутов линия имеет 3 или 4 пути; кроме того, имеется несколько коротких маршрутов-челноков и одна пара маршрутов, действующих по принципу «скип-стоп». Система работает круглосуточно (закрываются на ночь только две станции, каждая из которых входит в свой пересадочный узел), маршруты меняются в зависимости от дня недели и времени суток.

## История
До метро в Нью-Йорке существовал 95-метровый тоннель — так называемая пневматическая железная дорога, подвижной состав которой приводился в движение энергией сжатого воздуха.
Все железные дороги в штате Нью-Йорк, а также в городе Нью-Йорке, строились с использованием стандартной колеи, равной 1435 мм (4 английских фута и 8,5 дюймов). Это в принципе позволило бы в перспективе (при предварительном согласовании других параметров, например габаритов поездов) соорудить единую сеть железных дорог и метрополитена, однако в городе Нью-Йорке это не случилось.

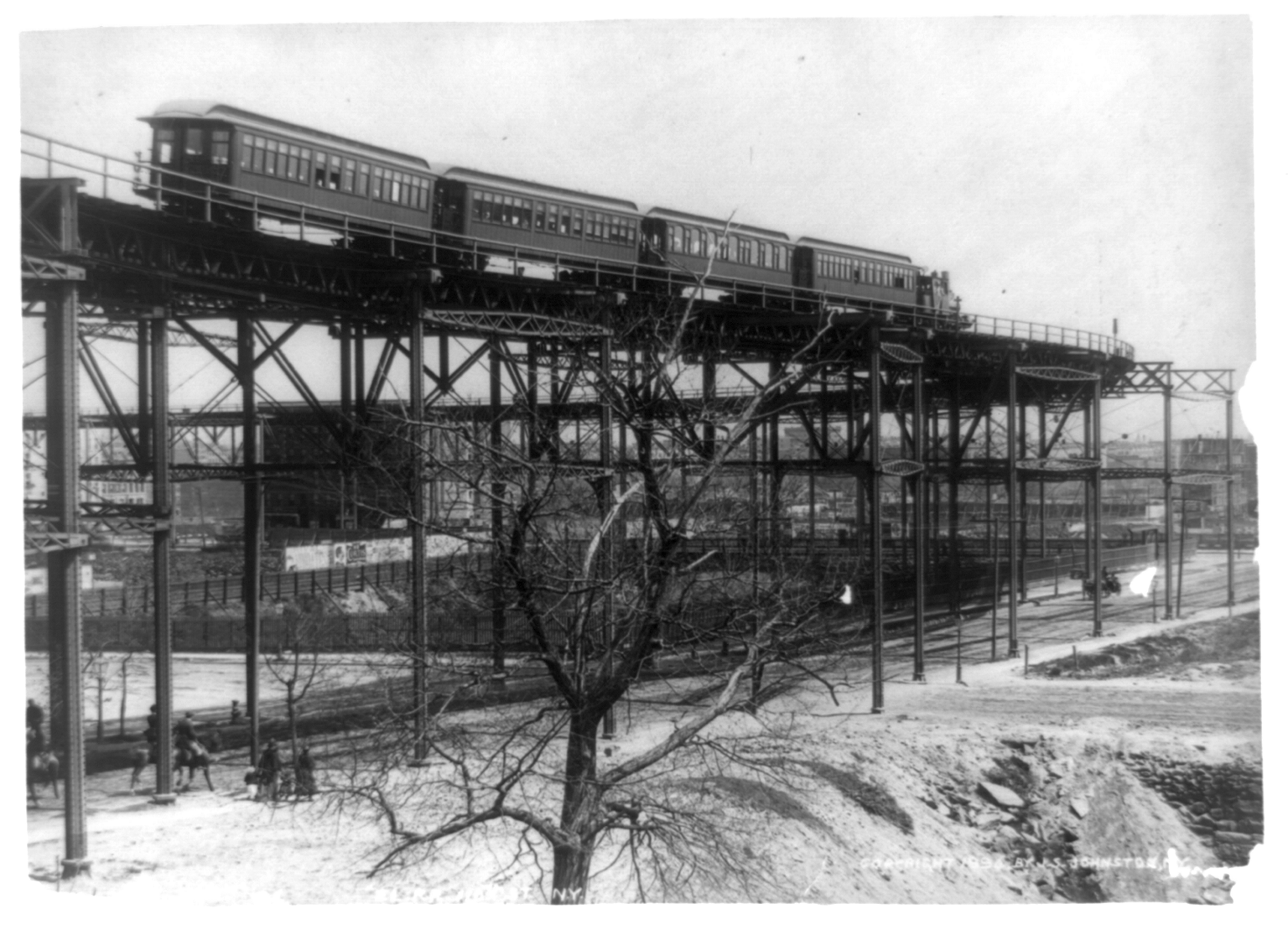
Линия Девятой авеню, снимок 1896 года

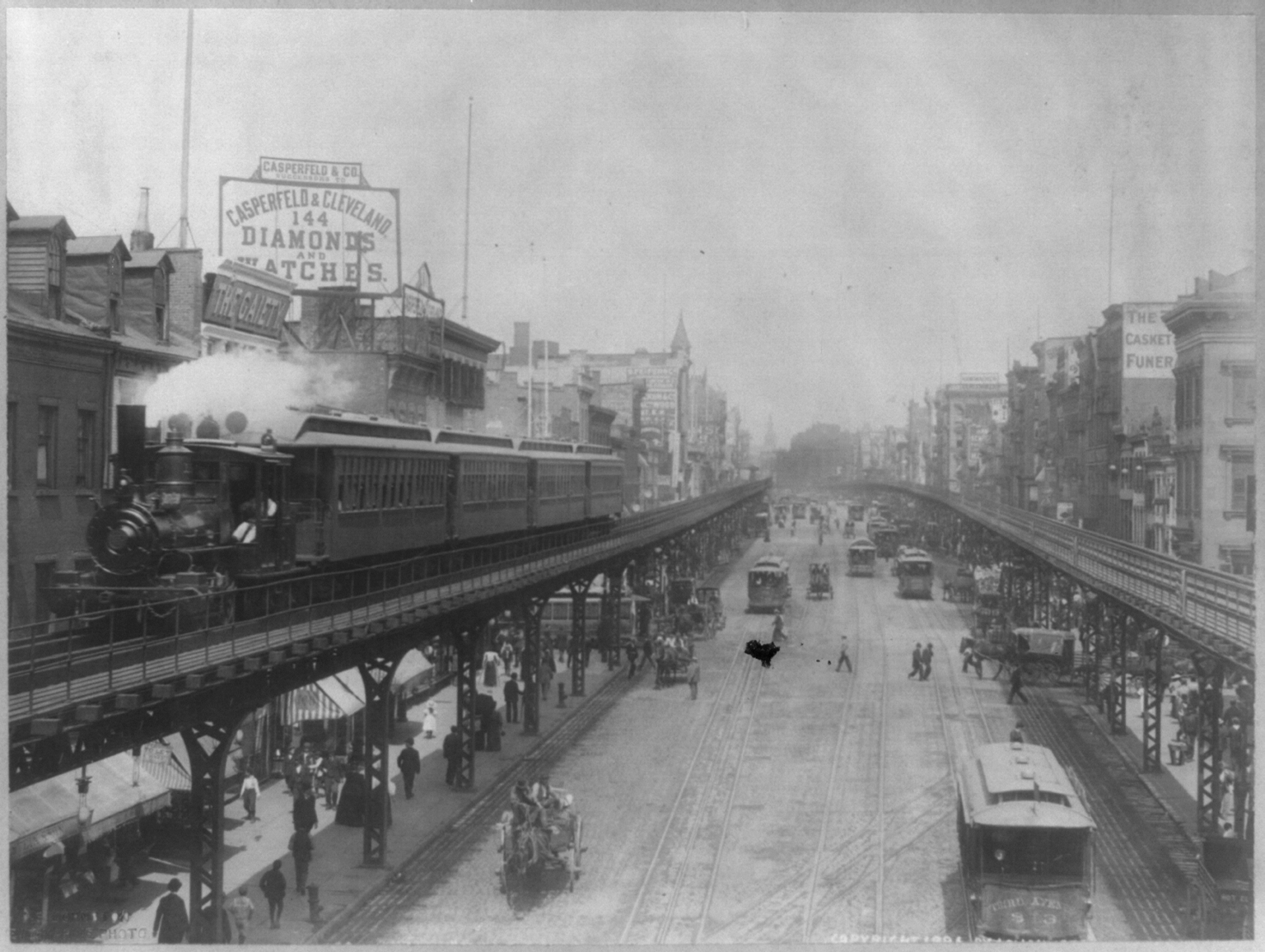
Линия Третьей авеню, снимок 1896 года

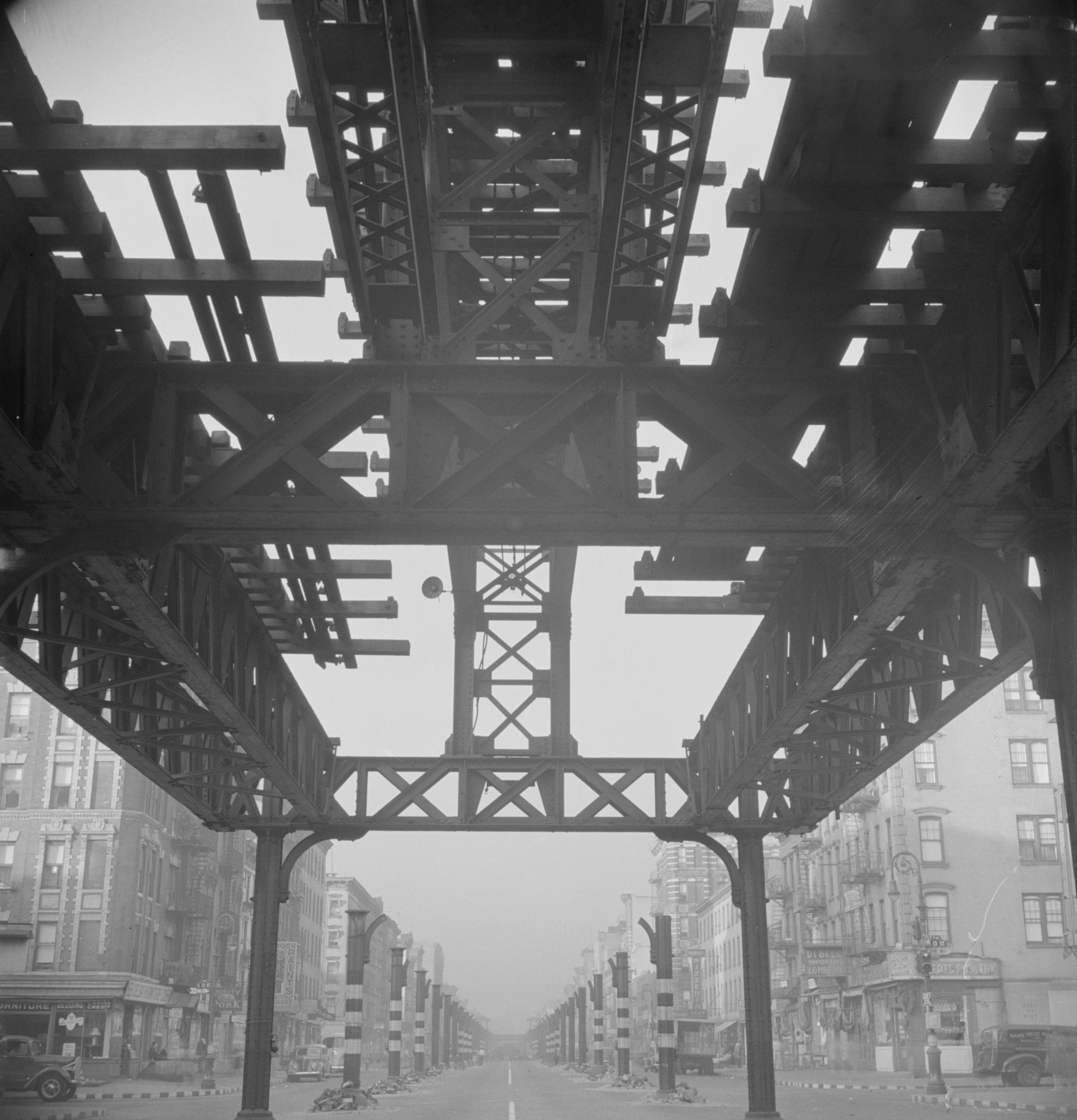
Линия Второй авеню в процессе демонтажа в 1942 году

### До 1940 года
Первая надземная линия городского транспорта появилась в Нью-Йорке в 1868 году. Это была эстакадная линия Девятой авеню. Она не сохранилась до настоящего времени, так как была снесена в 1940 году. Самая ранняя из сохранившихся в составе нынешнего метрополитена секций надземных железных дорог открылась в 1885 году и принадлежит линии Джамейка. Ещё раньше, в 1863 году, открылся также действующий и поныне участок, относившийся в то время к паровозной дороге (а сегодня относящийся к линии Уэст-Энд).
К моменту открытия первых подземных участков в 1904 году железные дороги в городе принадлежали двум крупным частным компаниям: BRT (Brooklyn Rapid Transit Company, переименованная потом в BMT, Brooklyn-Manhattan Transit Corporation) и IRT (Interborough Rapid Transit Company, буквально: компания межрайонного скоростного транспорта). Городские власти принимали большое участие в развитии транспортной системы, большинство линий были построены городом и сдавались компаниям в аренду.

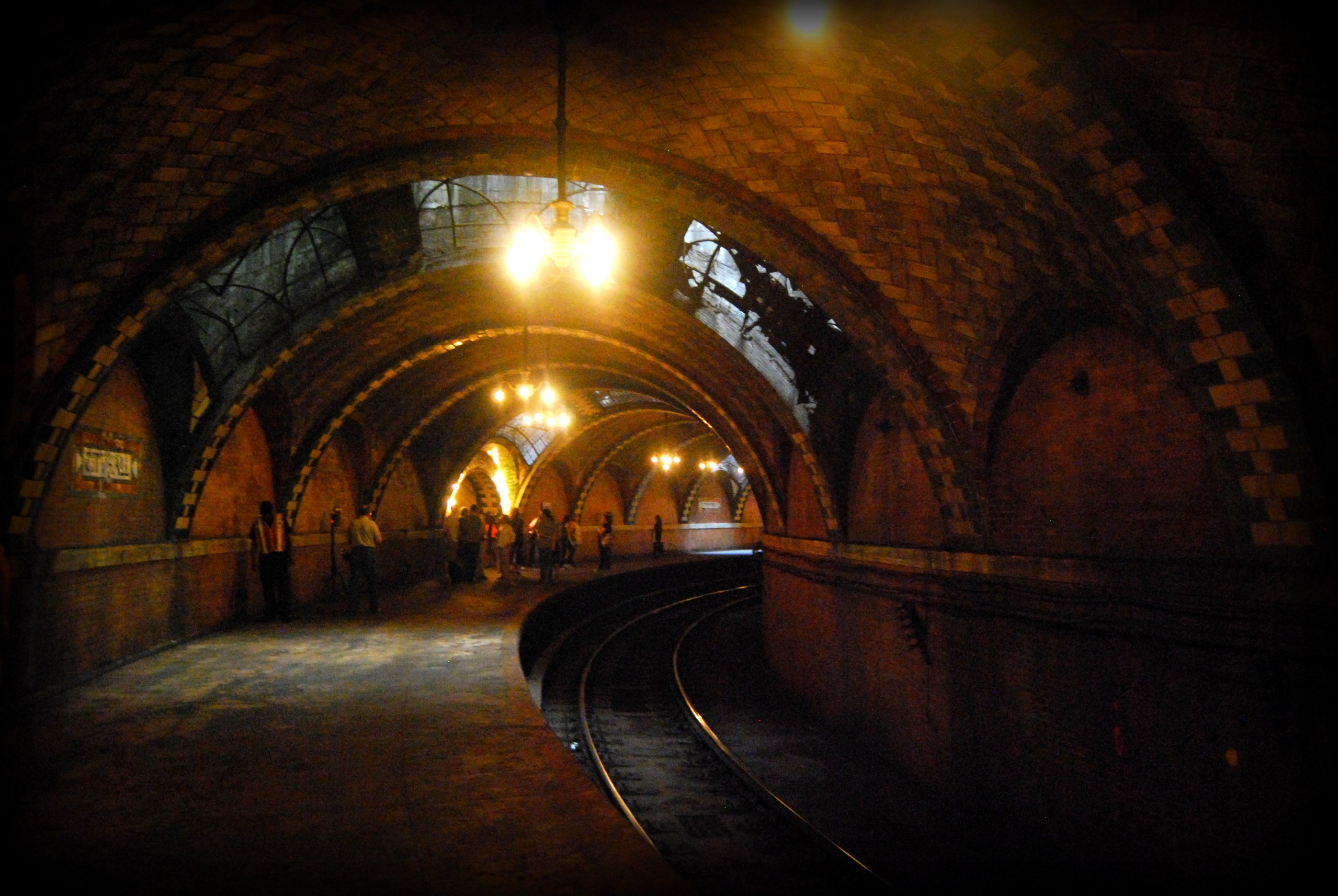
Станция Сити-холл

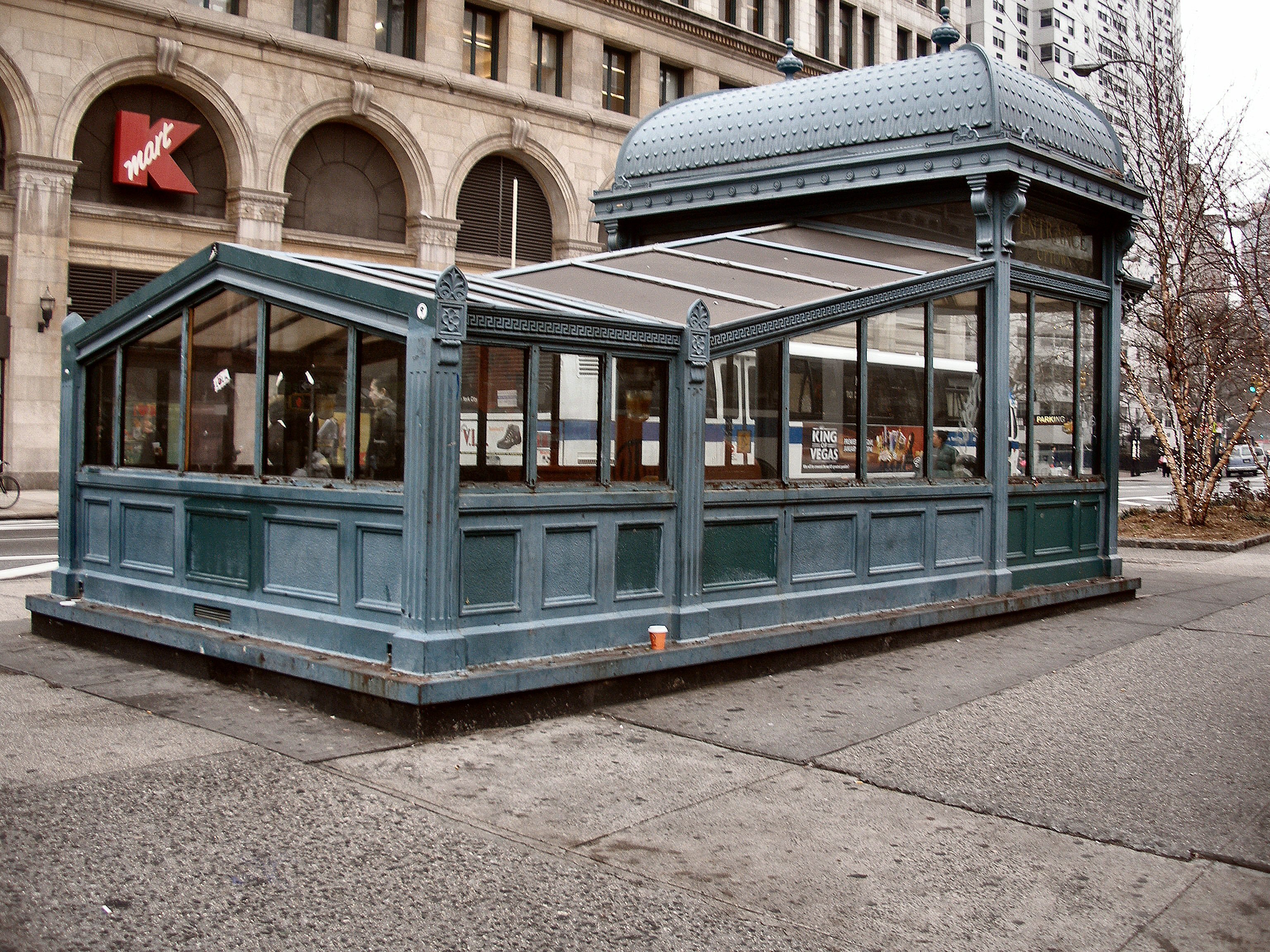
Копия старого входа в метро на станции Астор-Плейс

Первая линия подземки как таковой была пущена в эксплуатацию 27 октября 1904 года. Станция Сити-холл приняла пассажиров первой (сегодня она закрыта для пассажиров и используется только для разворота поездов маршрута № 6, у которых конечная остановка на станции Бруклинский мост — Сити-холл. Вместе с тем, можно остаться в поезде и посмотреть на «Сити-холл» через окно). На церемонии открытия метрополитена тогдашний мэр города Джордж Макклеллан вёл поезд собственными руками. Управлялась новая подземка компанией Interborough Rapid Transit.
В 1905 году для доставки денег от выручки за продажу билетов стал использоваться денежный поезд.
К 1908 году линия IRT уже состояла из двух маршрутов, которые доходили до Бронкса (на севере) и до Бруклина (на юге).
В 1932 году городские власти создали независимую компанию IND (Independent Subway System), которая строила и эксплуатировала свои пути и тоннели.

### 1940 год и позже
В 1940 году город, владевший IND, купил две другие транспортные компании, которые были частными, BMT и IRT. Линии, принадлежавшие трём разным компаниям, объединились. В церемонии объединения 1 июня 1940 года было знаменательным участие мэра Фьорелло Ла Гуардии. Ему представилась историческая возможность стать вторым мэром, которому выпала честь управлять составом в ходе церемонии. Но мэр лишь ограничился тем, что предстал перед фотокамерой в кабине машиниста, после чего передал пульт управления машинисту-профессионалу.
Планировавшееся строительство новых линий было свёрнуто. Интеграция между обособленными ранее системами происходила медленно.
Многие надземные линии оказались ненужными и были закрыты, а эстакады, по которым они проходили, снесены. Некоторые надземные участки — преимущественно в Бруклине, Куинсе и Бронксе — всё же вошли в состав современного метрополитена.

### Нью-Йоркское городское транспортное управление
NYCTA (New York City Transit Authority) было сформировано в 1953 году, в результате того что политическое давление поспособствовало отмене прямого муниципального контроля над метрополитеном. Позднее Нью-Йоркское городское транспортное управление стало дочерней компанией в составе MTA (Metropolitan Transportation Authority), которое эксплуатирует также городские автобусы, городской поезд Статен-Айленда и пригородное автобусное и железнодорожное сообщение в регионе.
Вскоре после своего создания Транспортное управление купило у Лонг-Айлендской железной дороги участок путей, подводящих к Рокавейскому полуострову. За три года участок был переоборудован для эксплуатации в составе метрополитена, а также соединён с линиями метро, и в 1956 году на полуостров Рокавей прибыл первый поезд метро. Сегодня это маршрут А.

## Современное состояние
По данным на 2009 год, при среднем по США показателе 90 % семей, владеющих автомобилем, в Нью-Йорке этот показатель составляет 48 %, в Манхэттене — 22 %. Это делает общественный транспорт вообще и метрополитен в частности особо важным именно в Нью-Йорке.
В 2019 году метрополитен перевозил в среднем в рабочий день 5,5 млн чел.
Обычная станция нью-йоркского метро имеет платформы длиной от 150 до 180 м (500—600 футов).
Станции метрополитена расположены в четырёх боро Нью-Йорка: Манхэттене, Бруклине, Куинсе, Бронксе. Все маршруты проходят через Манхэттен, за исключением маршрута G (Бруклин — Куинс) и двух челноков (челнок Франклин-авеню и челнок Рокавей-парка).
Хотя некоторые маршруты закрываются или укорачиваются на ночь или на выходные дни, метрополитен в целом работает круглосуточно. Только две станции челнока 42-й улицы закрываются на ночь. У входов в метро установлены шарообразные лампы: лампа зелёного цвета обозначает вход, работающий круглосуточно, лампа красного цвета — вход, работающий только в определённые дни или часы, либо выход. У некоторых входов установлены лампы с белой нижней половиной либо лампы в форме не шара, а куба, но эти различия информации не несут.

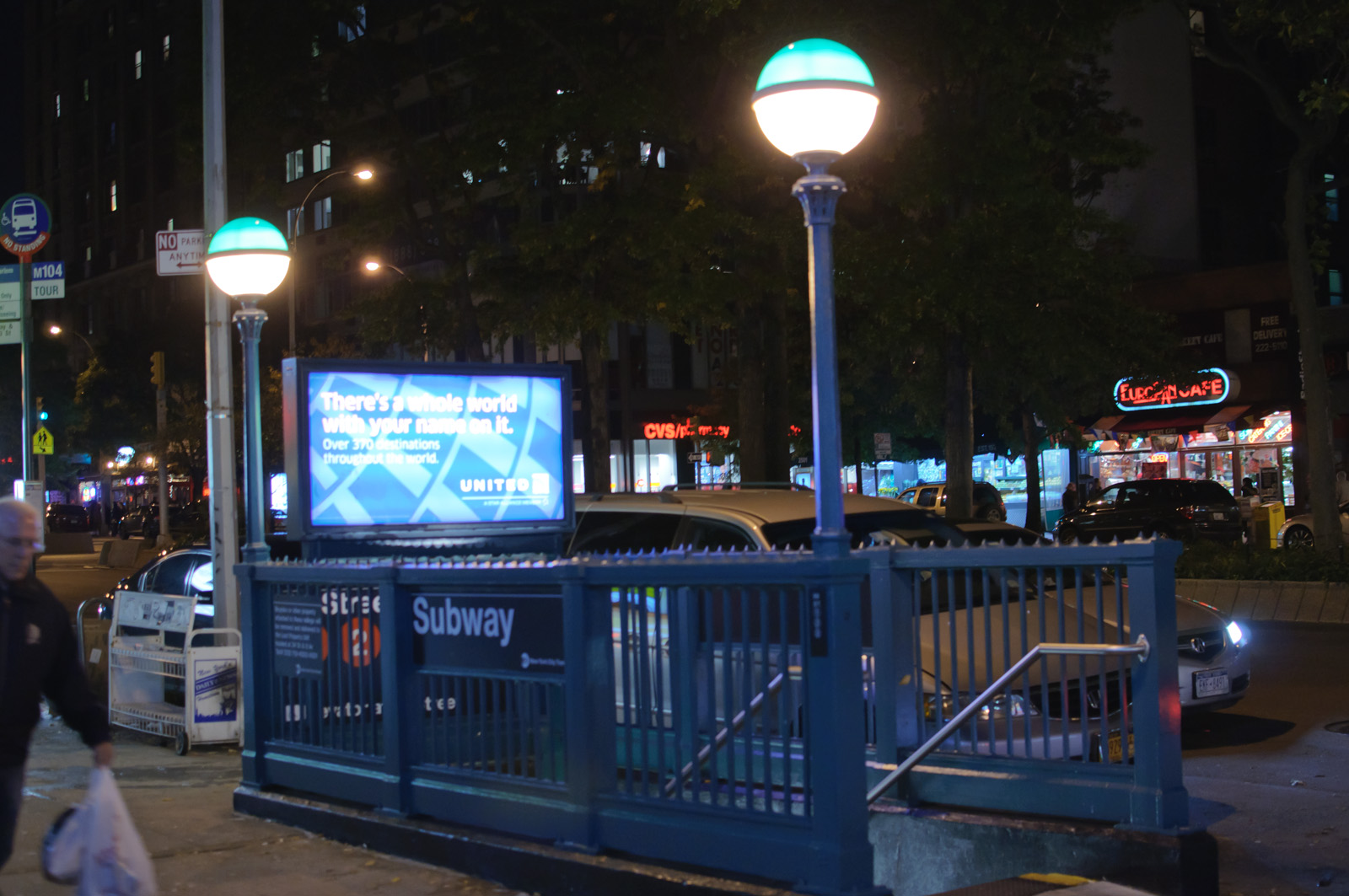
Зелёные лампы, обозначающие круглосуточно открытый вход в метро
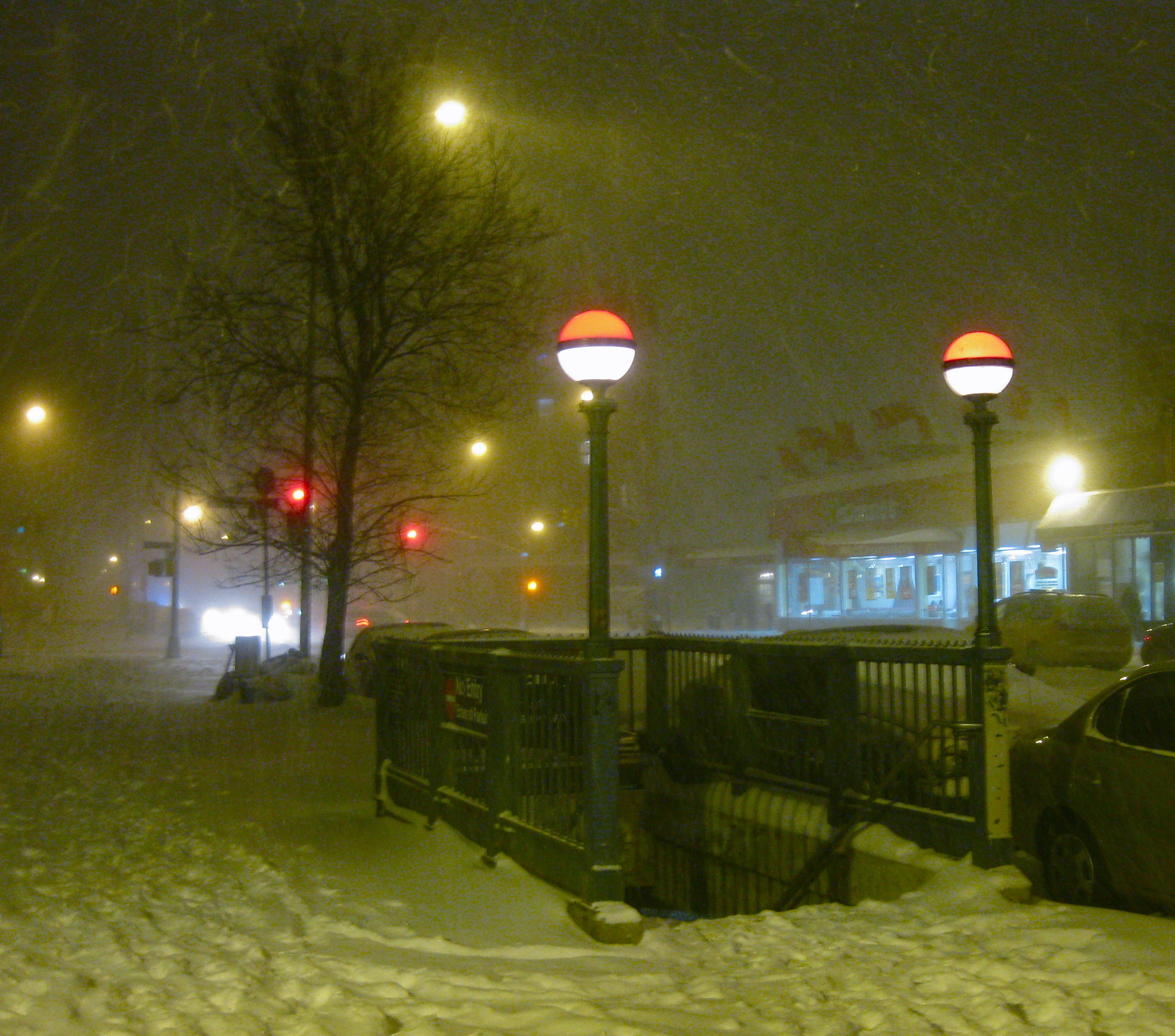
Красные лампы, обозначающие выход без входа
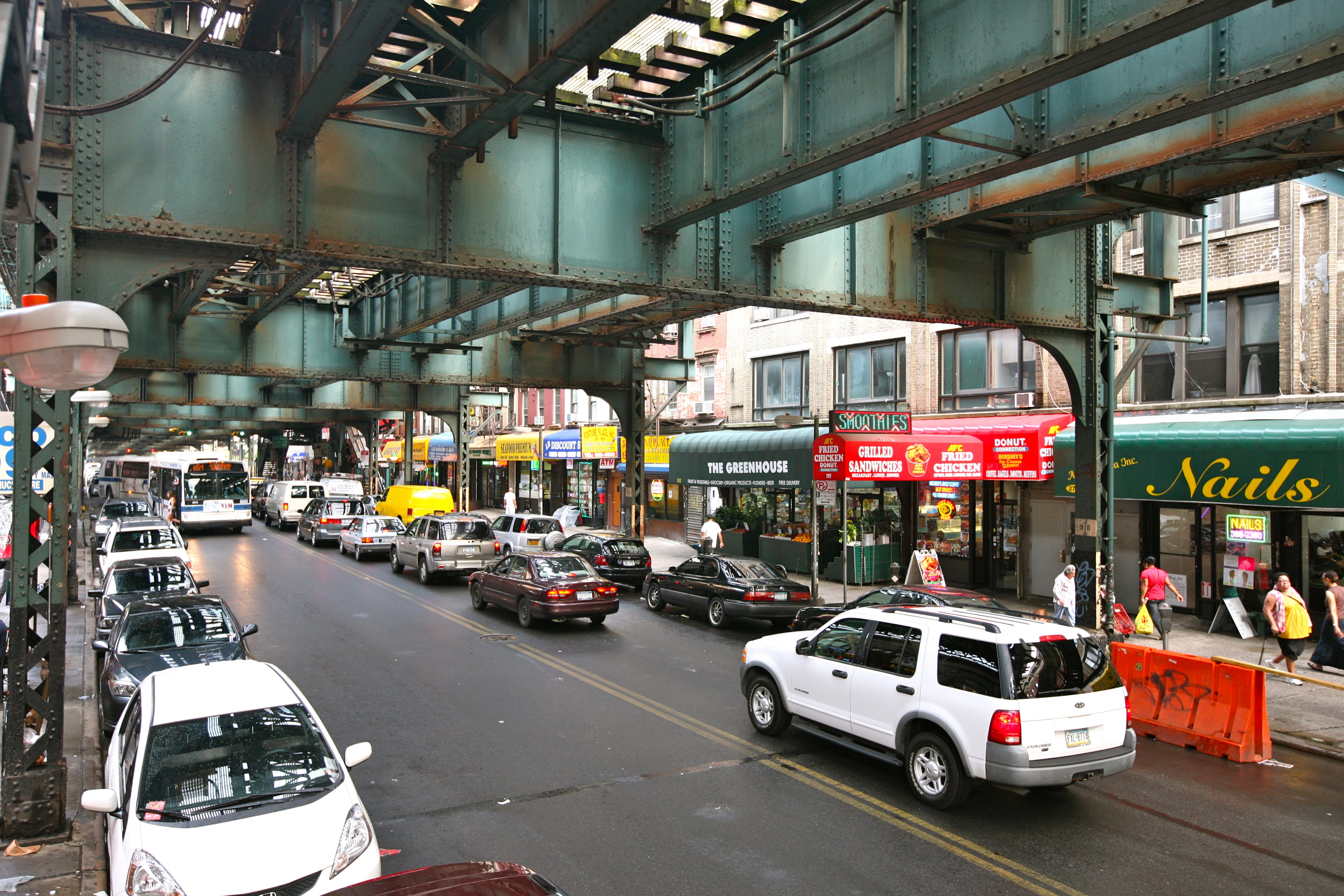
Улица под эстакадной линией
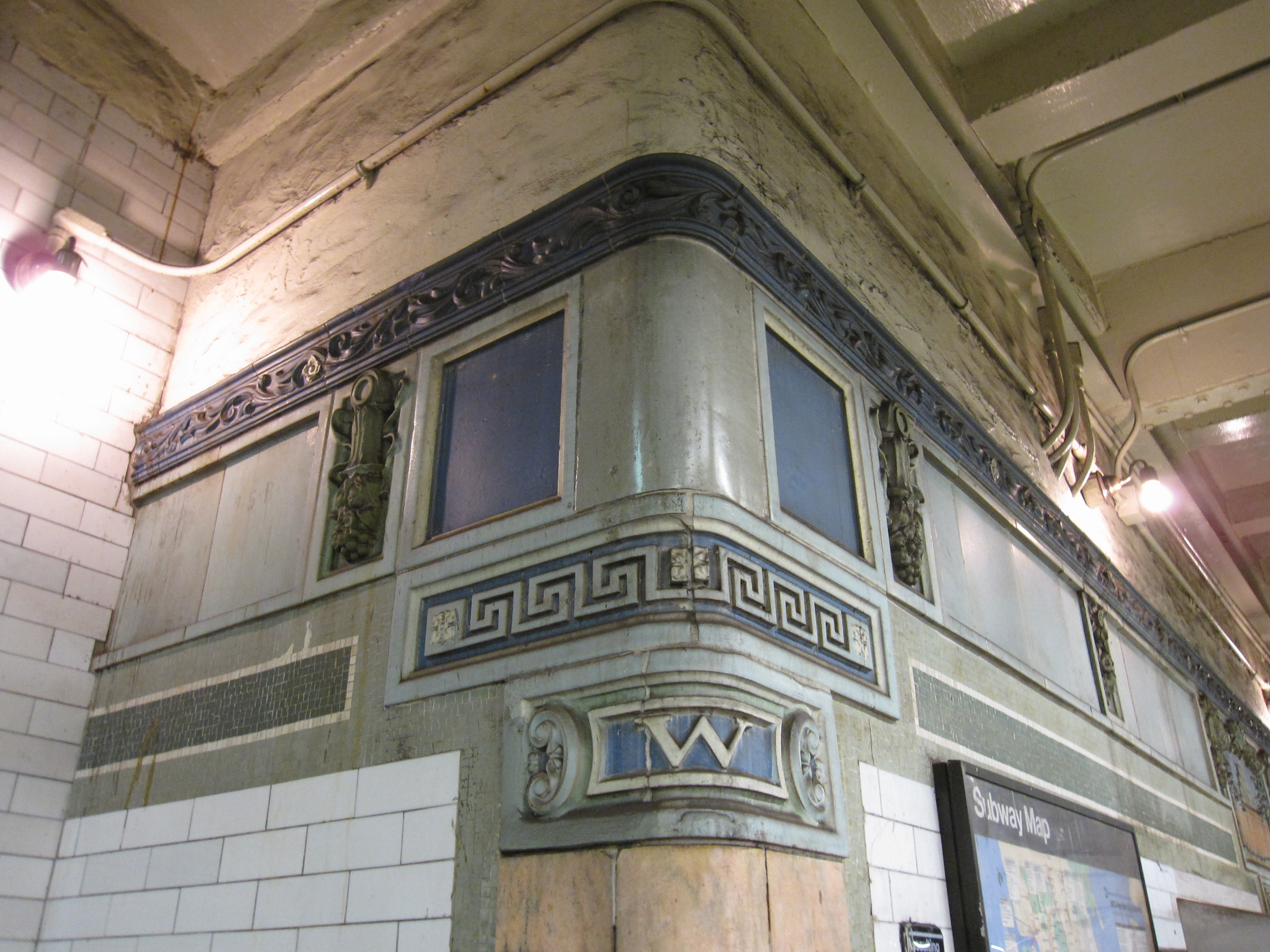
Фрагмент старого оформления подземной станции
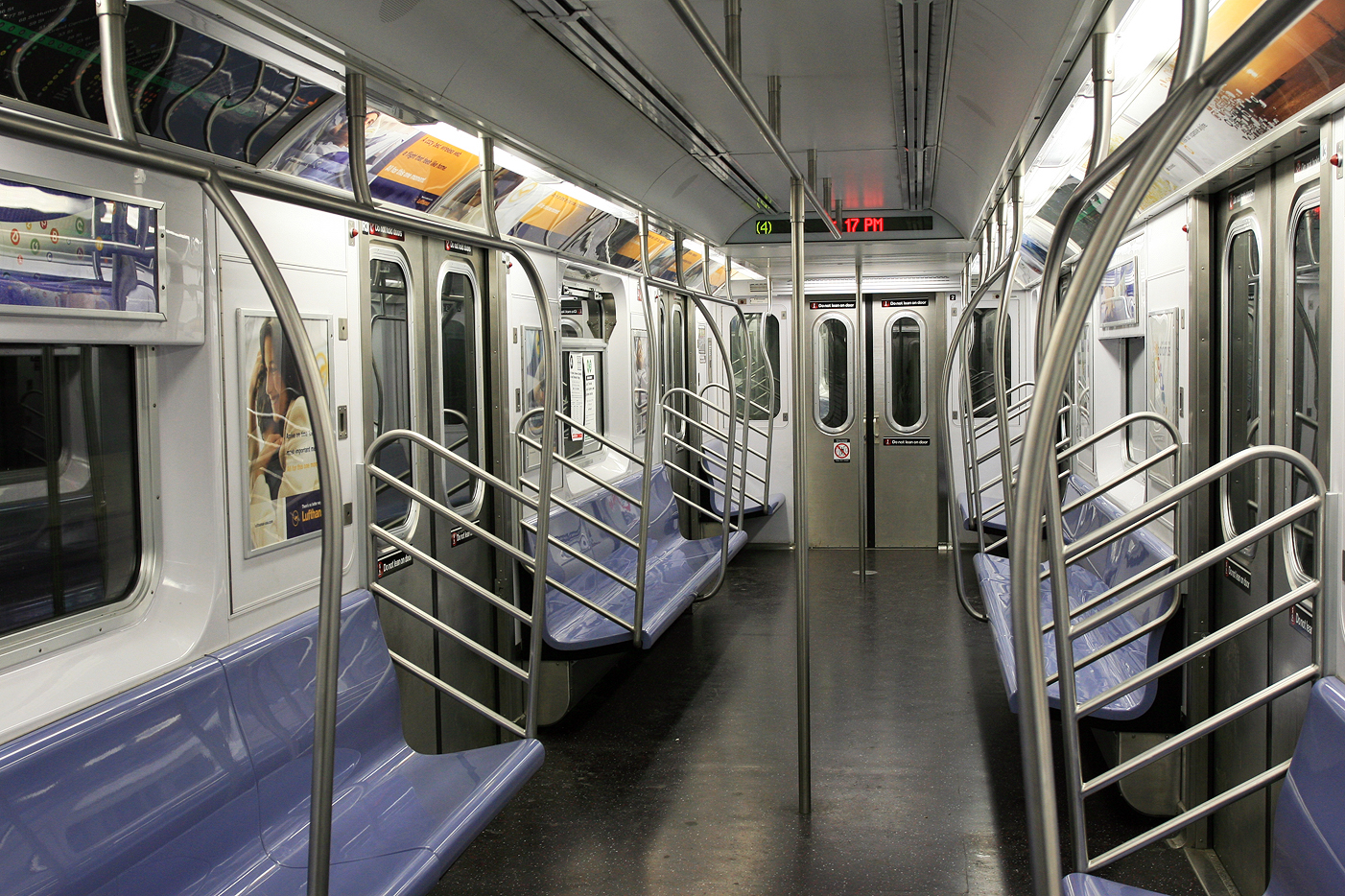
Внутри вагона метро
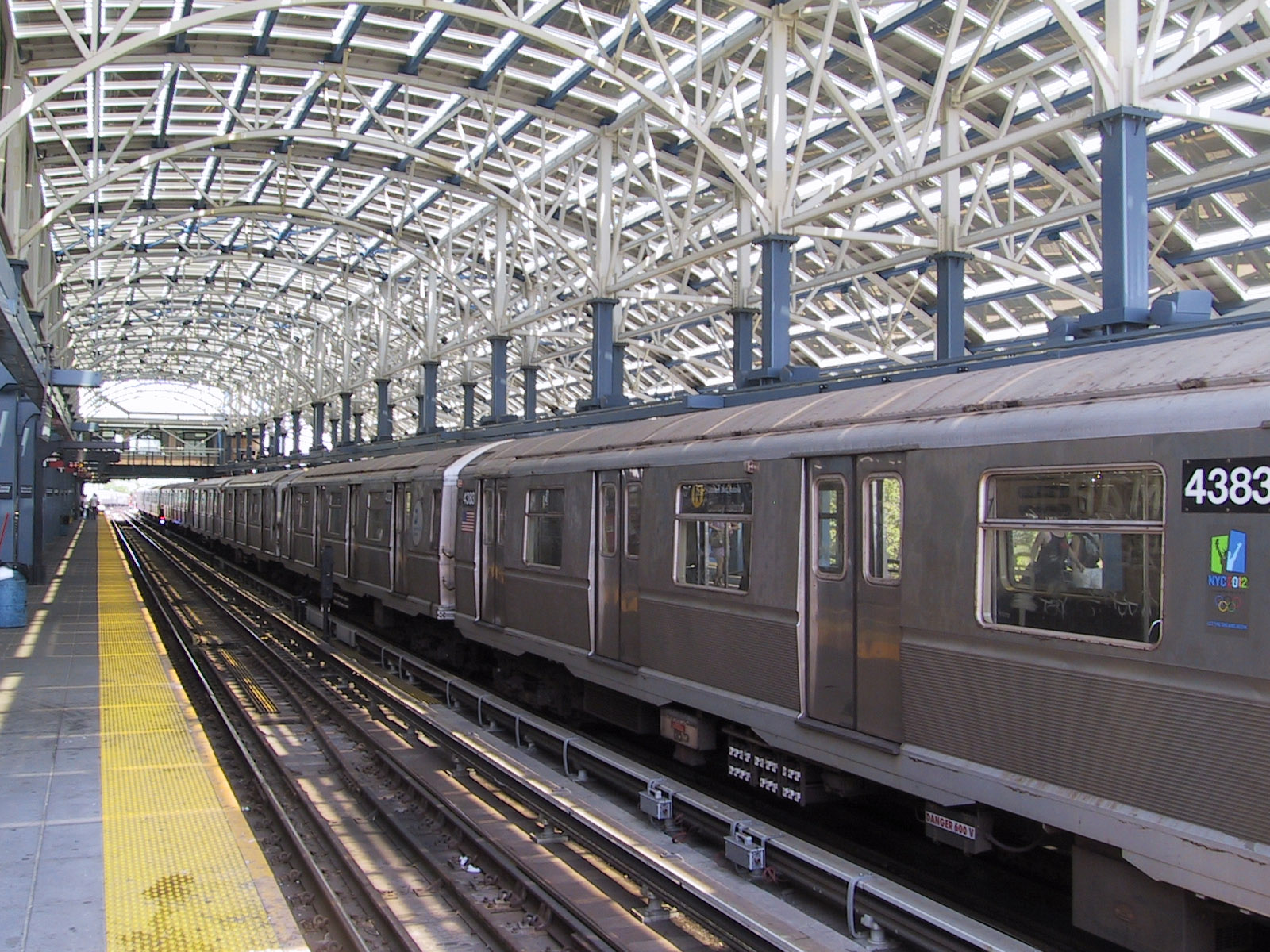
Поезд на крупнейшей конечной станции метрополитена, Кони-Айленд

### Дивизионы A и B

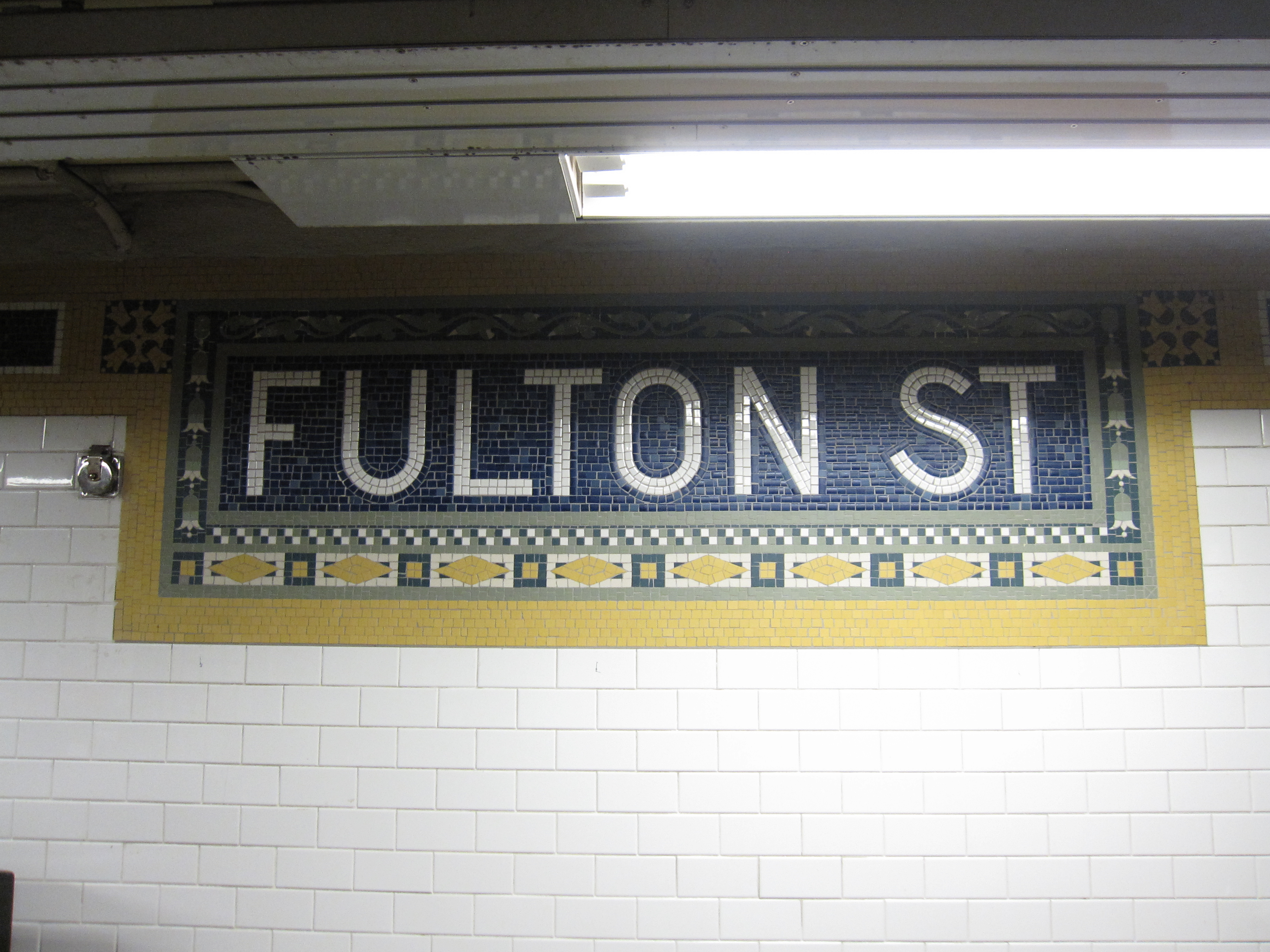
Надпись «Фултон-стрит» на стене бывшей станции Ай-ар-ти

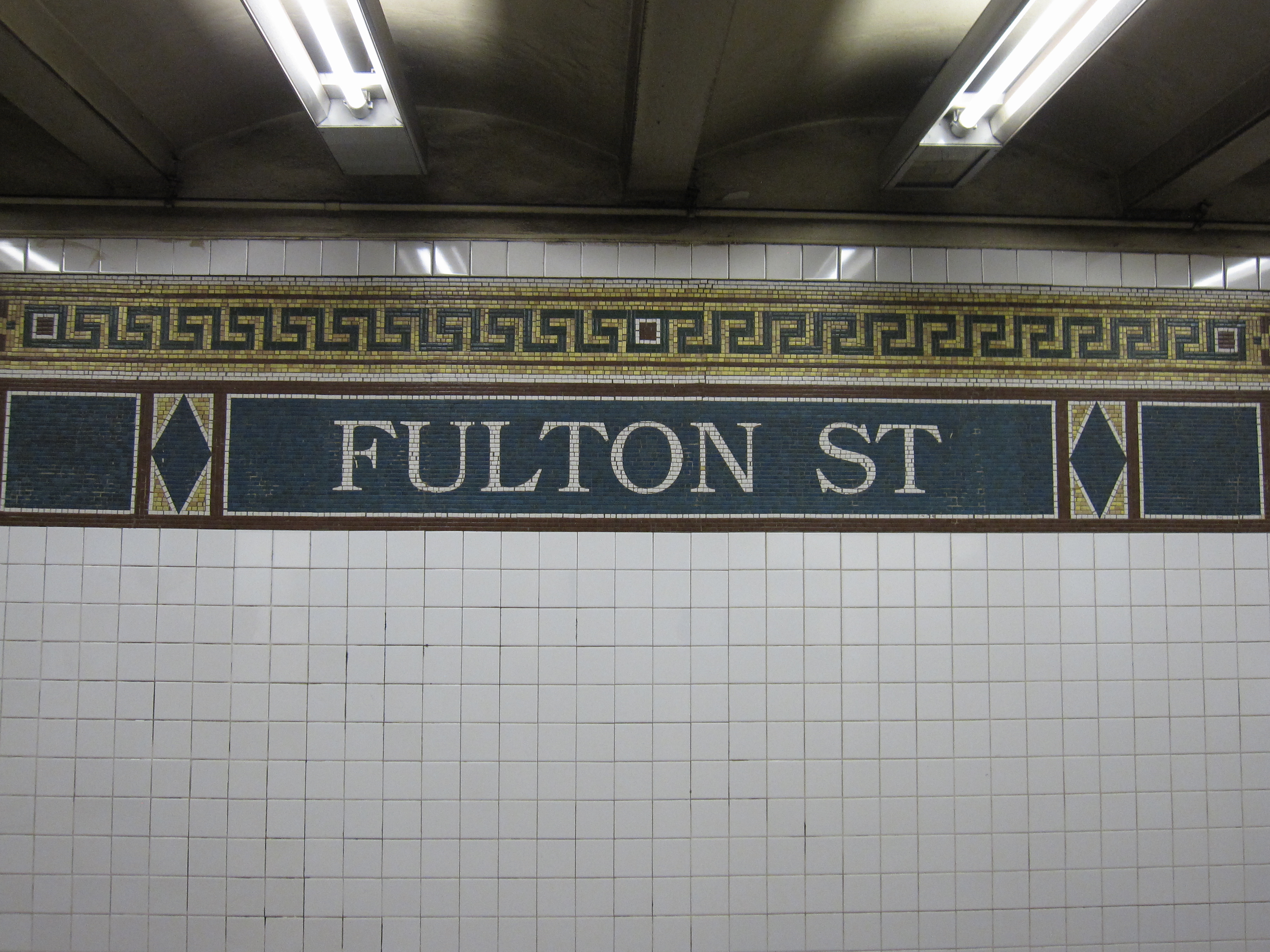
Надпись «Фултон-стрит» на стене бывшей станции Би-эм-ти

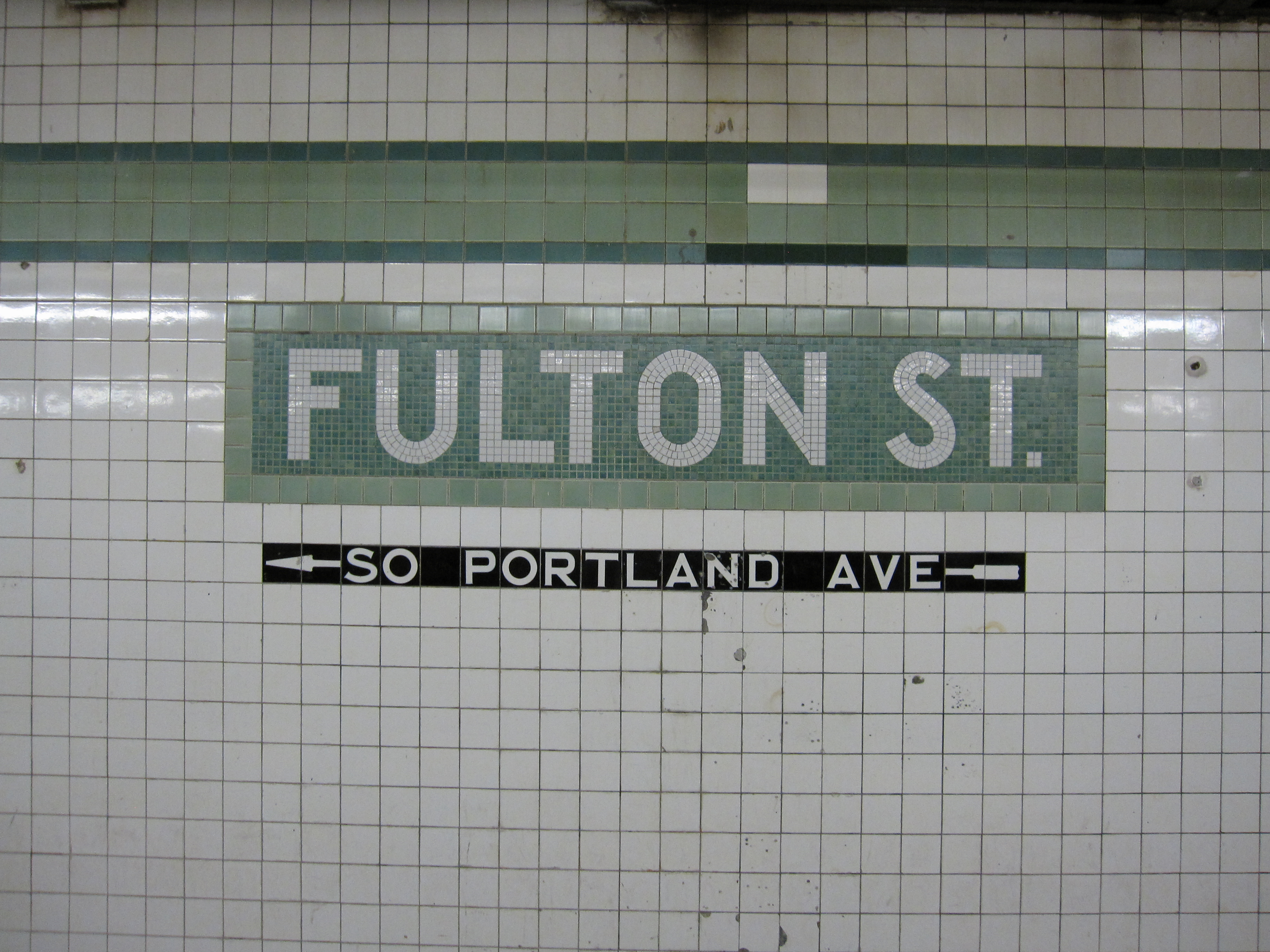
Надпись «Фултон-стрит» на стене бывшей станции Ай-эн-ди

В настоящее время построены несколько связующих линий между сетями IND и BMT (вместе они составляют «дивизион B», номера маршрутов которого буквенные). IRT (эта сеть сейчас носит название «дивизион A», номера маршрутов которого цифровые) использовала ту же ширину колеи, но более узкие вагоны (то есть положение края платформы относительно оси пути было иным). По этой причине бывшие маршруты IRT нигде не проходят по одним путям с бывшими маршрутами BMT и IND, кроме нескольких мест в депо.
На сегодняшний день названия IRT, BMT и IND ещё порой можно услышать, даже от кондуктора, объявляющего остановки. Но реального значения эти названия уже не имеют, кроме ностальгического ощущения для старожилов Нью-Йорка и исторической справки — для приезжих.

### Подвижной состав
Метрополитен Нью-Йорка имеет самый большой парк вагонов в мире. На 6 ноября 2016 года он составлял 6418 единиц.
Вагоны делятся на три типа по своему размеру:
| Дивизион | Ширина, м | Длина, м | Максимальное количество вагонов в поезде |
| -------- | --------- | -------- | ---------------------------------------- |
| A        | 2,67      | 15,56    | 11                                       |
| B        | 3,05      | 22,86    | 8                                        |
| B        | 3,05      | 18,29    | 10                                       |

Подвижной состав двух дивизионов совместим между собой по ширине колеи (что позволяет перемещать вагоны обоих типов по территории депо), но несовместим по габариту вагона (что вынуждает использовать вагоны только одного размера там, где на пути следования имеются платформы, тоннели или кривые малого радиуса). Внутри дивизиона B выделяется так называемый «восточный дивизион» (маршруты J, L, M и Z), поезда которого составляются только из 8 вагонов более короткого типа (последняя строка таблицы), поскольку на этих маршрутах короче платформы и меньше радиус кривых.
Модели вагонов, строившихся и приобретавшихся для компании IND с момента начала её функционирования в 1932 году, а для остального метрополитена с 1948 года, обозначаются буквой R и номером. Буква R означает Revenue Service, то есть работа, приносящая доход; число означает номер контракта, по которому была куплена модель. На 2021 год самая старая из используемых моделей вагонов называется R46, она выпускалась в 1975—78 годах, а самая новая — R179, она выпускалась с 2017 по 2019 год.

### Оплата проезда

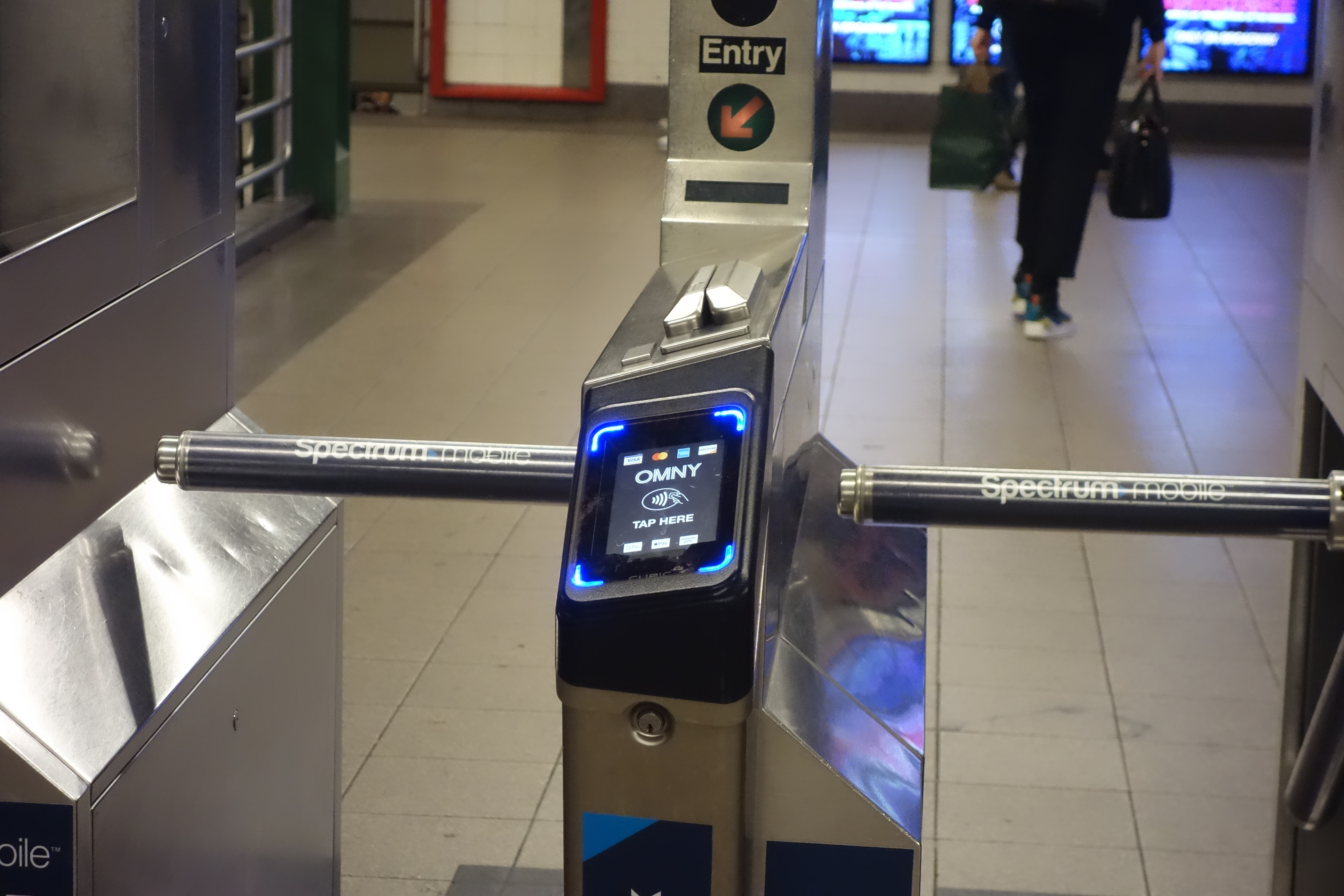
Турникет, принимающий и MetroCard, и OMNY

В отличие от некоторых других крупных метрополитенов, в Нью-Йоркском метрополитене нет деления на тарифные зоны. Стоимость проезда с 20 августа 2023 года следующая:
- билет на однократную поездку обходится в 2,90 $ (по этому же билету можно после выхода из метро продолжить поездку на городском автобусе, но только в течение двух часов с момента прохода входного турникета метро. Или наоборот: сначала проехать на автобусе, а потом, но не более чем через два часа после входа в автобус, по тому же билету пройти в метро);
- нельготный проездной билет на 7 суток стоит 34 $, на 30 суток — 132 $.

Многодневный проездной билет даёт право на многократный без ограничений проезд в метрополитене и в автобусах города в течение срока его действия. Отсчёт первых суток начинается в момент первого прохода через турникет метрополитена или автобуса независимо от времени суток, поэтому начинать использовать многодневный билет выгоднее с утра. В последний день действия билета через турникет метрополитена или автобуса можно пройти до полуночи. Но сам проездной блокируется на 18 минут, так что подряд два раза им воспользоваться не получится.
Жетоны были отменены в 2003 году, с этого момента для оплаты используются только пластиковые карты MetroCard, а в 2019—2020 годах была внедрена поддержка для бесконтактных карт OMNY.

## Будущее метрополитена

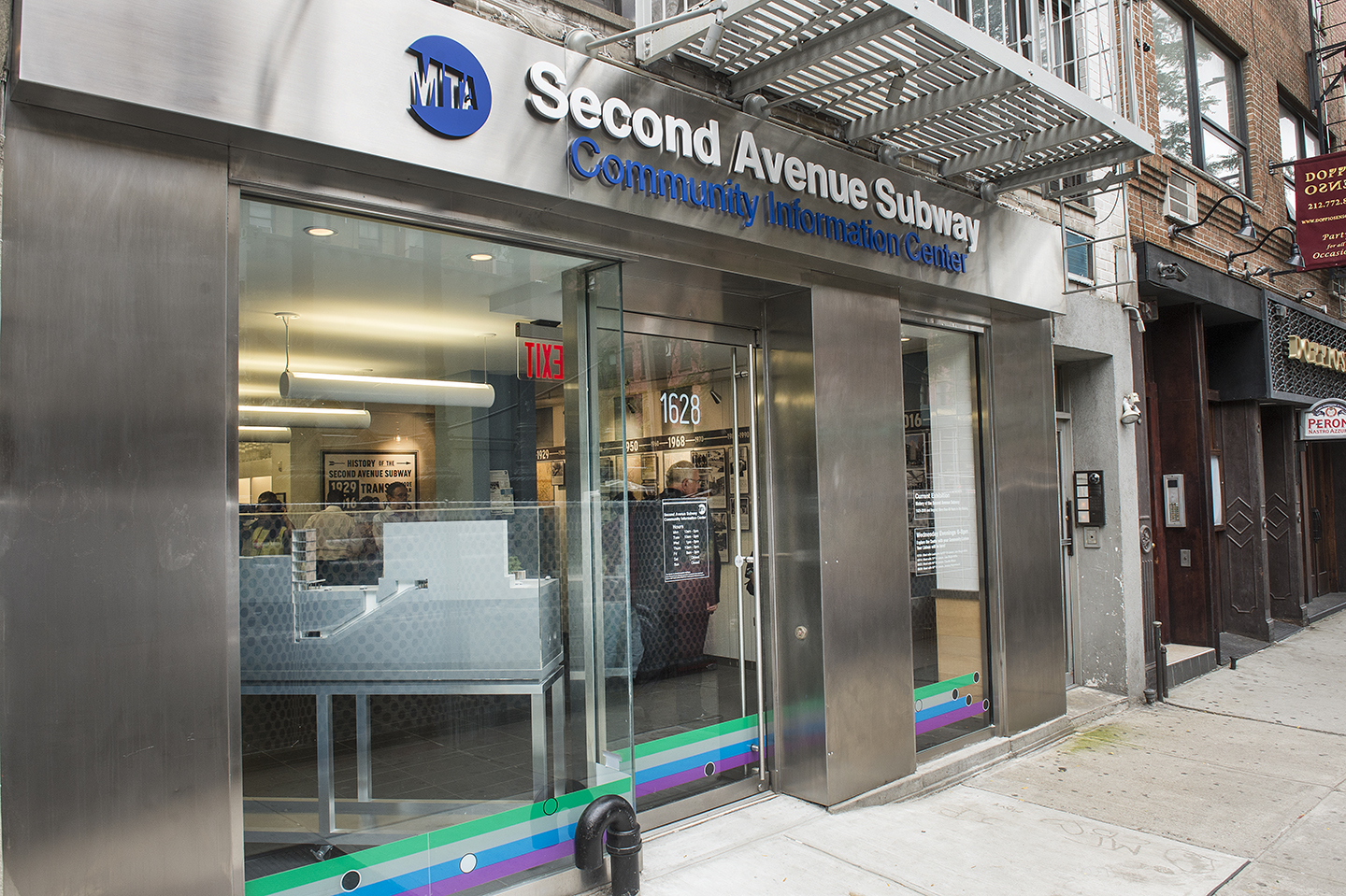
Информационный центр строящейся линии Второй авеню

В 1920 году был предложен проект линии метро вдоль Второй авеню в Манхэттене. Однако строительство несколько раз замораживалось в силу неблагоприятных экономических условий, таких как Великая депрессия, а также финансовый кризис 1970-х годов. В 1975 году строительство было остановлено более чем на три десятилетия. 12 апреля 2007 года состоялась торжественная церемония, знаменующая возобновление строительных работ; три первых станции открылись 1 января 2017 года.
Что касается перспективного строительства, то в условиях ограниченного финансирования решается вопрос дальнейшего строительства этой линии. Очередные её подземные участки предстоит прокладывать достаточно глубоко (из-за необходимости пересечений в разных уровнях с другими транспортными коммуникациями) и закрытым способом, в основном щитовой проходкой в скальном грунте Манхэттена. Это сначала продолжение линии на север — до пересадочной станции «125 улица» (2-я очередь) с линией Лексингтон-авеню, а затем на юг — сначала до станции «Хаустон-стрит» (3-я очередь), а затем ещё далее до станции «Хановер-сквер» (4-я очередь) на самом юге Манхэттена.

## Линии и маршруты
Нью-Йоркский метрополитен представляет собой сеть линий с большим количеством развилок и рельсовых соединений. Движение поездов организовано по маршрутам. Термин «линия» обозначает участок путей с расположенными на нём станциями (отнесение путей к тем или иным линиям во многих случаях сложилось исторически), а «маршрут» — путь движения поездов (от одной конечной станции до другой по тем или иным линиям). Линии имеют собственные имена. Маршруты обозначаются цифрами и буквами, а кроме того каждый из них имеет цвет, соответствующий той линии на Манхэттене, через которую он проходит.
Например, маршрут D проходит по линиям Конкорс, Ай-эн-ди, Восьмой авеню, Ай-эн-ди, Шестой авеню, Ай-эн-ди, Четвёртой авеню, Би-эм-ти, и Уэст-Энд, Би-эм-ти. На картах, станциях, вагонах и т. д. он обозначается оранжевым цветом, поскольку проходит по линии Шестой авеню.

### Разновидности линий и маршрутов
На многих линиях маршруты делятся на локальные и экспрессы. На таких линиях одновременно три или четыре пути (внешние — для локальных маршрутов, внутренние — для экспрессов). Экспресс-пути имеют платформу только на некоторых станциях. 171 км линий проложены четырёхпутными и ещё 95 км — трёхпутными. На трёхпутных линиях экспресс использует средний путь в пиковом направлении, в таком случае на обратном пути экспресс-поезда следуют как локальные.
На двухпутных линиях нет возможности организовать движение экспрессов по отдельному пути, однако иногда организуется движение по схеме «скип-стоп» (на 2023 год так действуют только маршруты J и Z в час пик в пиковом направлении): один маршрут проходит без остановки одни станции, а другой другие.
Кроме того, некоторые относительно короткие маршруты считаются челночными (англ. shuttles).

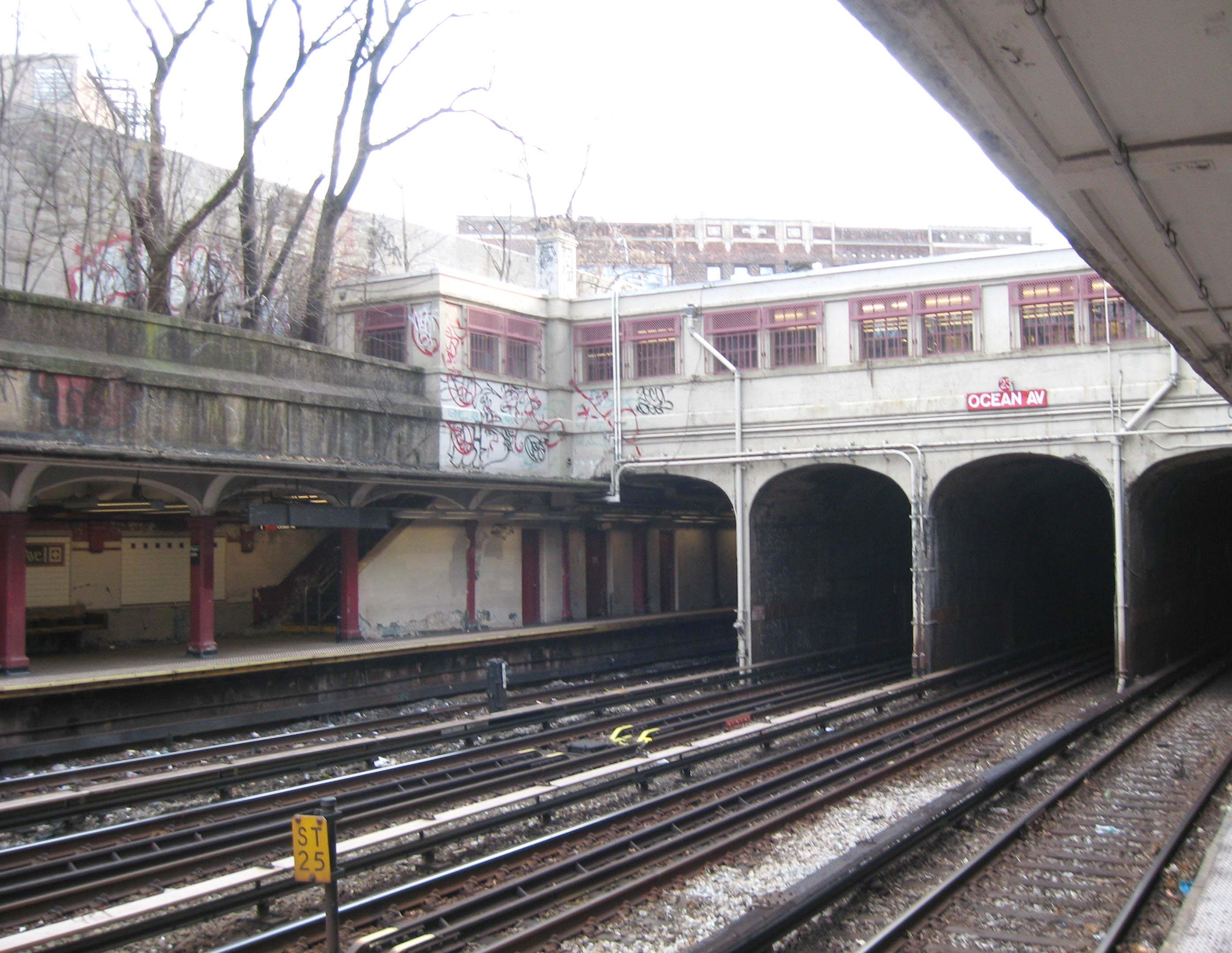
Четырёхпутная линия
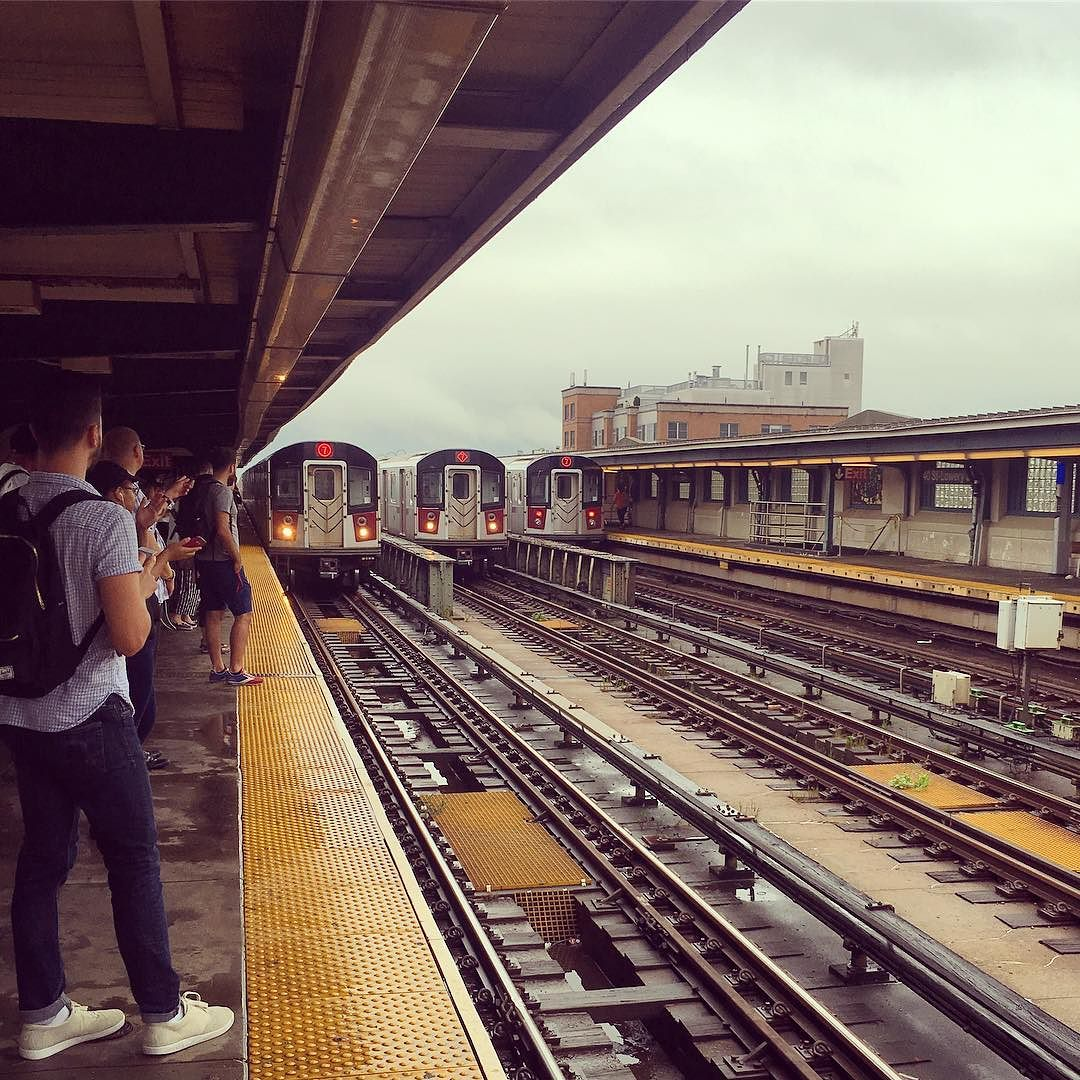
Трёхпутная линия
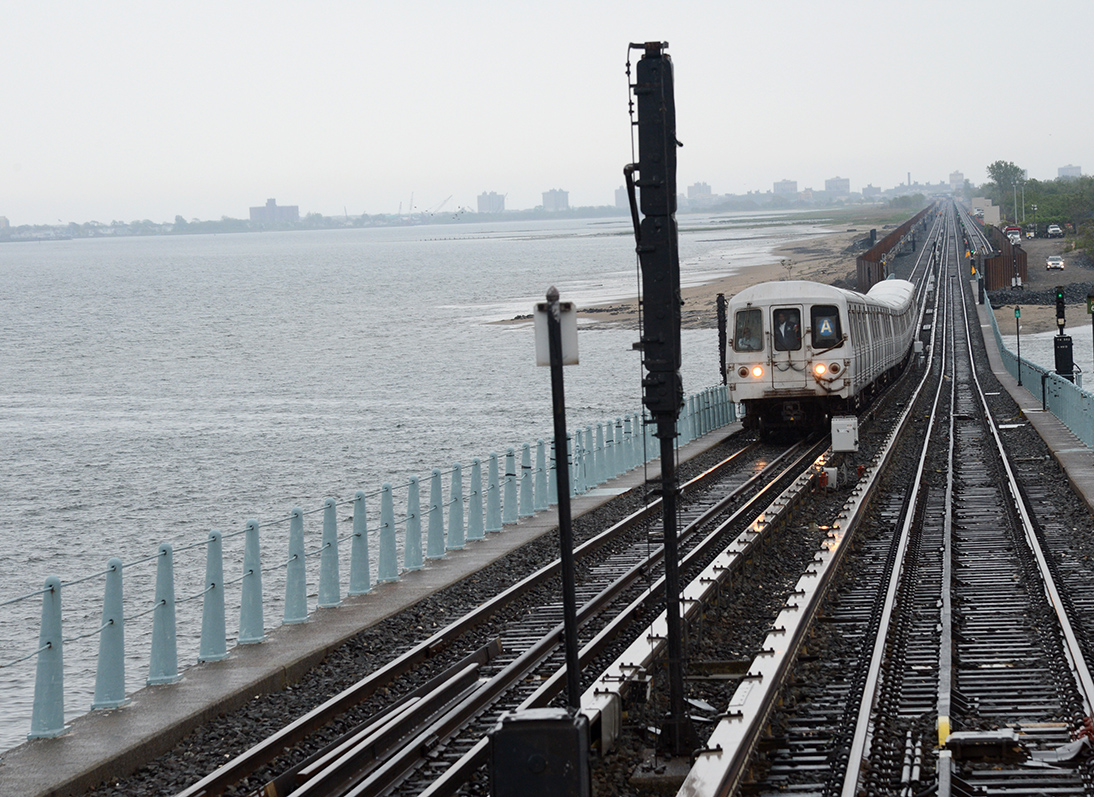
Двухпутная линия
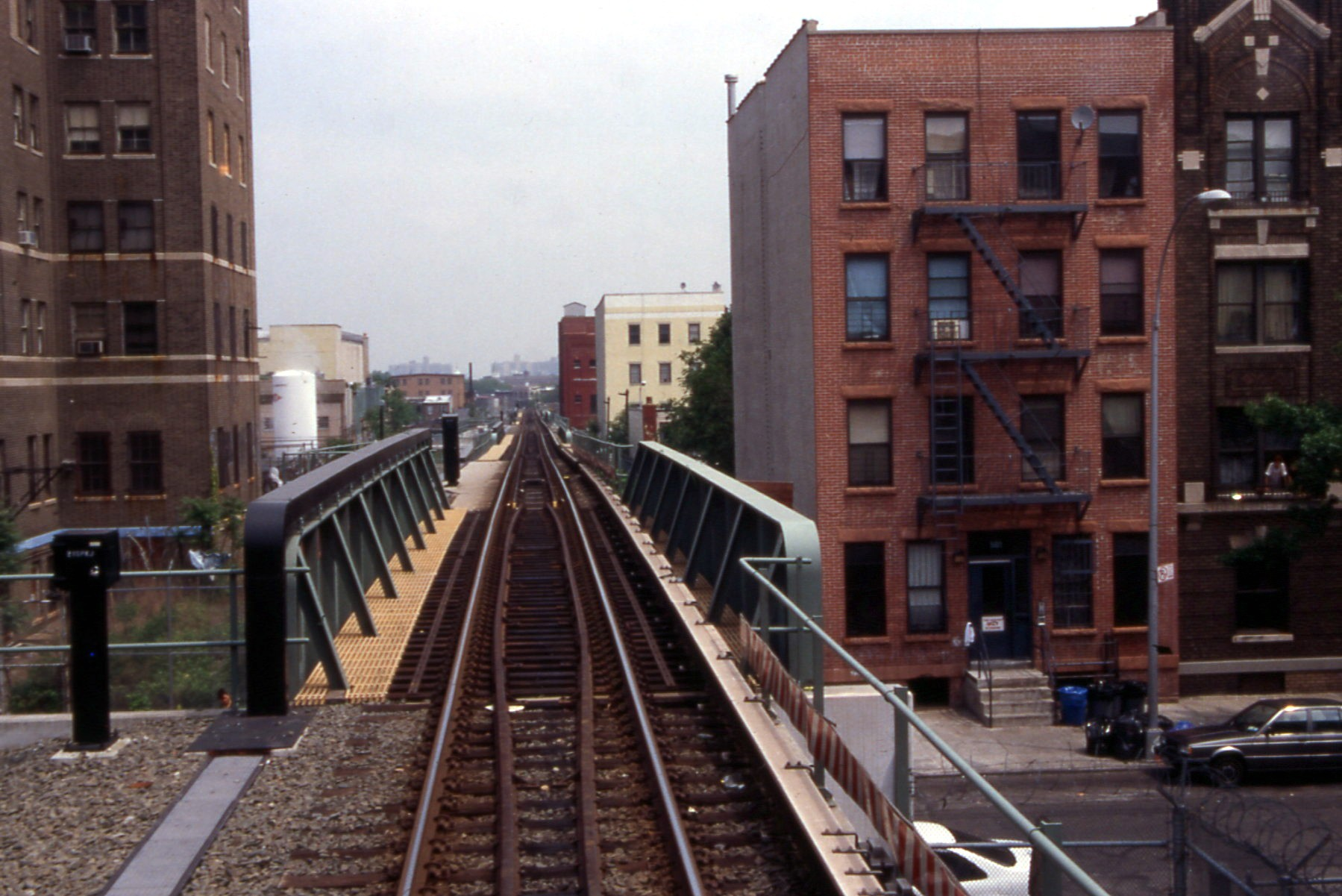
Однопутная линия
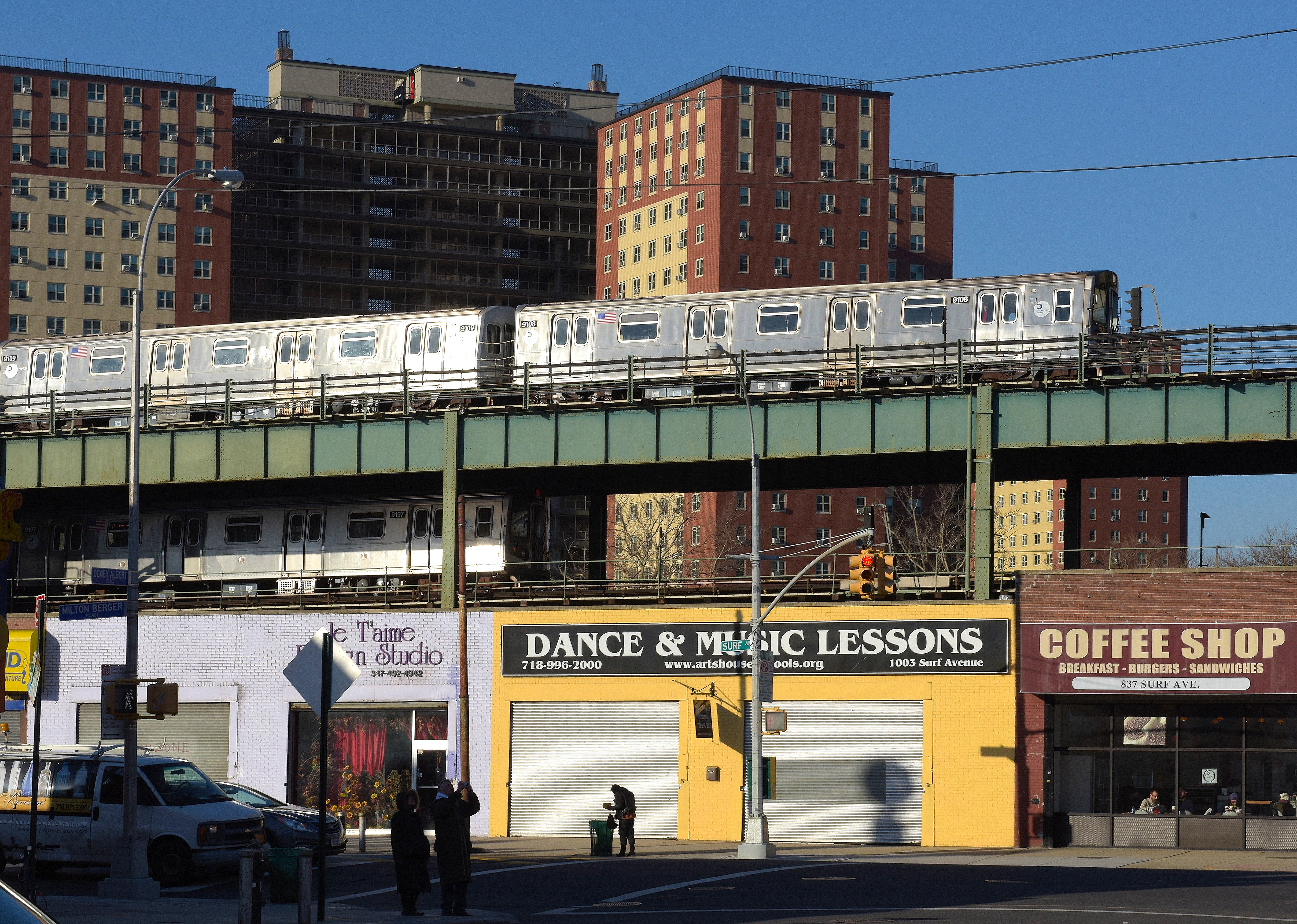
Пути в двух уровнях

### Список маршрутов
В систему входят 29 маршрутов (включая три челнока).
| Дивизион A (IRT)                                                                      | Дивизион B (BMT/IND)                                                               | Дивизион B (BMT/IND)                             |
| ------------------------------------------------------------------------------------- | ---------------------------------------------------------------------------------- | ------------------------------------------------ |
| Локальный маршрут линии Бродвея и Седьмой авеню                                       | Экспресс-маршрут линии Восьмой авеню                                               | Локальный или экспресс-маршрут линии Нассо-стрит |
| Экспресс-маршрут линии Бродвея и Седьмой авеню                                        | Экспресс-маршрут линии Шестой авеню                                                | Локальный маршрут линии Канарси                  |
| Экспресс-маршрут линии Бродвея и Седьмой авеню                                        | Локальный маршрут линии Восьмой авеню                                              | Локальный маршрут линии Шестой авеню             |
| Экспресс-маршрут линии Лексингтон-авеню                                               | Экспресс-маршрут линии Шестой авеню                                                | Экспресс-маршрут линии Бродвея                   |
| Экспресс-маршрут линии Лексингтон-авеню                                               | Локальный маршрут линии Восьмой авеню                                              | Экспресс-маршрут линии Бродвея                   |
| Локальный маршрут линии Лексингтон-авеню (локальный или экспресс-маршрут линии Пелем) | Локальный маршрут линии Шестой авеню (локальный или экспресс-маршрут линии Калвер) | Локальный маршрут линии Бродвея                  |
| Локальный или экспресс-маршрут линии Флашинг                                          | Локальный маршрут линии Кросстаун                                                  | Локальный маршрут линии Бродвея                  |
| Челнок 42-й улицы                                                                     | Челнок Рокавей-парка                                                               | Челнок Франклин-авеню                            |

### Расписание

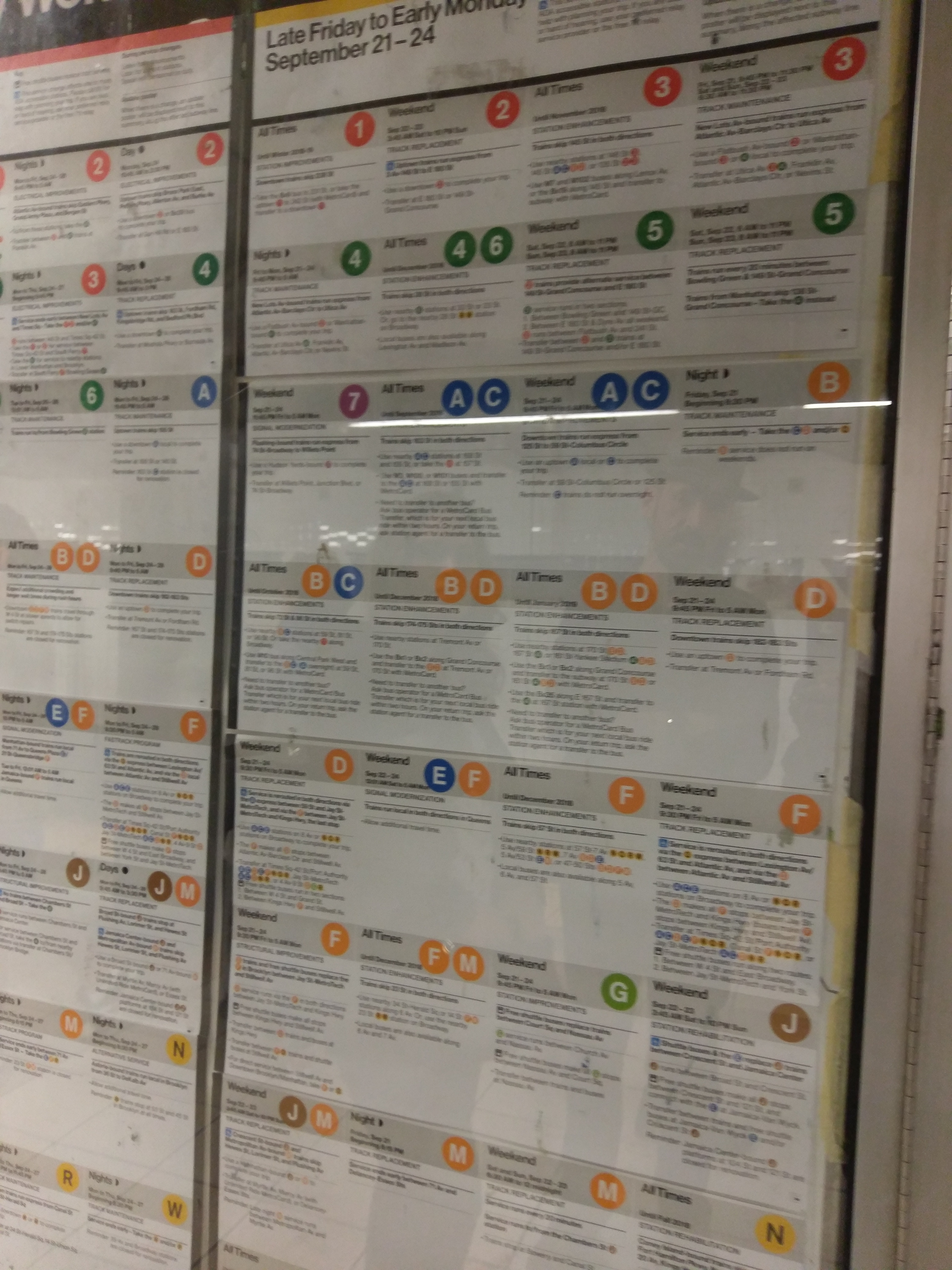
Объявления об изменениях в расписании

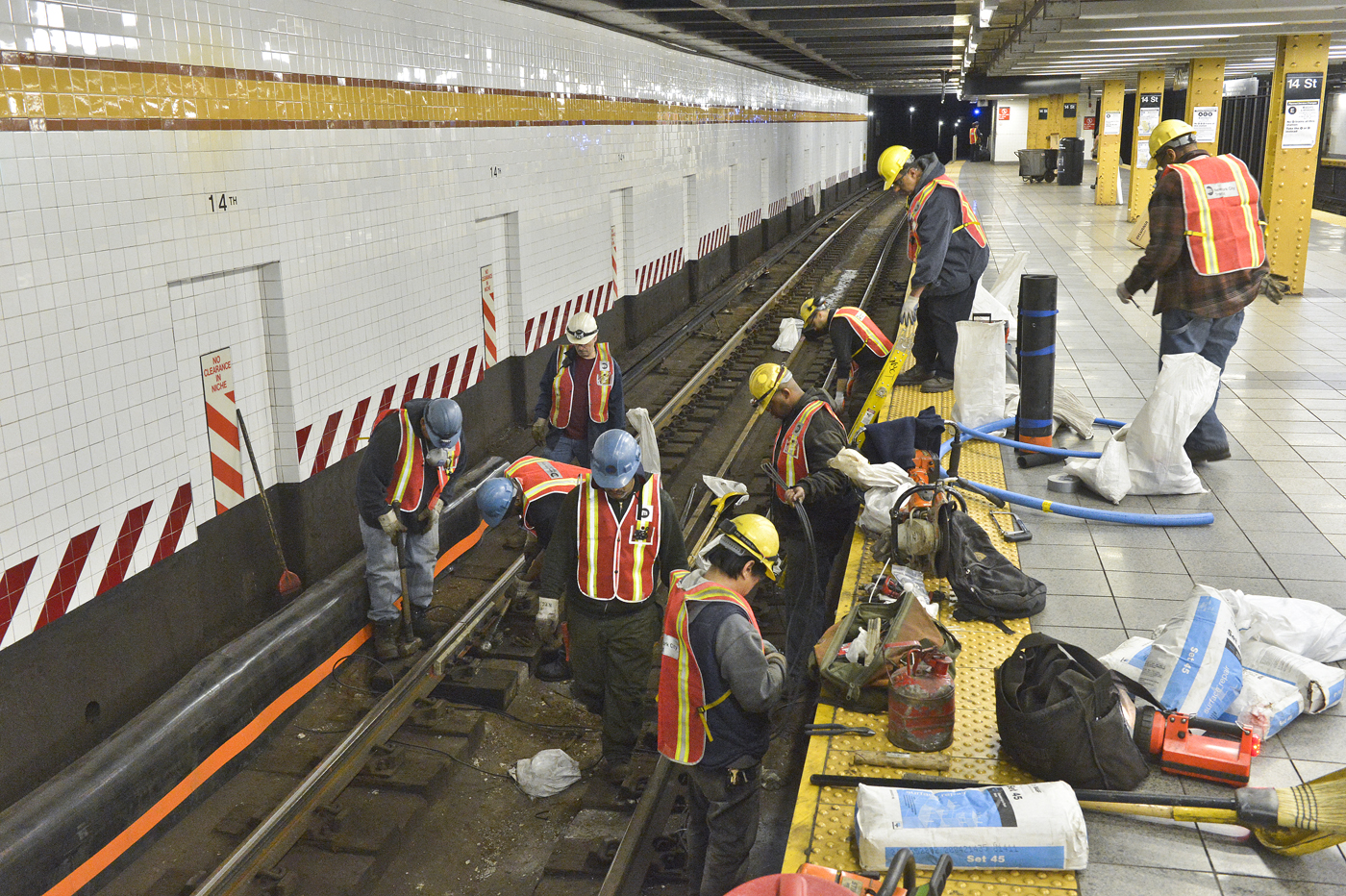
Ремонтные работы

Расписание движения поездов меняется в зависимости от дня недели и времени суток. Всего в расписании имеется 5 разных «периодов времени»:
| Период   | Часы                                | Дни                                      |
| -------- | ----------------------------------- | ---------------------------------------- |
| час пик  | от 6:30 до 9:30 и от 15:30 до 20:00 | с понедельника по пятницу                |
| день     | от 9:30 до 15:30                    | с понедельника по пятницу                |
| вечер    | от 20:00 до полуночи                | с понедельника по пятницу                |
| ночь     | от полуночи до 6:30                 | все дни недели                           |
| выходной | от 6:30 до полуночи                 | суббота и воскресенье, а также праздники |

В час пик некоторые маршруты превращаются из локальных в экспрессы в пиковом направлении (в сторону Манхэттена до полудня и обратно после), или начинают ходить по дополнительным линиям, по которым они не ходят в обычное время. В выходные, вечером и ночью некоторые маршруты отменяются, либо укорачиваются (некоторые поезда при этом ходят челноком только по одному из путей 2-путной линии), либо превращаются из экспрессов в локальные. Для пассажиров выпускается карта для дневного расписания (с примечанием об изменениях в другое время) и для ночного, список маршрутов со всеми их вариациями по времени суток и дням недели и расписания поездов для всех маршрутов.
Поскольку метрополитен работает круглосуточно, нет возможности выполнять ремонтные работы в часы, когда поезда не ходят. Поэтому при необходимости определённые участки путей закрываются на ремонт (как правило в выходные или ночью), а поезда направляются в объезд таким образом, чтобы по возможности все станции по-прежнему обслуживались круглосуточно. При этом на 3-путных или 4-путных участках обычно экспрессный и локальный поезд идут по одному пути: по локальному, если в ремонте экспрессный путь, либо по экспрессному, если работы ведут на локальном пути. В любой день на сайте MTA можно узнать, какие есть сегодня изменения в расписании и какие альтернативные способы проезда предлагаются пассажирам, и кроме того регулярно обновляется интерактивная карта, отражающая текущие изменения. Объявления об изменениях в маршруте также озвучиваются и машинистом для пассажиров соответствующего поезда.

## Станции

### Конфигурации станций

Карта линий: оранжевым обозначены подземные, а синим надземные и наземные

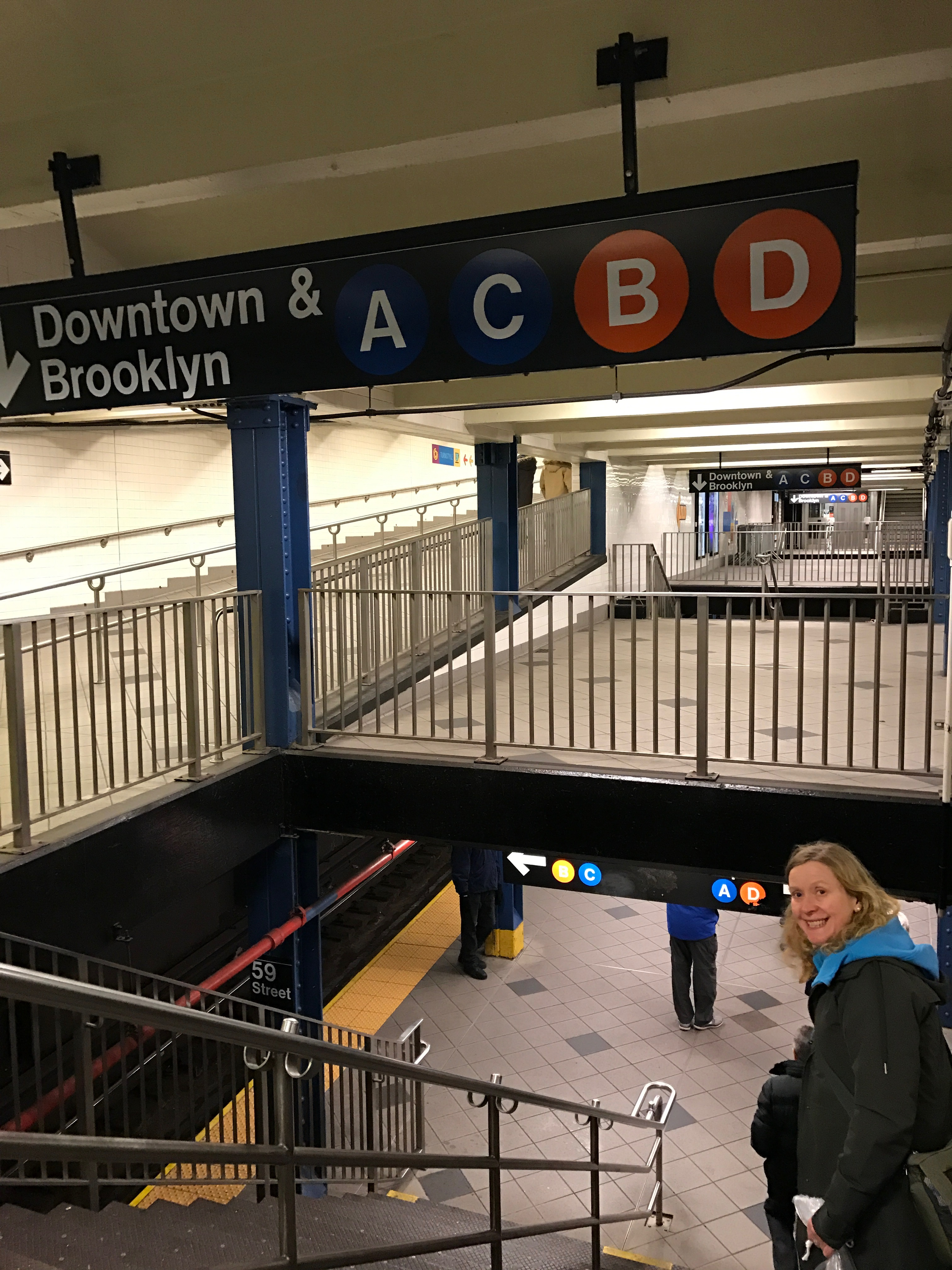
Станция. Сверху мезонин, снизу платформа. На мезонине вдали лифт. Над лестницей, ведущей на платформу, указано направление поездов и все маршруты, останавливающиеся на ней; над платформой они же, но по отдельности: слева локальные, справа экспрессы

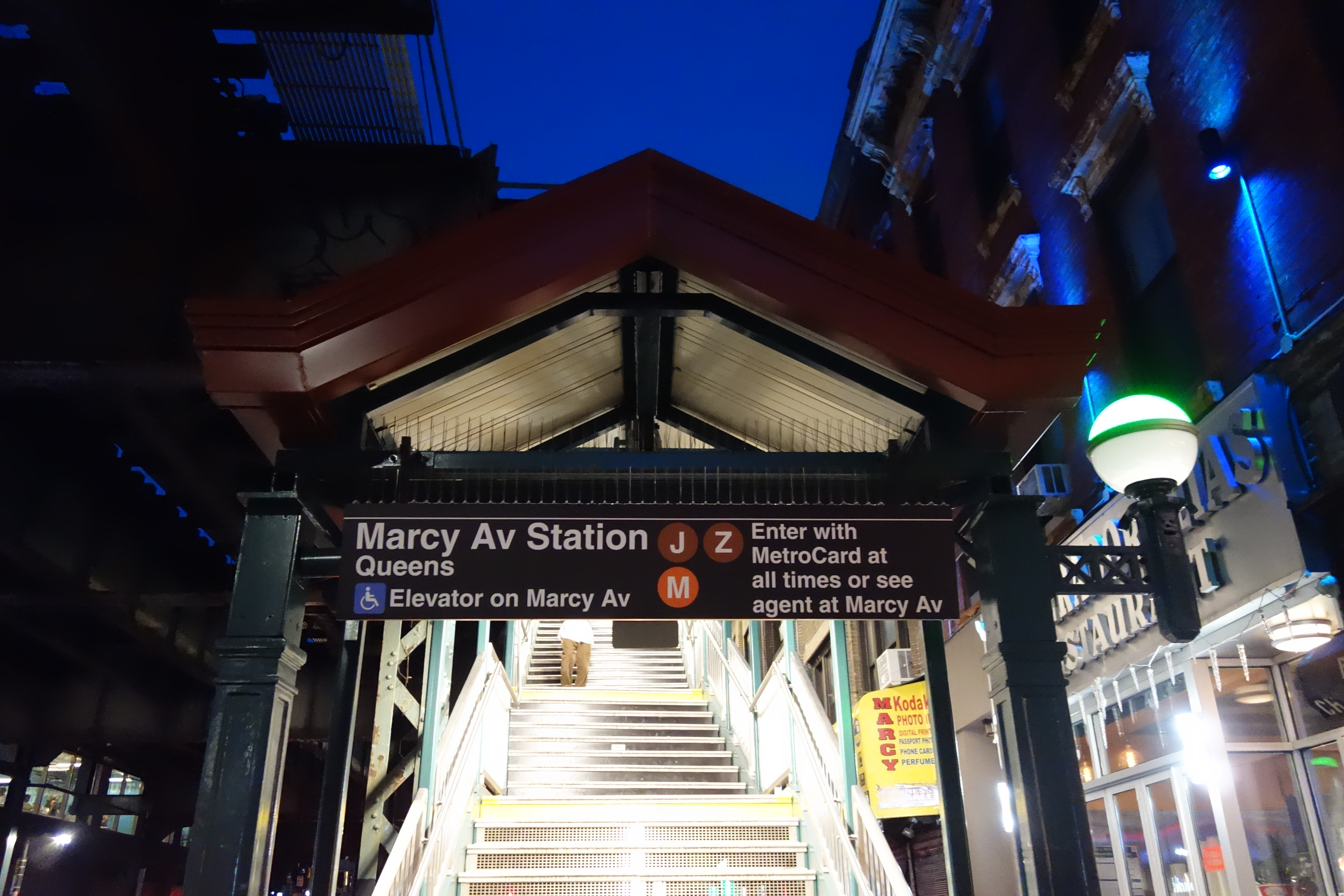
Вход на станцию. Слева: название станции; направление поездов; указание места входа, доступного для инвалидов. В центре: маршруты поездов. Справа: часы работы станции (круглосуточно) и указание места, где можно купить пластиковую карту для оплаты проезда

153 станции являются эстакадными, 38 располагаются на уровне земли (включая насыпи и выемки) и 281 — под землёй. Самой глубокой станцией является 191-я улица — она расположена на глубине около 53 м. Самой высокой (не только в Нью-Йорке, но и в мире) — Смит-стрит — Девятая улица, на высоте 26,7 м.
На большинстве станций имеется мезонин — уровень, расположенный над платформами (на эстакадной станции — под ними) и служащий для соединения платформ с разными сторонами улиц и между собой, а также для уменьшения потока пассажиров, идущих по платформе (благодаря нескольким лестницам, распределённым по длине платформы и соединяющим её с мезонином). Турникеты, как правило, находятся в мезонине или на уровне платформы.
Большинство станций не приспособлены для доступа людей с ограниченными возможностями. Однако в 1990 году в США был принят Акт об американцах с ограниченными возможностями (ADA), и с тех пор переоборудование станций метро в Нью-Йорке для их использования инвалидами получило приоритет. Станции поочерёдно закрываются на капитальный ремонт, в процессе которого, помимо собственно ремонта, на них устанавливаются лифты и пандусы. На 2015 год около 100 станций отвечают стандарту ADA.

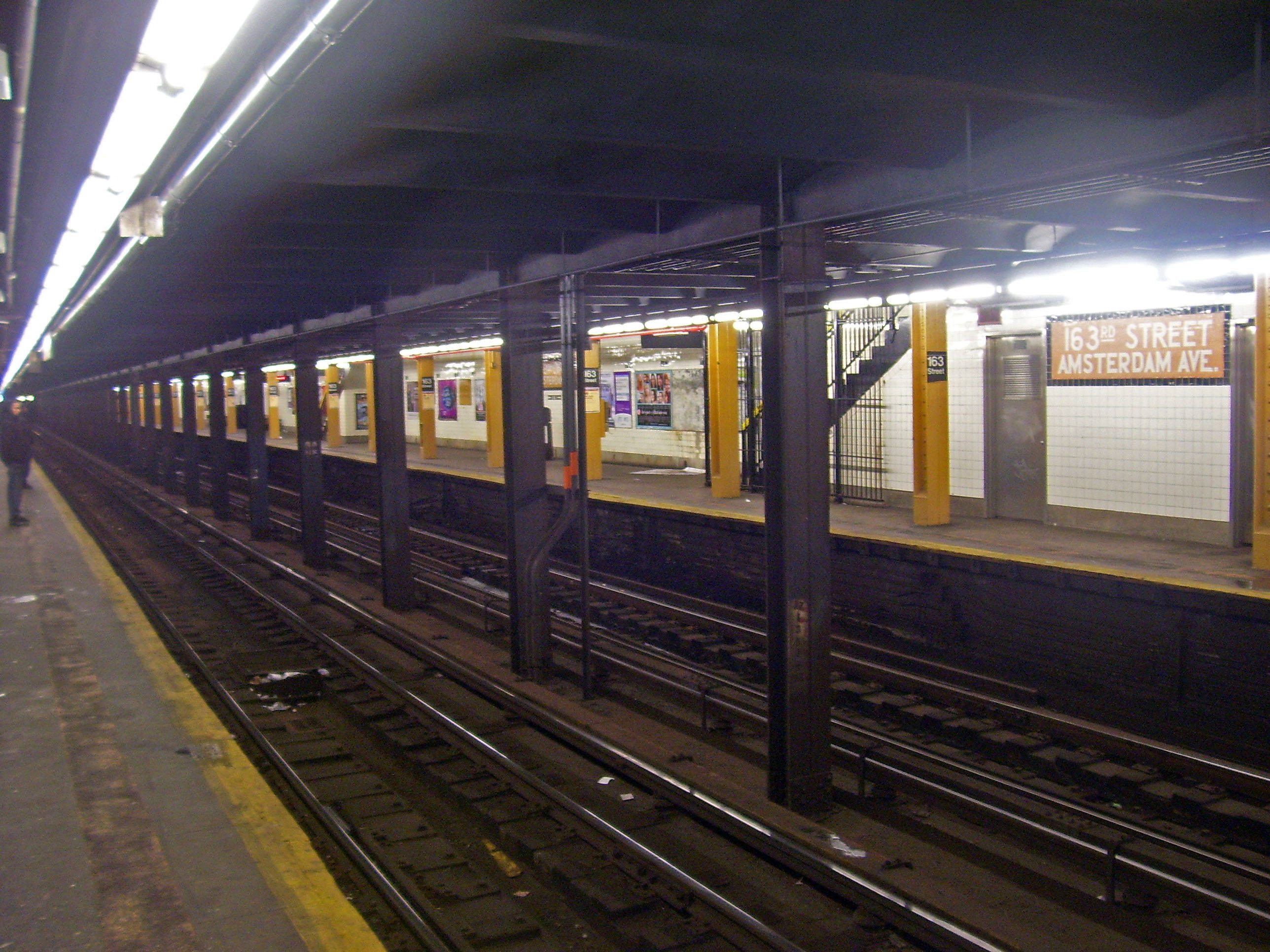
Типичная подземная станция
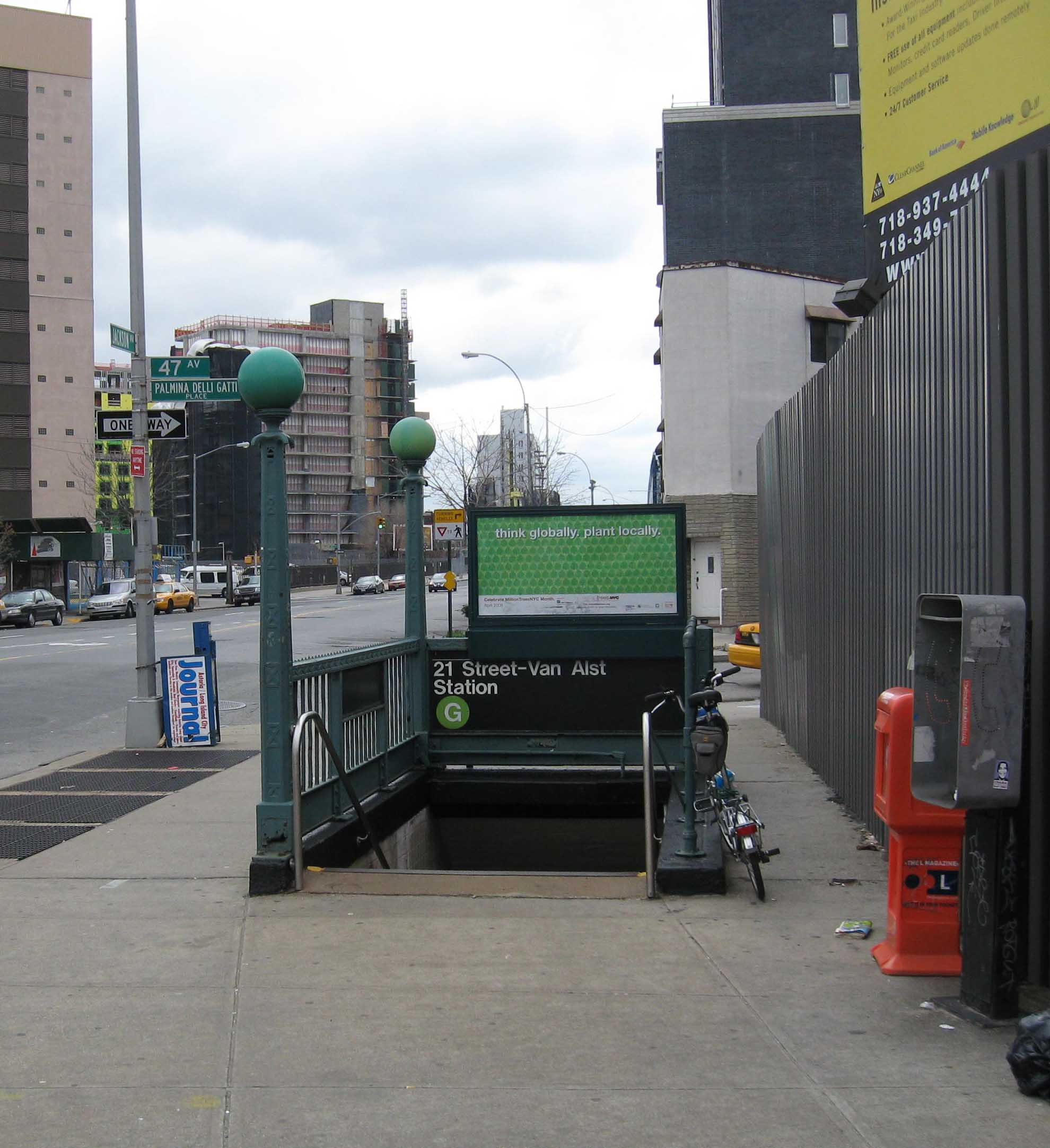
Типичный вход на подземную станцию
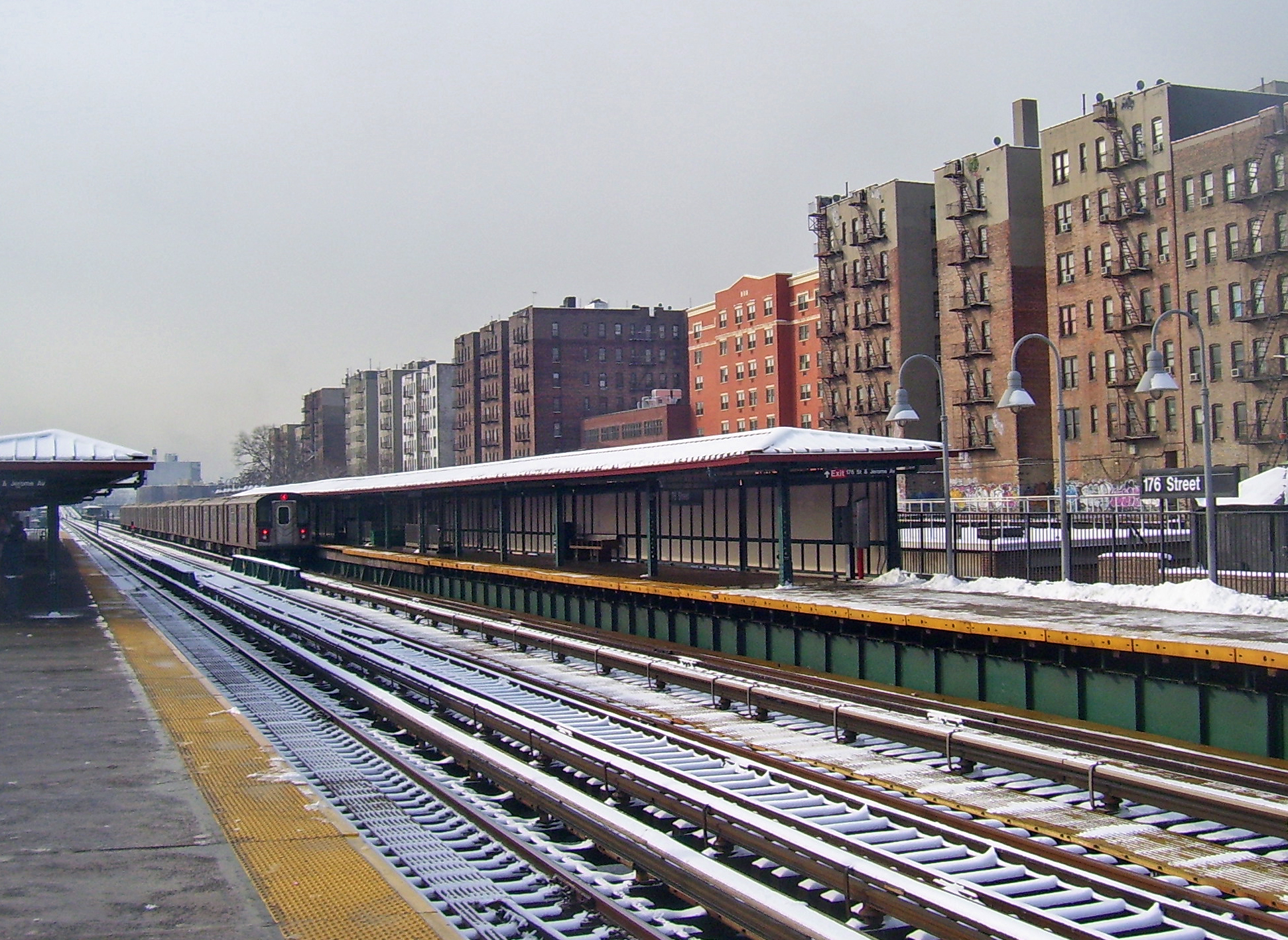
Типичная надземная станция
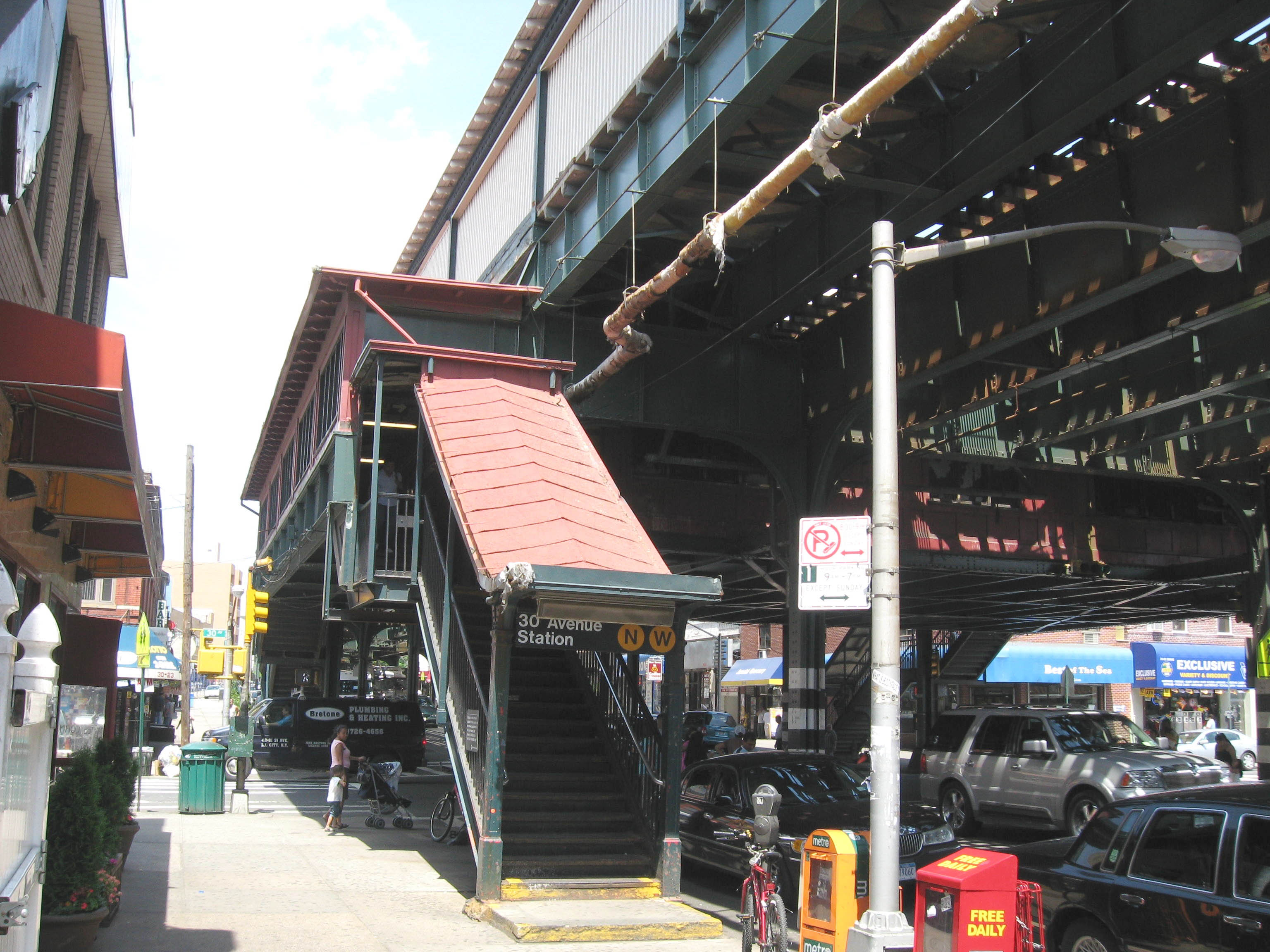
Типичный вход на надземную станцию
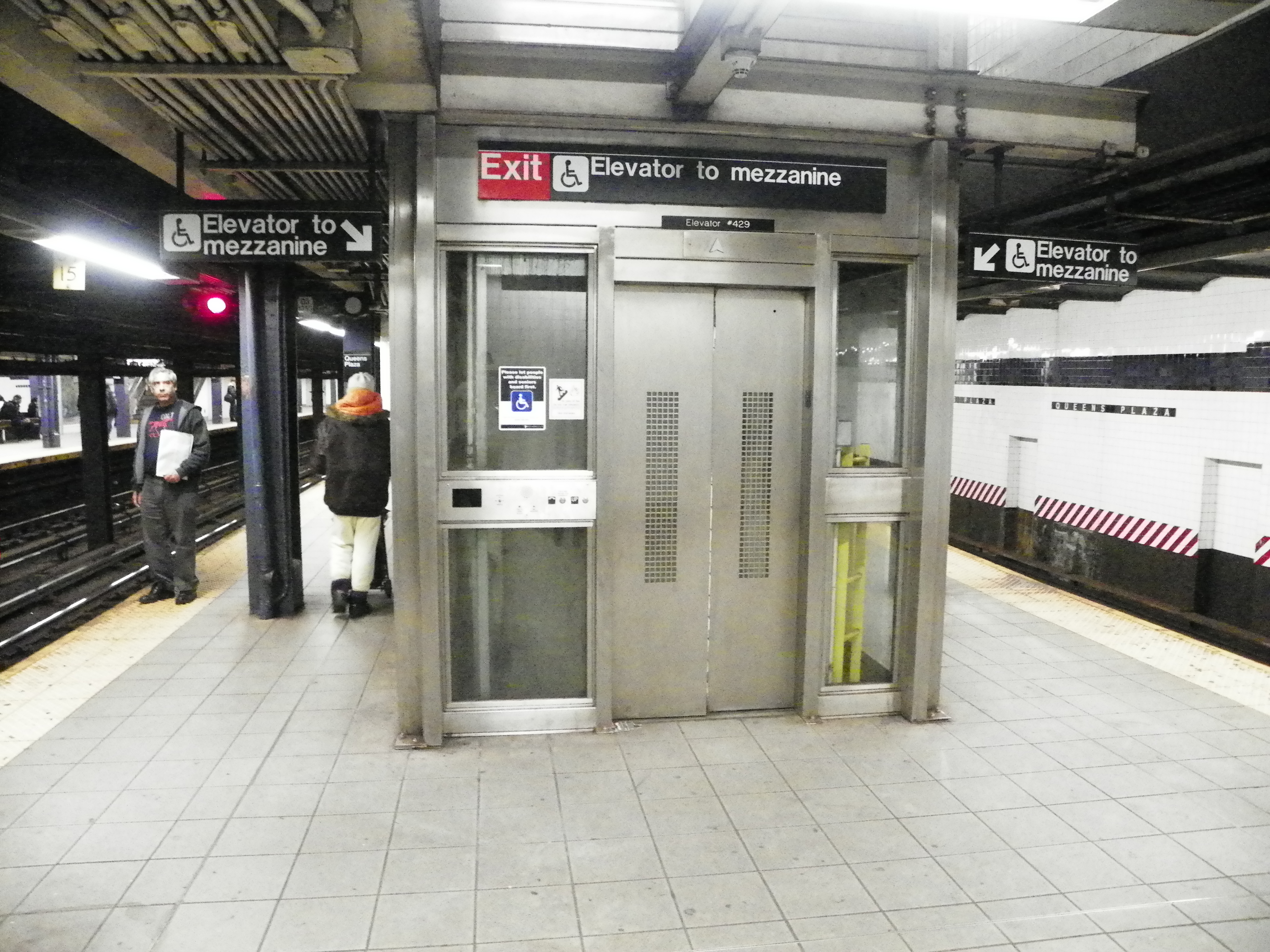
Лифт на подземной станции, вид с платформы
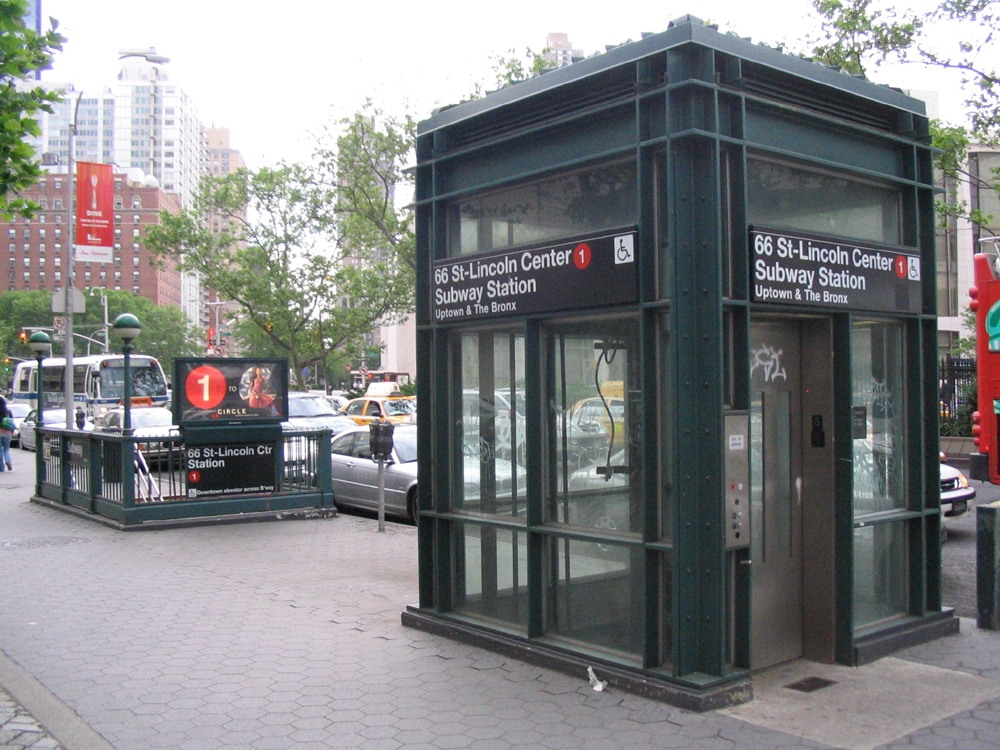
Лифт на подземной станции, вид с улицы
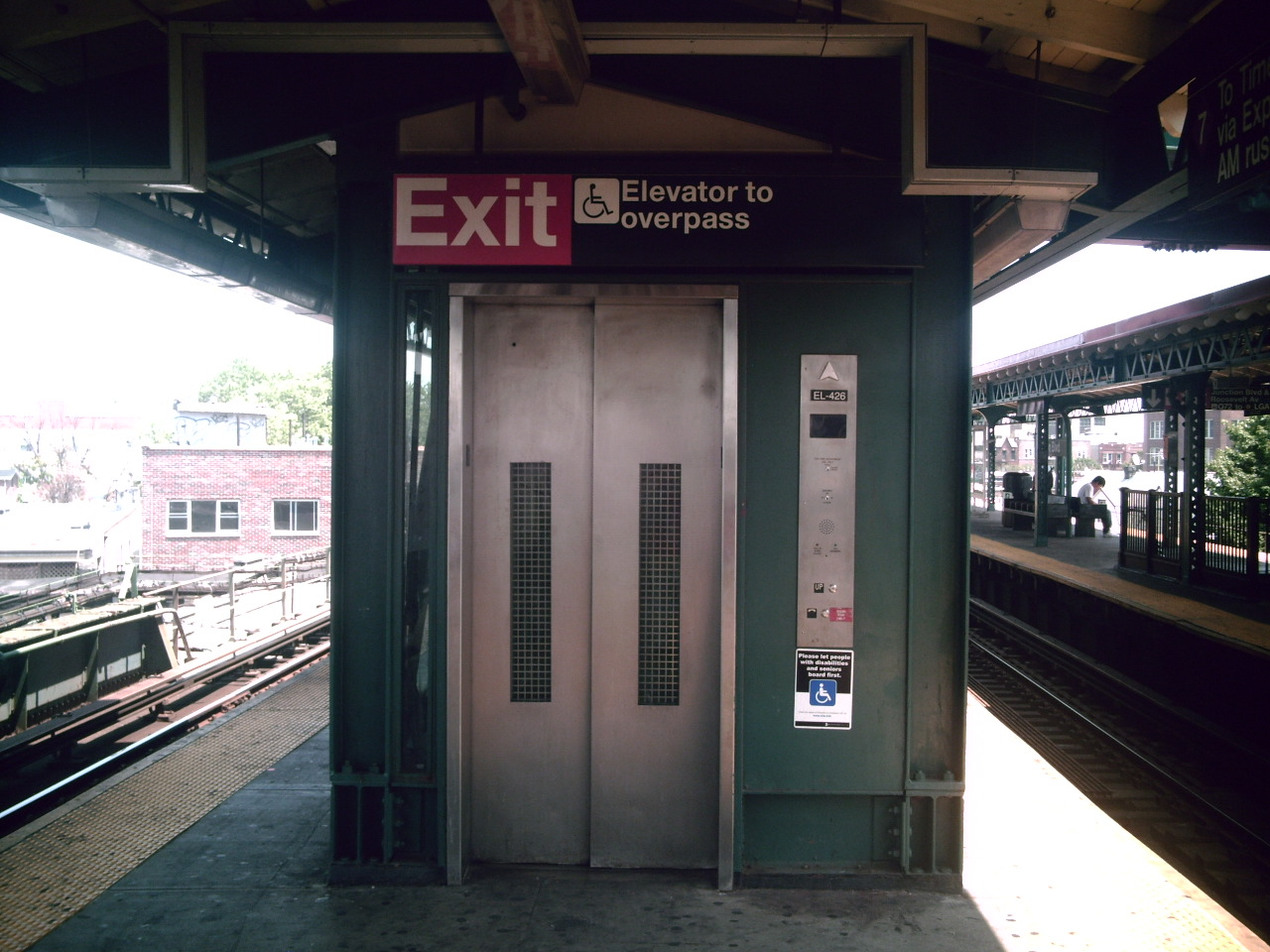
Лифт на надземной станции, вид с платформы
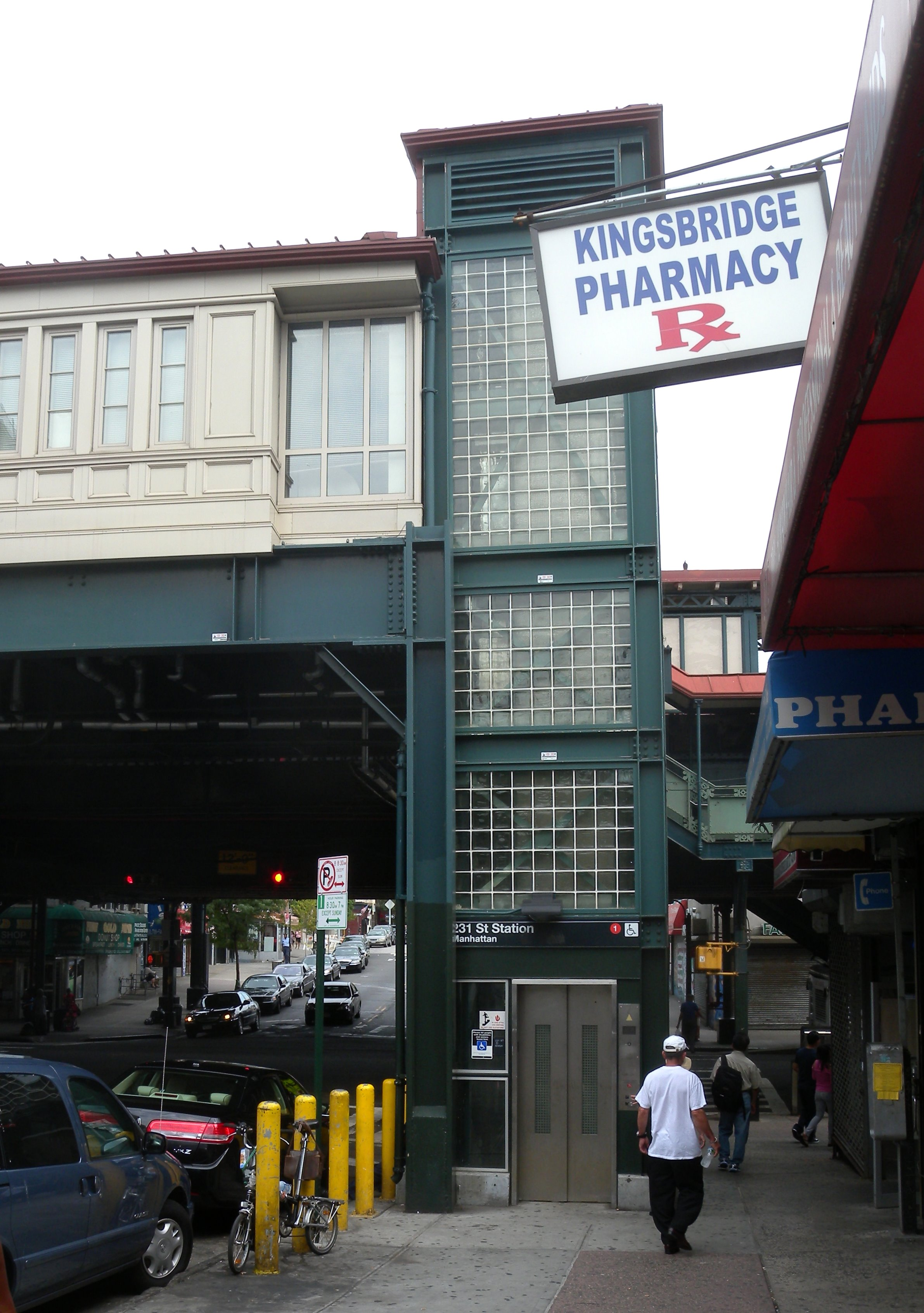
Лифт на надземной станции, вид с улицы

На станциях с 3 или 4 путями, где экспресс-маршруты проходят по центральным путям без остановки, платформы боковые. На станциях с 2 путями платформы чаще также боковые, реже островные. Между боковыми платформами разных направлений зачастую нет перехода, поэтому пассажир должен принять решение, какая платформа ему нужна, до оплаты входа в метро.
На станциях с остановкой экспресса как правило две островные платформы, расположенные между путями одного направления, для обеспечения кросс-платформенной пересадки с экспресса на локальный поезд и наоборот. Есть только три экспресс-станции, на которых одна островная платформа обслуживает экспрессы, а две боковые платформы локальные поезда, — так сделано для того, чтобы исключить кросс-платформенную пересадку и уменьшить поток пассажиров на платформах, поскольку эти станции расположены около крупных железнодорожных вокзалов. Впрочем, так сделано только там, где пересадка между экспрессом и локальным возможна на одной из соседних станций.
Есть также двухъярусные станции. Поезда могут распределяться между ярусами по-разному: могут быть на одном ярусе экспрессы, а на другом локальные поезда; могут быть на разных ярусах поезда разных направлений; могут быть (на пересадочной станции) на разных ярусах поезда разных линий.
|   |   |   |   |
| · | · | · | · |

|   |   |   |   |
| · | · | · | · |

|   |   |   |   |
| · | · | · | · |

|   |   |   |   |
| · | · | · | · |

|   |     |     |     |   |
| · | · л | · э | · л | · |

|   |     |     |     |   |
| · | · л | · э | · л | · |

|   |     |     |     |   |
| · | · л | · э | · л | · |

|   |     |     |     |   |
| · | · л | · э | · л | · |

|   |     |     |     |     |   |
| · | · л | · э | · э | · л | · |

|   |     |     |     |     |   |
| · | · л | · э | · э | · л | · |

|   |     |     |     |     |   |
| · | · л | · э | · э | · л | · |

|   |     |     |     |     |   |
| · | · л | · э | · э | · л | · |

|   |   |   |   |
| · | · | · | · |

|   |   |   |   |
| · | · | · | · |

|   |   |   |   |
| · | · | · | · |

|   |   |   |   |
| · | · | · | · |

|     |   |   |     |   |   |     |
| · л | · | · | · э | · | · | · л |

|     |   |   |     |   |   |     |
| · л | · | · | · э | · | · | · л |

|     |   |   |     |   |   |     |
| · л | · | · | · э | · | · | · л |

|     |   |   |     |   |   |     |
| · л | · | · | · э | · | · | · л |

|     |   |   |     |     |   |   |     |
| · л | · | · | · э | · э | · | · | · л |

|     |   |   |     |     |   |   |     |
| · л | · | · | · э | · э | · | · | · л |

|     |   |   |     |     |   |   |     |
| · л | · | · | · э | · э | · | · | · л |

|     |   |   |     |     |   |   |     |
| · л | · | · | · э | · э | · | · | · л |

|   |     |     |   |   |     |     |   |
| · | · л | · э | · | · | · э | · л | · |

|   |     |     |   |   |     |     |   |
| · | · л | · э | · | · | · э | · л | · |

|   |     |     |   |   |     |     |   |
| · | · л | · э | · | · | · э | · л | · |

|   |     |     |   |   |     |     |   |
| · | · л | · э | · | · | · э | · л | · |

### Названия станций
Станции носят названия строго по объектам, расположенным около них на земле, — в основном по улицам, но также по районам и другим объектам (стадионы, вокзалы, учебные заведения, парки и т. д.). Станция может быть переименована, когда закрывается выход на определённую улицу (хотя есть и станции, сохраняющие в своих названиях имена улиц, давно переименованных или ликвидированных). У некоторых станций название состоит из двух частей, каждая из которых обозначает наземный объект, — например, у конечных станций, где название обычно состоит из района и улицы, либо у тех станций, в названии которых было решено отразить по два названия улиц.
Нью-Йорк состоит из пяти боро, и одни и те же названия улиц встречаются в каждом из них; кроме того, на одной и той же улице может быть несколько станций метро, относящихся к разным линиям. По этой причине названия станций повторяются (аналогично двум «Арбатским» или двум «Смоленским» в Москве). Для различения станций-тёзок как правило добавляют к названиям обозначения маршрутов, останавливающихся на них, причём по традиции это делается для всех станций, даже для тех, у которых тёзок нет. Использование маршрутов для этой цели неудобно, потому что маршруты меняются со временем. Другой способ различения станций-тёзок — добавление названий линий. Именно он использован в Википедии.

Все эти 6 станций называются «86-я улица» и находятся на 86-й улице Манхэттена и 86-й улице Бруклина
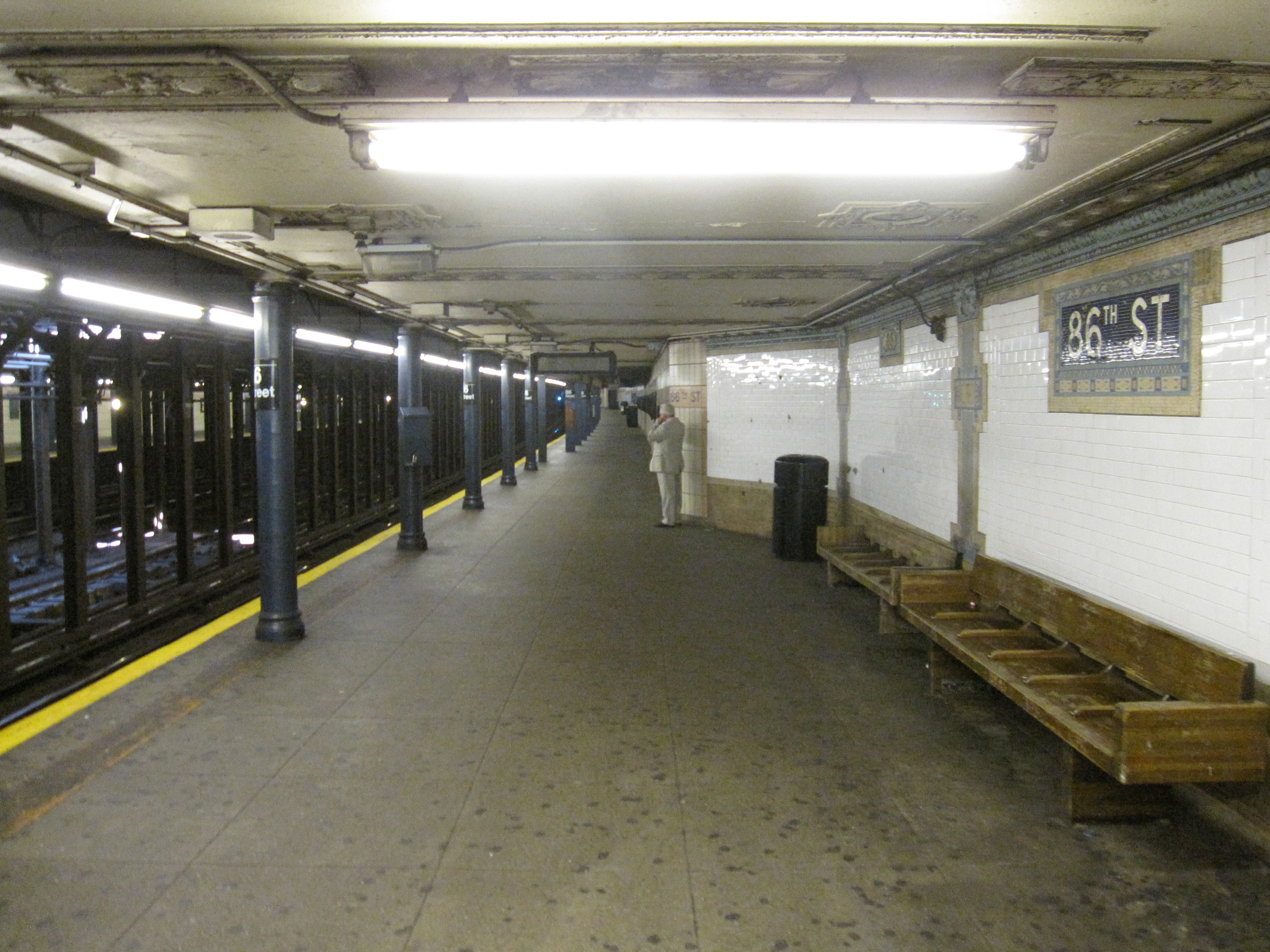
Манхэттен, угол Бродвея
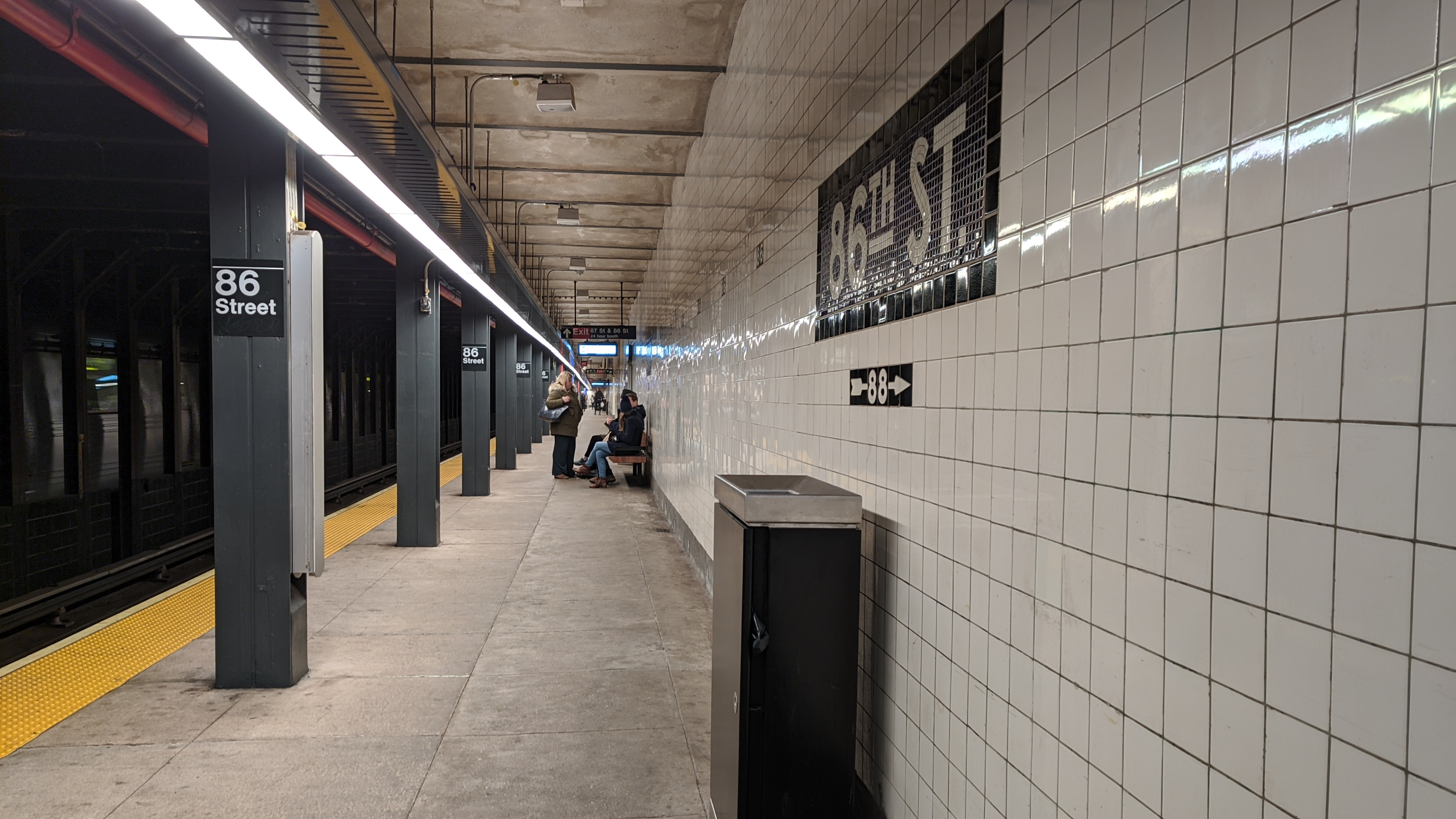
Манхэттен, угол 8-й авеню
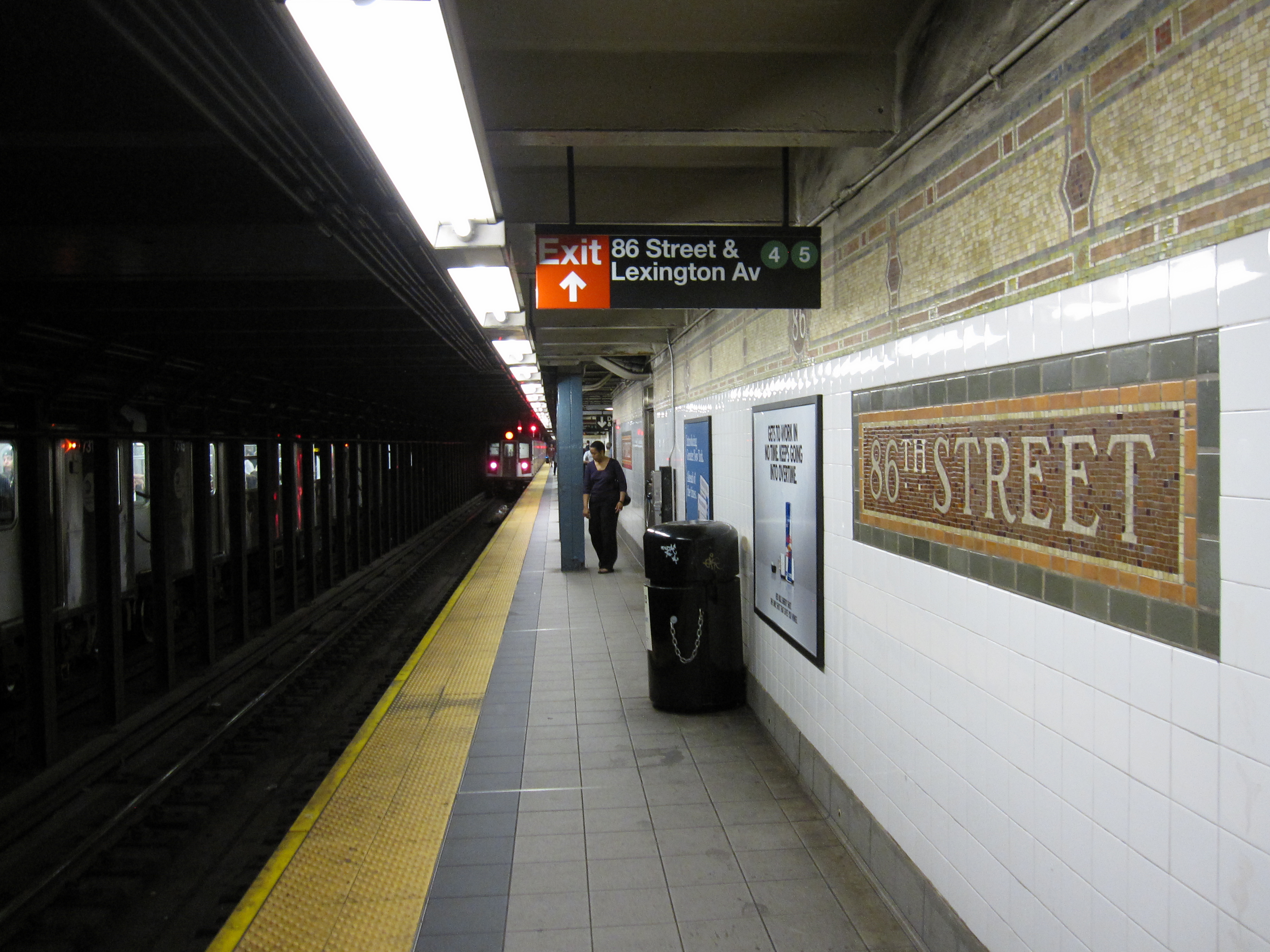
Манхэттен, угол Лексингтон-авеню
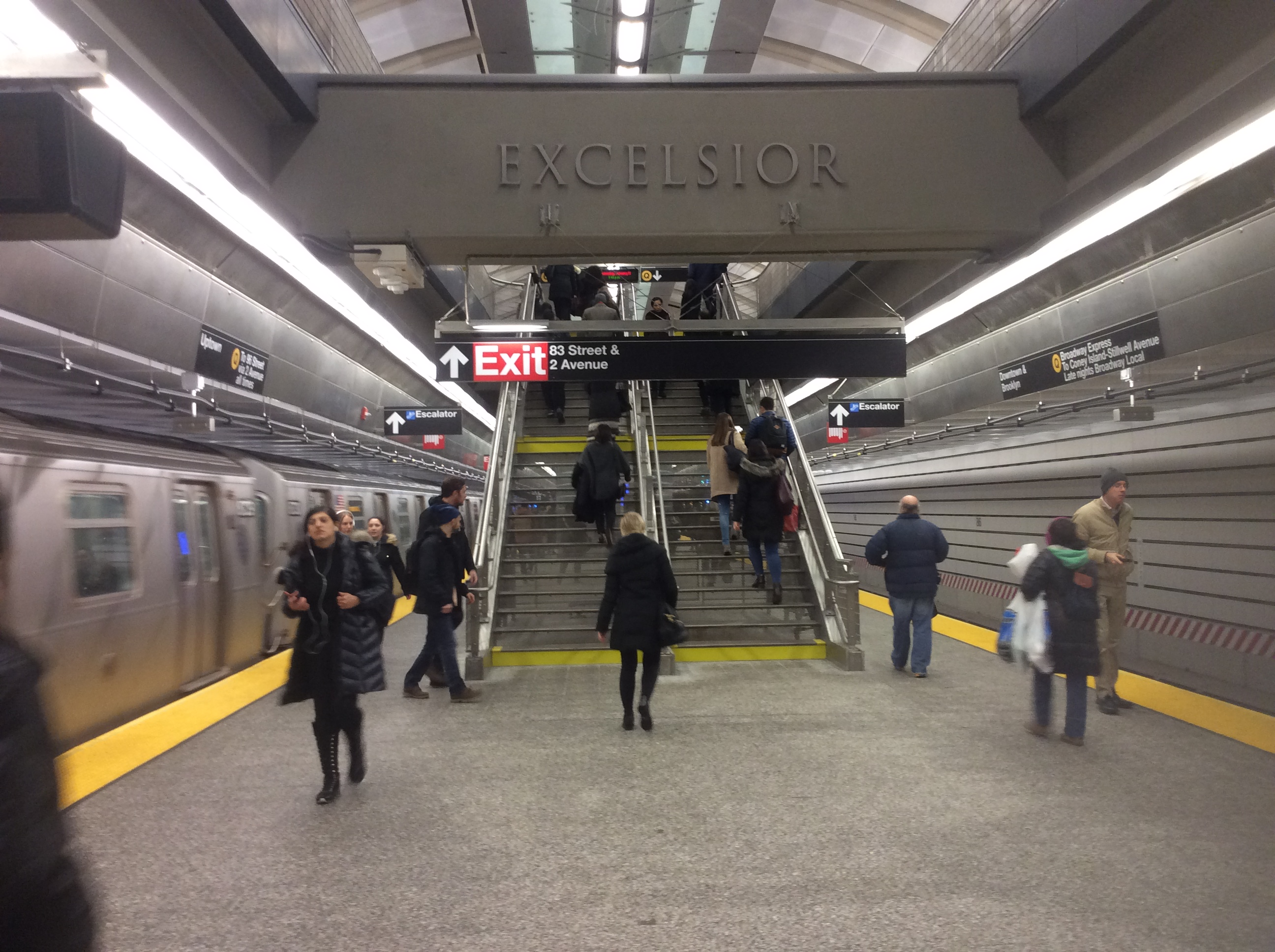
Манхэттен, угол 2-й авеню
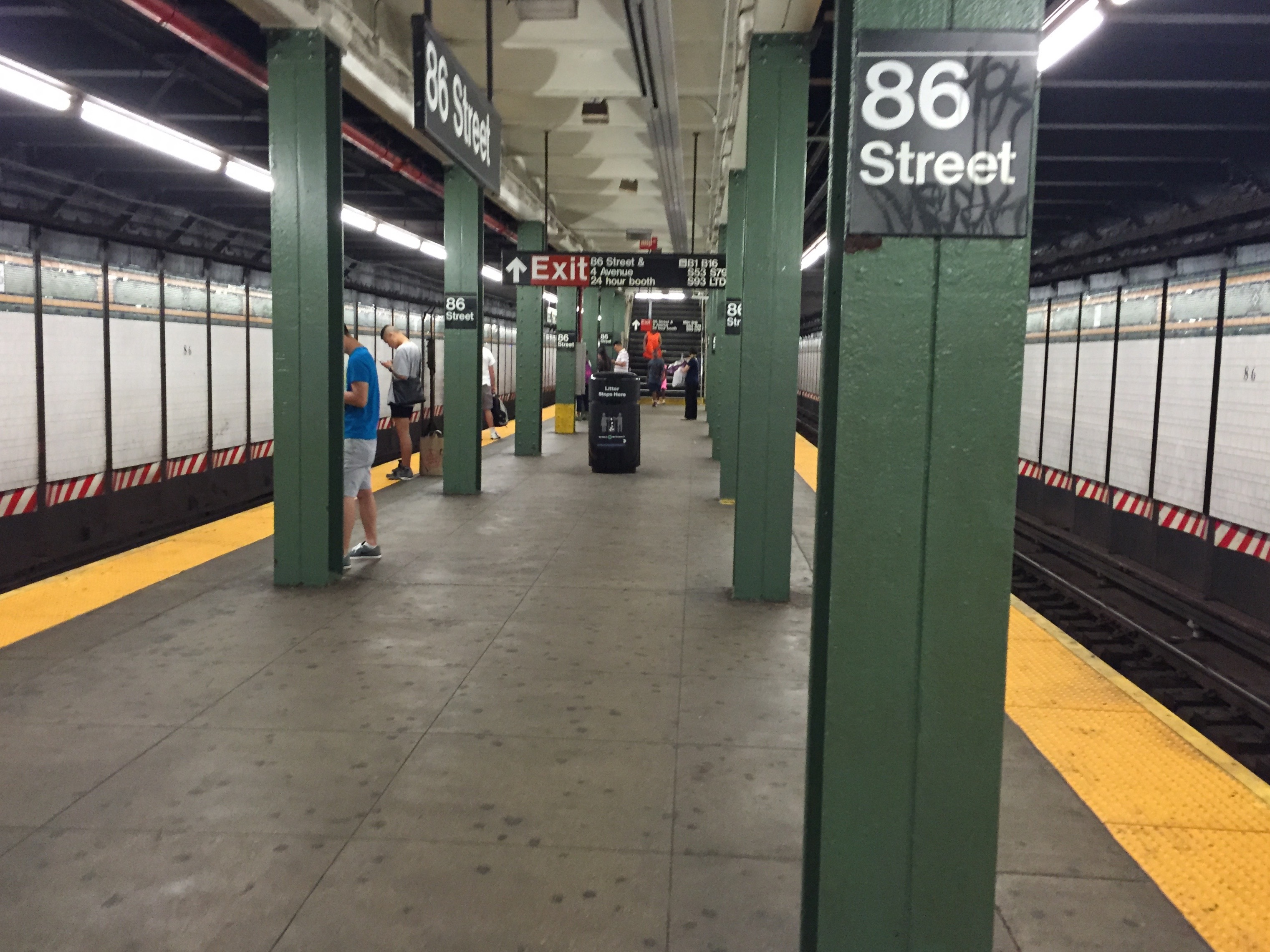
Бруклин, угол 4-й авеню
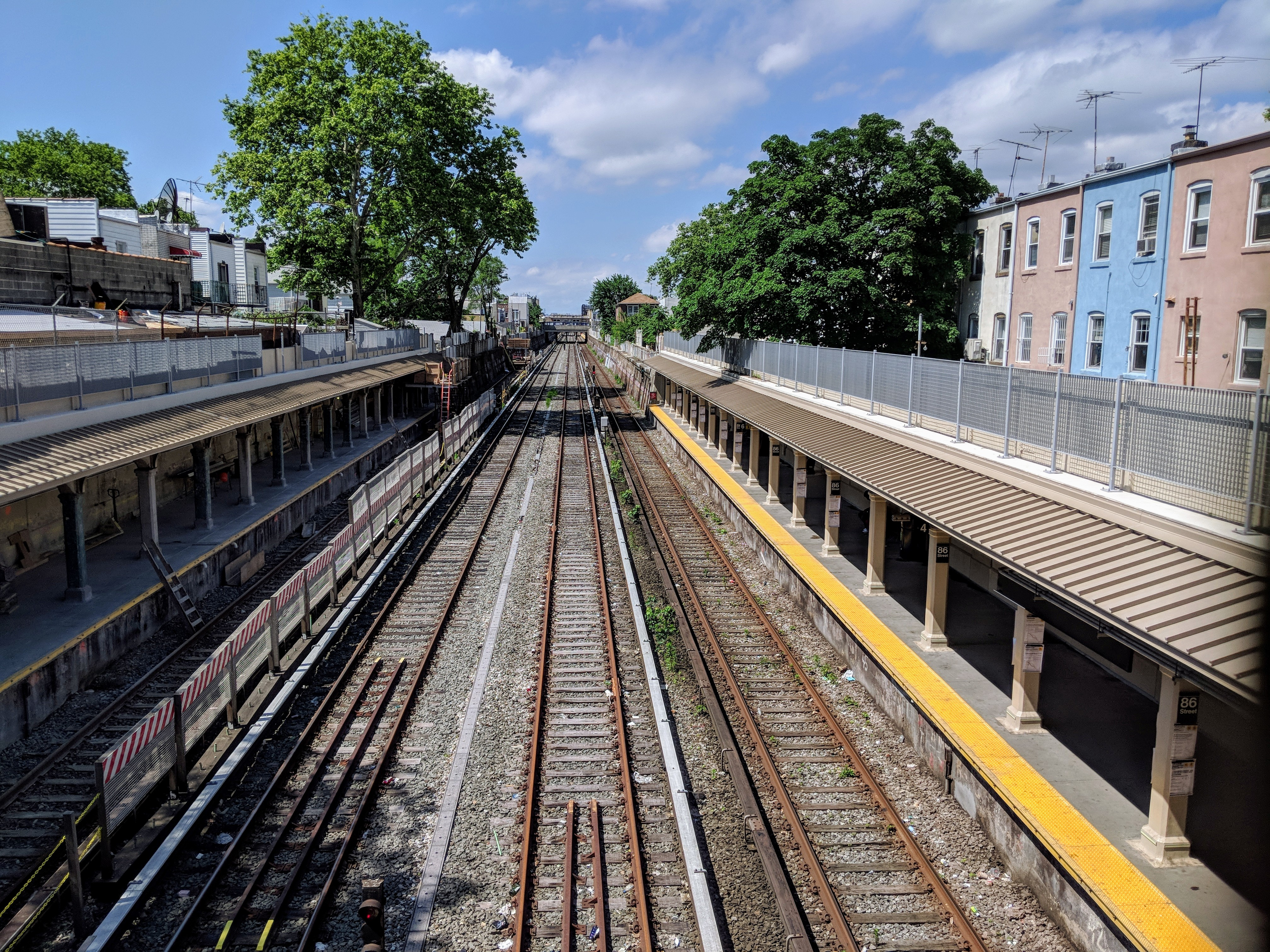
Бруклин, угол Западной 7-й улицы

### Примечательные станции
- Саут-Ферри (Южный паром) — конечная станция маршрута 1, находящаяся рядом с терминалом парома, идущего до острова Статен-Айленд. Она была открыта 16 марта 2009 года и до сентября 2015 года была самой новой станцией нью-йоркского метро. До её открытия действовала старая станция Саут-Ферри с кольцевыми платформами. Во время урагана «Сэнди» новая станция сильно пострадала и была закрыта на ремонт, а с 2013 до 2017 года вместо неё принимала пассажиров временно открытая старая.
- Кони-Айленд — Стилуэлл-авеню — надземный терминал, служащий конечной станцией для четырёх маршрутов: D, F, N и Q. Станция имеет 4 островных платформы и 8 путей. Два из четырёх маршрутов заходят на станцию с юга, а два с севера.
- Куинсборо-Плаза — надземная двухэтажная кросс-платформенная пересадочная станция. С одной стороны на обоих этажах останавливаются поезда маршрута 7, с другой — N и W. Это единственная во всём метрополитене станция, обслуживающая поезда обоих дивизионов (A и B).
- Ньюкерк-Плаза — станция на наземном участке, встроенная в старинный торговый комплекс. Над платформами с двух сторон верхними ярусами расположены торговые ряды.
- Акуидакт-Рейстрак — наземная станция, имеющая только одну боковую платформу для поездов в одном направлении. Станция обслуживает ипподром, и раньше поезда на ней останавливались только в дни и часы скачек. С августа 2013 года станция обслуживает также расположенное рядом казино и работает круглосуточно.[20]
- Смит-стрит — Девятая улица — надземная станция, расположенная на высоте 26,7 м над землёй и до недавнего времени бывшая самой высокой станцией метро в мире. Станция построена над каналом, по которому ходили суда с высокими мачтами.
- Уилсон-авеню — наземная двухэтажная станция. На каждом этаже один путь и одна боковая платформа. Верхний этаж оформлен как надземная станция, а нижний как подземная.
- Декалб-авеню — станция с четырьмя путями, проходящими у платформ, и ещё двумя путями для поездов, не останавливающихся здесь. К северу от станции пути расходятся по трём направлениям и к югу по трём, причём поезда разных маршрутов и в разное время суток идут по северным путям, южным путям и путям внутри станции в разнообразных сочетаниях.
- 125-я улица — единственная станция на коротком эстакадном участке подземной линии, пересекающем долину; одна из немногих эстакадных станций на Манхэттене.
- 190-я улица — одна из ряда станций на линии, проходящей внутри холма. Один выход, снабжённый лифтами, идёт на вершину холма, другой по горизонтальному тоннелю на его склон, причём лифты и тоннель доступны не только пассажирам метро, но и просто пешеходам.
- 174-я — 175-я улицы — станция мелкого заложения, как и большинство подземных станций в Нью-Йорке. Однако улицы в этом месте пересекают линию метро не над тоннелем, а под ним. Один из входов на станцию (и на некоторые соседние) расположен под мостом, внутри которого находится тоннель.
- Пелем-Паркуэй — подземная станция на линии, которая была построена как обычная железная дорога и лишь позже приобретена метрополитеном.
- 14-я улица / Восьмая авеню — пересадочный узел, по всем уголкам которого установлены скульптуры, составляющие вместе композицию Тома Оттернесса «Жизнь под землёй». Маленькие бронзовые человечки и зверюшки собирают рассыпанные жетоны, сидят на скамейках, ползают по колоннам и т. д.
- Эссекс-стрит — станция, вплотную к которой расположено заброшенное подземное трамвайное кольцо. В этом месте отсутствует путевая стена, поэтому пассажиры могут наблюдать большое неосвещённое пространство. Существовал проект преобразования этого пространства в зону отдыха, наподобие парка Хай-Лайн.
- Канарси — Рокавей-Паркуэй — наземная конечная станция, имеющая огороженный двор, внутрь которого заезжает автобус. Железная дорога (позже преобразованная в метро) когда-то шла дальше к паромной пристани, но с годами паром был заменён на мост, а часть железной дороги на трамвай, а после ликвидации трамваев в Нью-Йорке — на автобус. Двор был сооружён для того, чтобы обеспечить бесплатную пересадку с метро на автобус и обратно, но не допустить в автобус безбилетных пассажиров с улицы.
- ВТЦ Кортландт — станция, которая была разрушена во время терактов 11 сентября, полностью построена заново и открыта через 17 лет.

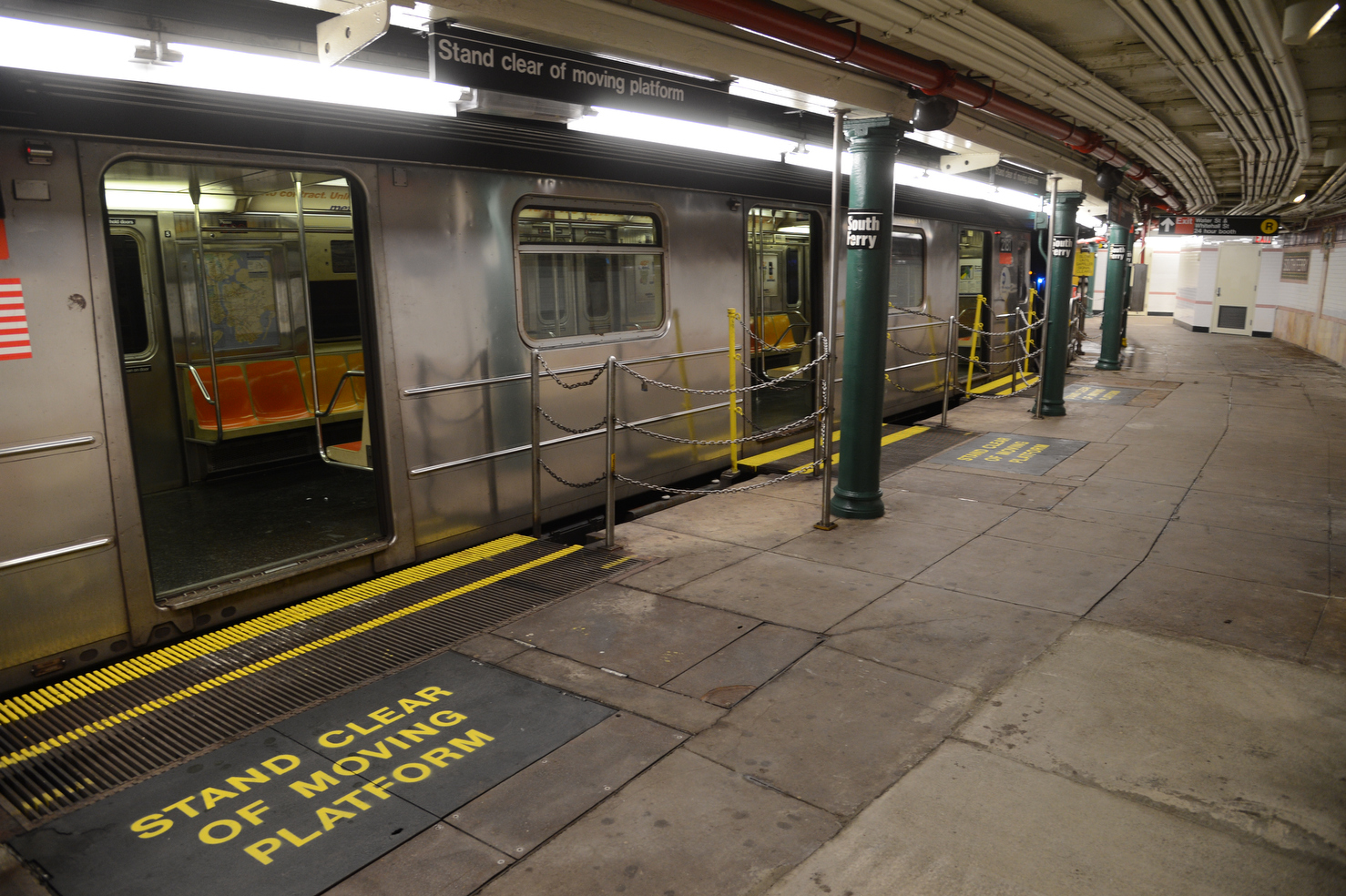
Саут-Ферри (старая станция)
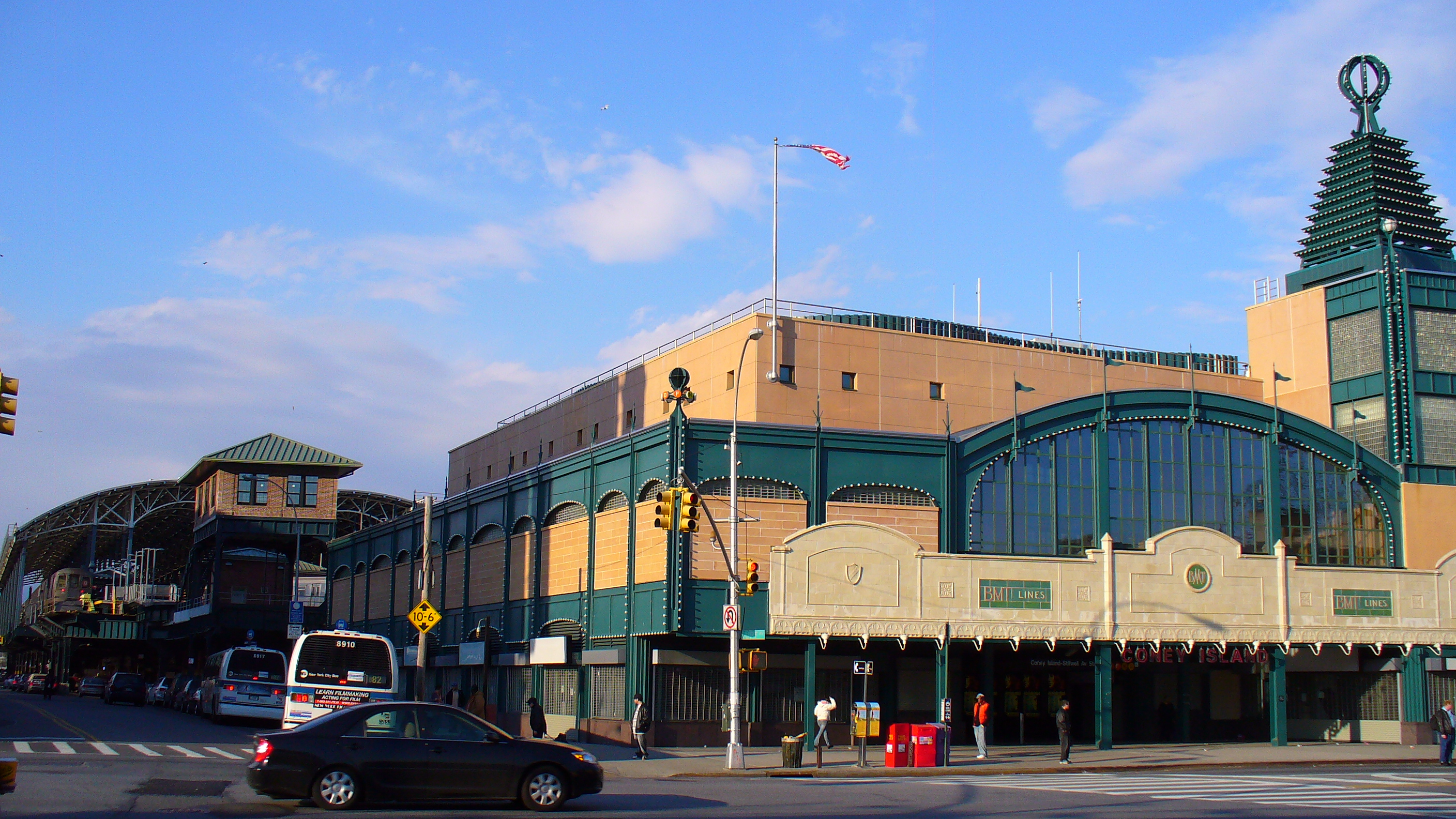
Кони-Айленд — Стилуэлл-авеню
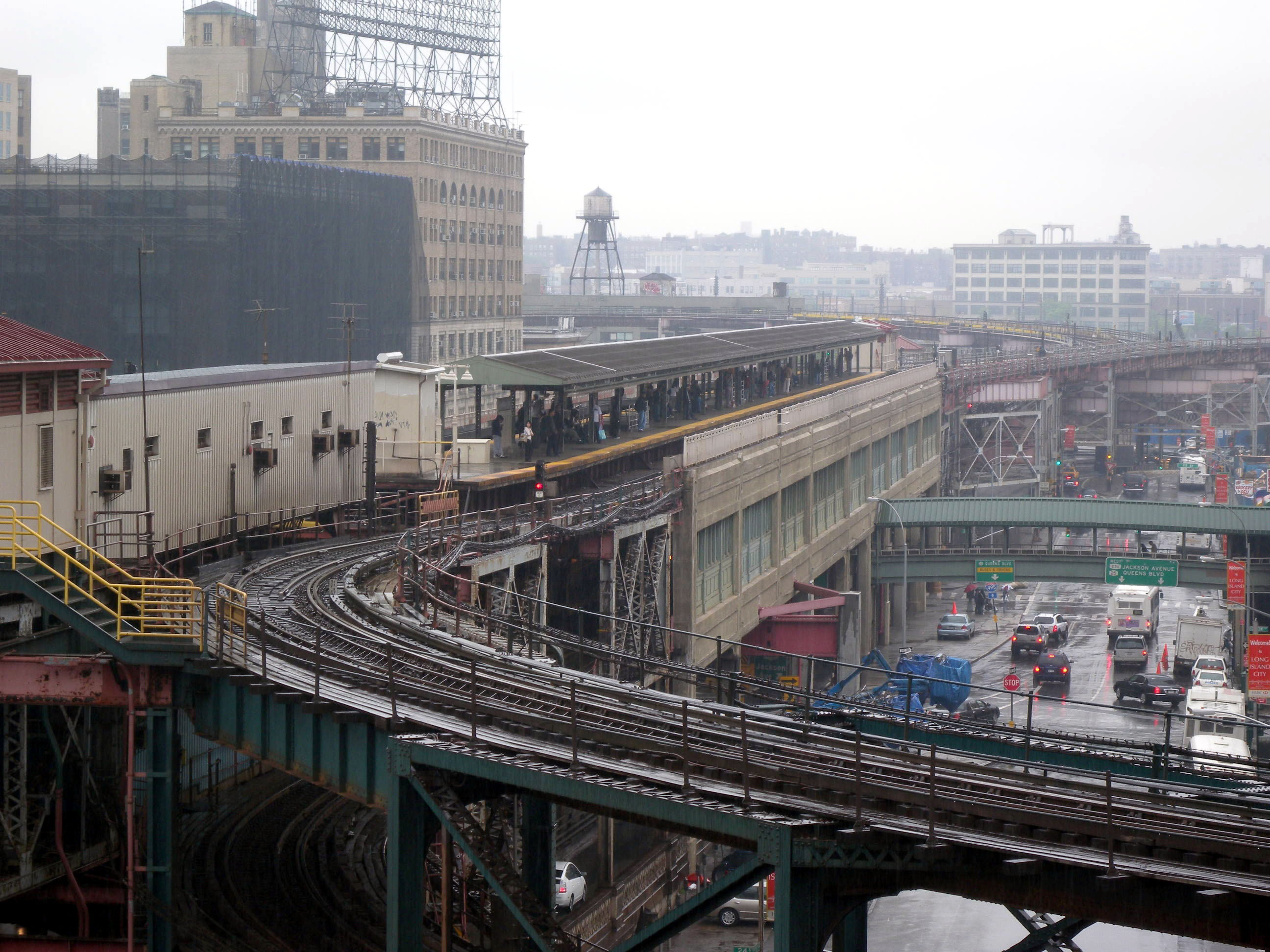
Куинсборо-Плаза
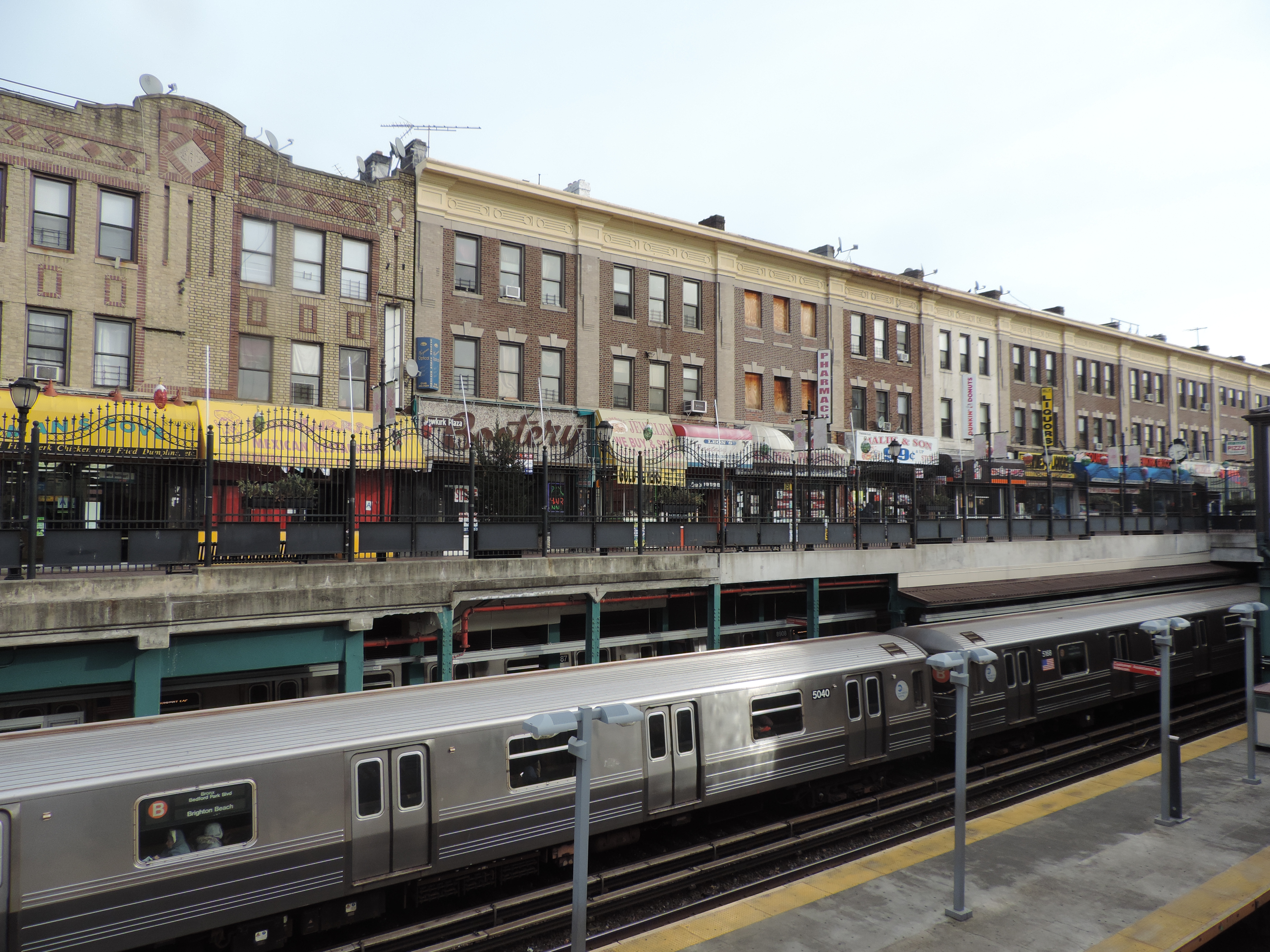
Ньюкерк-Плаза
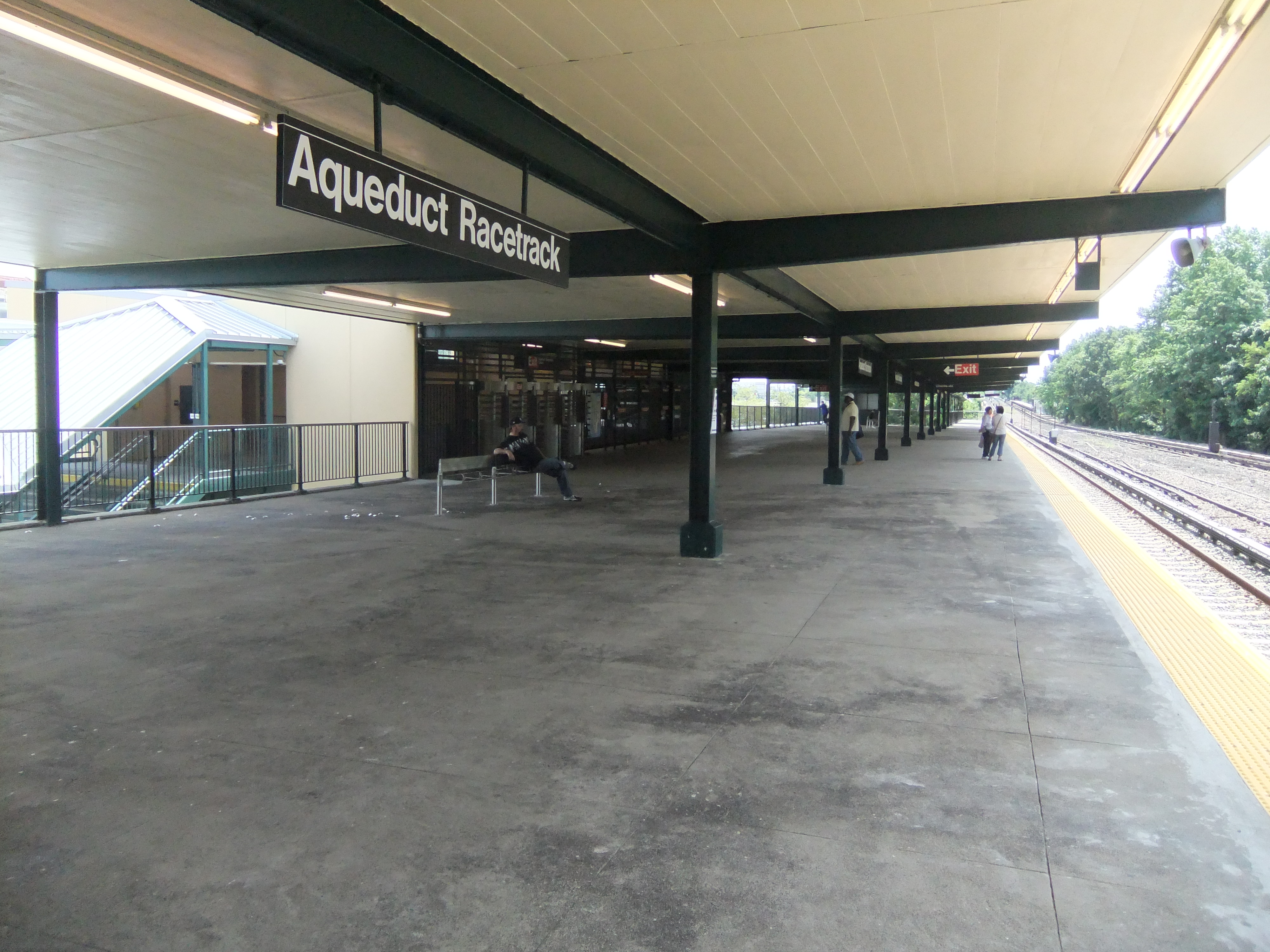
Акуидакт-Рейстрак, единственная платформа
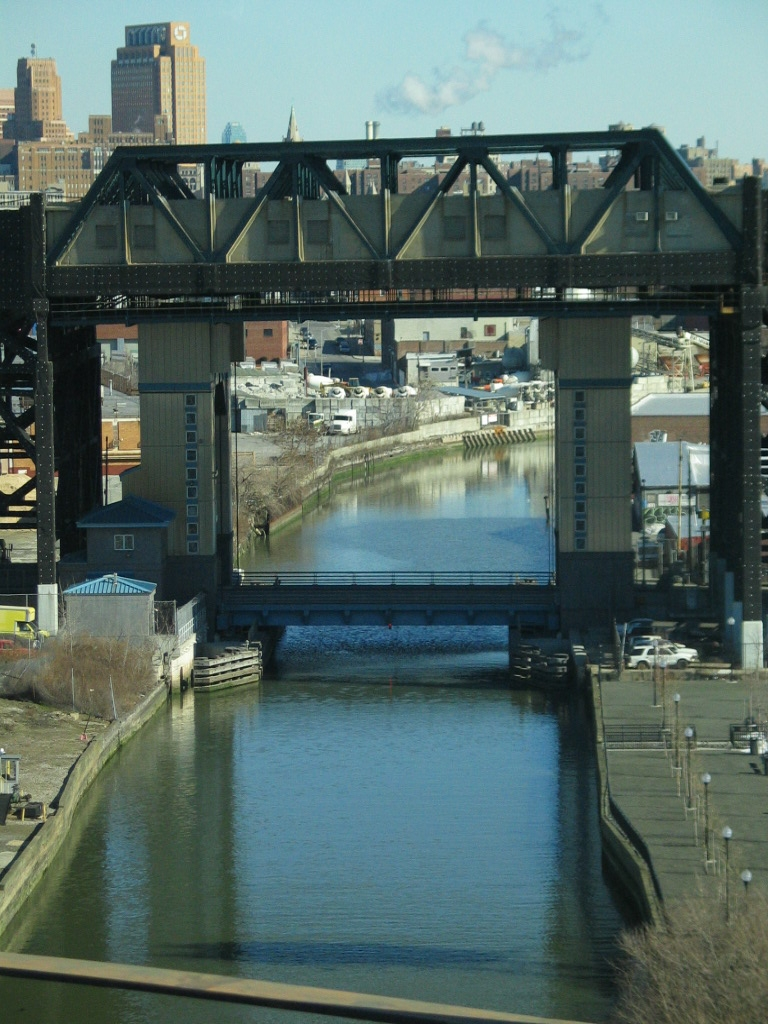
Смит-стрит — Девятая улица
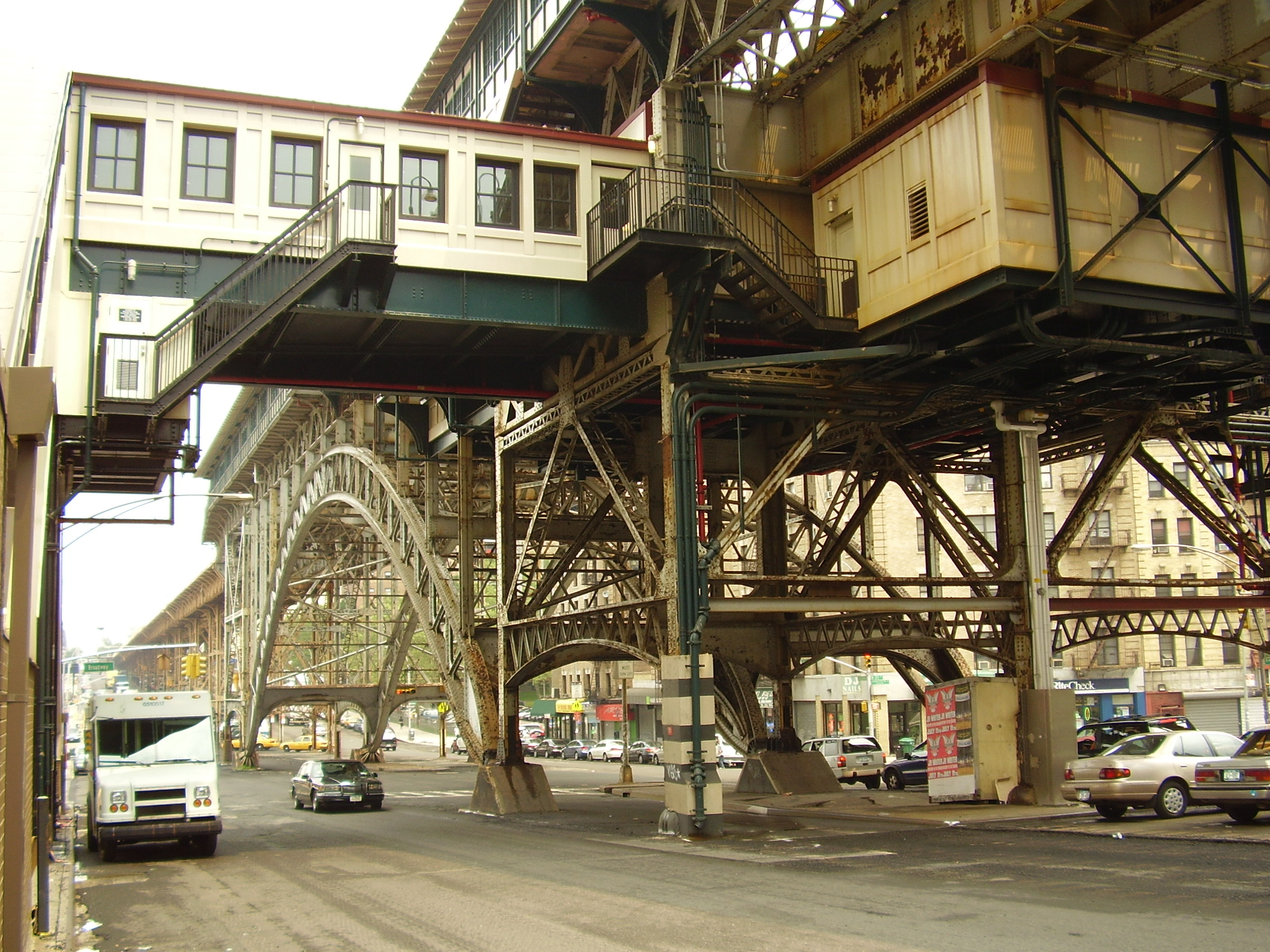
125-я улица
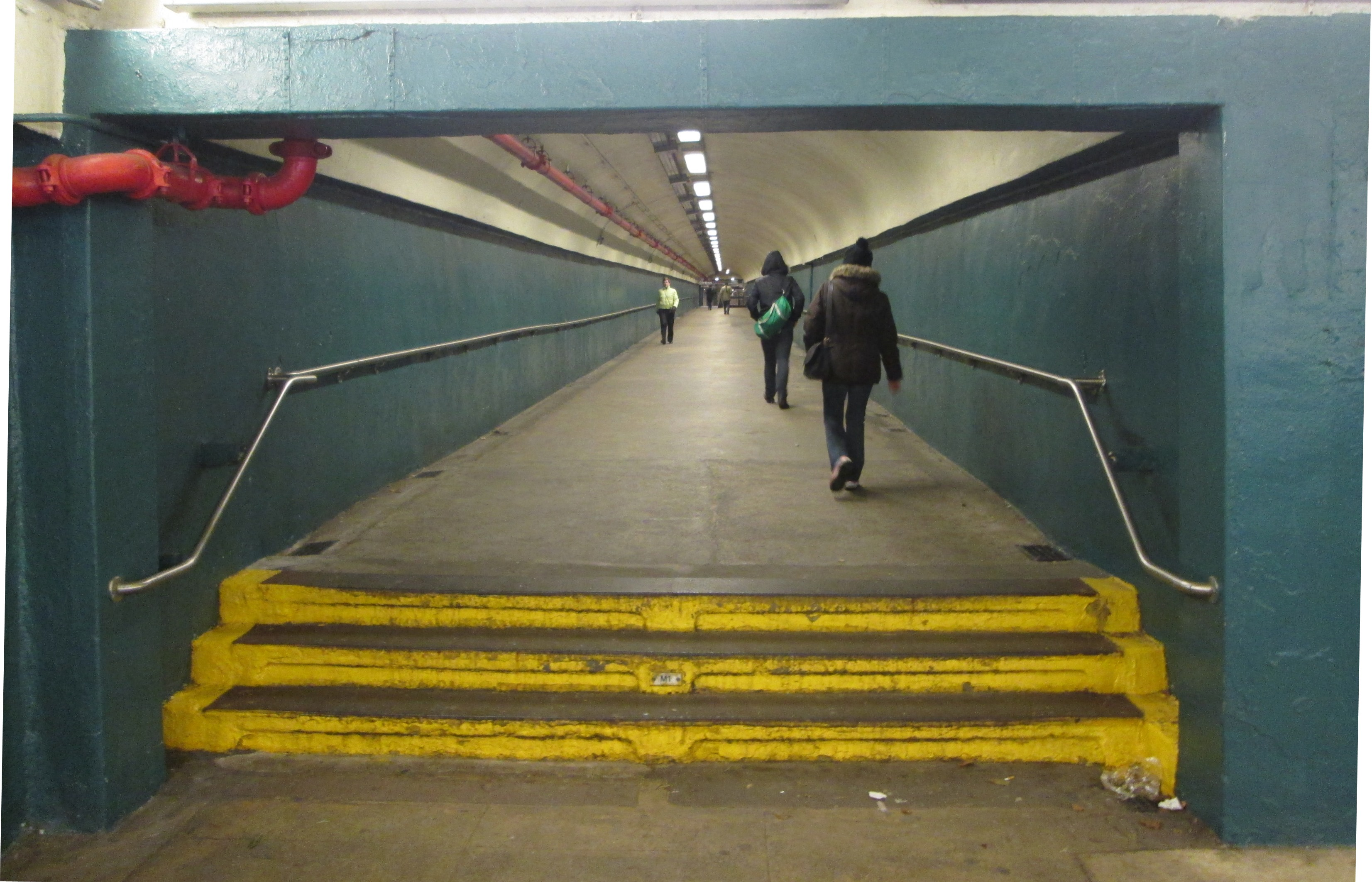
190-я улица, пешеходный тоннель
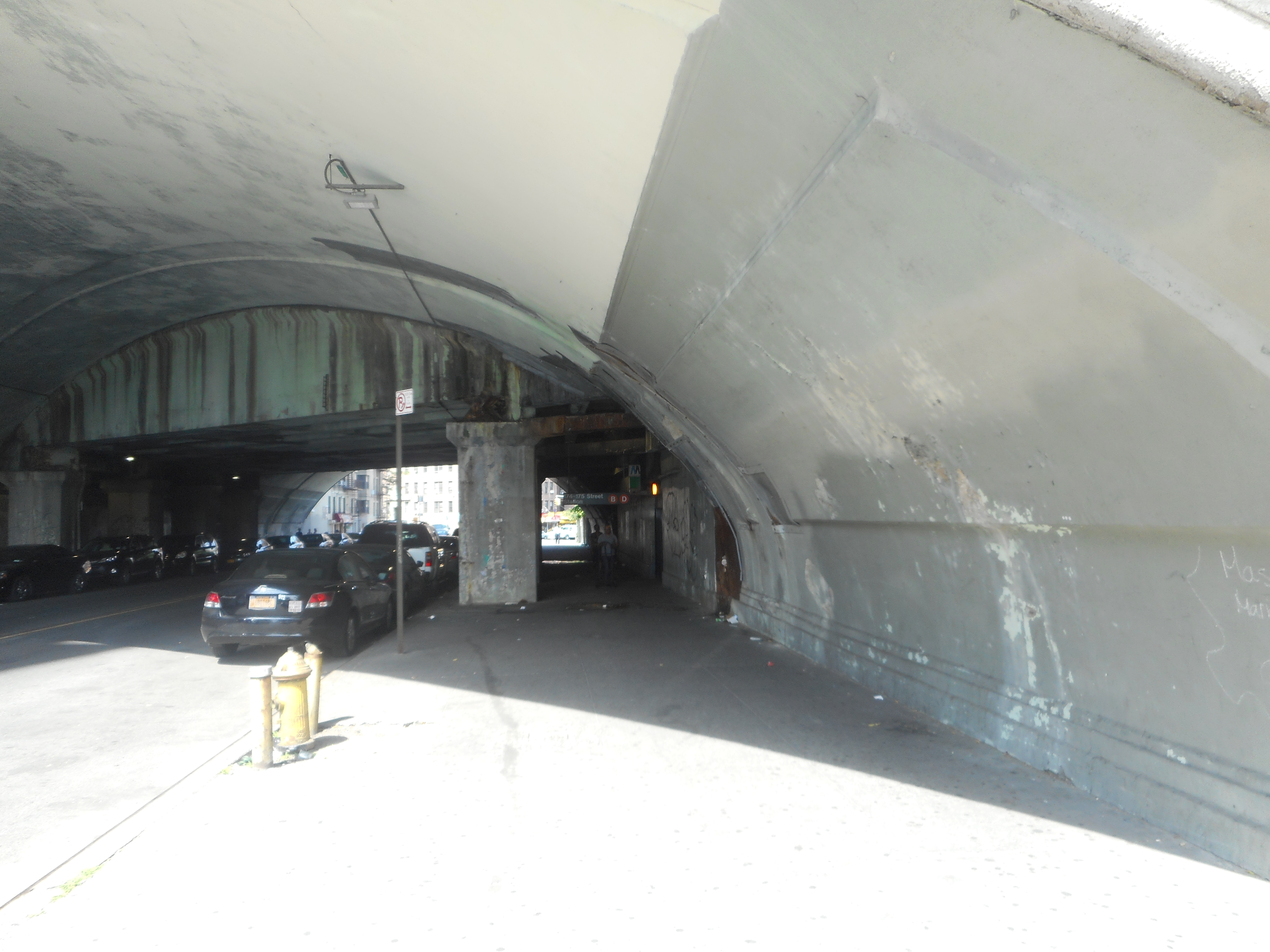
174-я — 175-я улицы, вход под линией метро
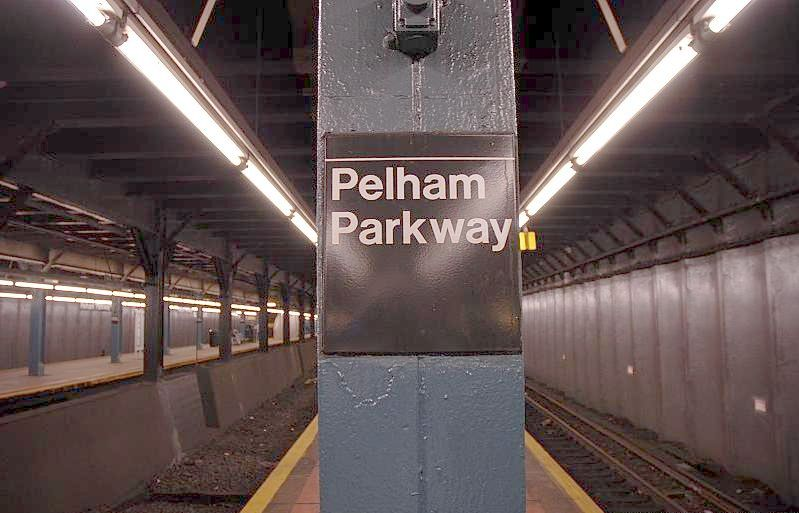
Пелем-Паркуэй
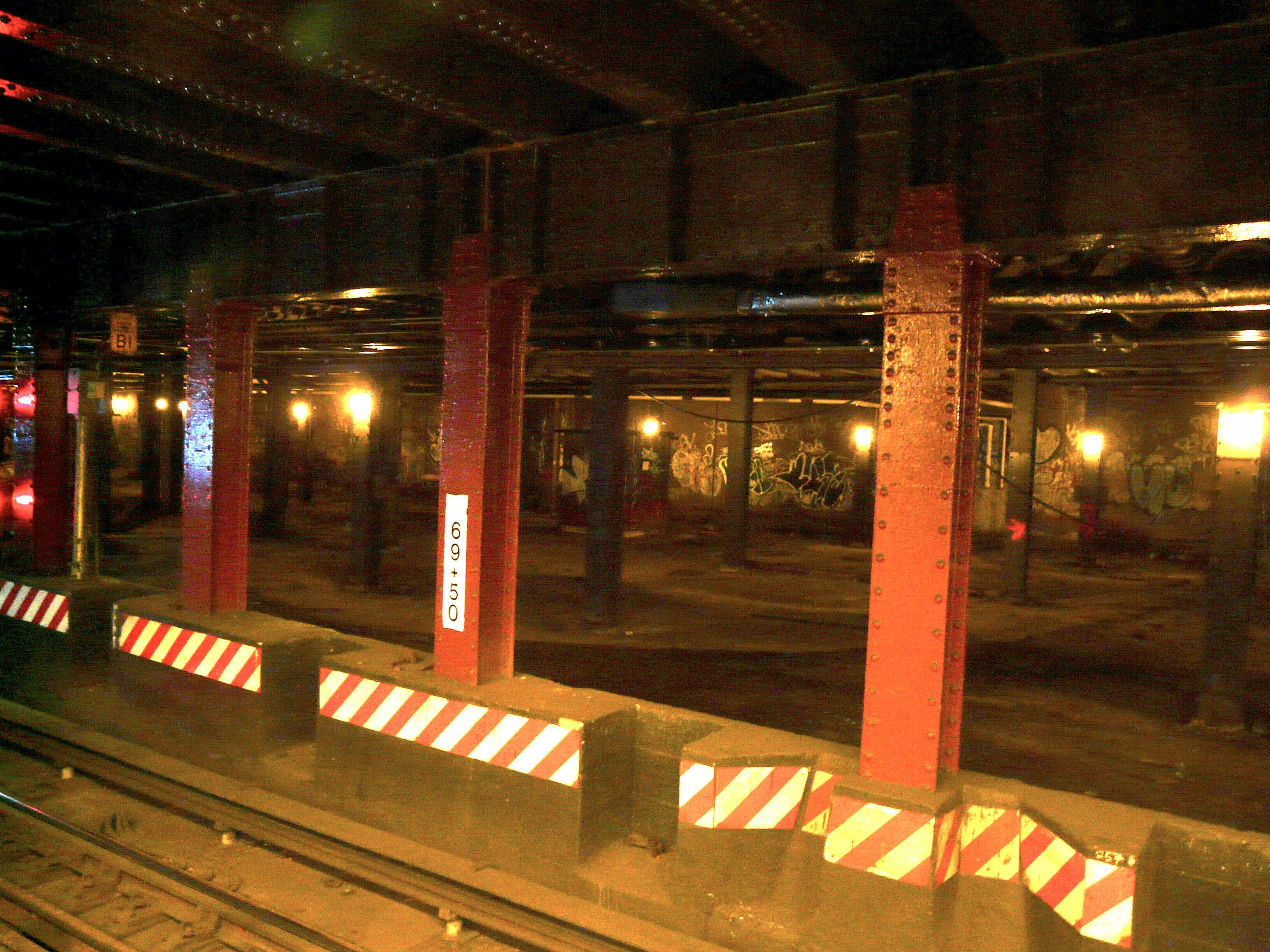
Эссекс-стрит, вид на заброшенное трамвайное кольцо
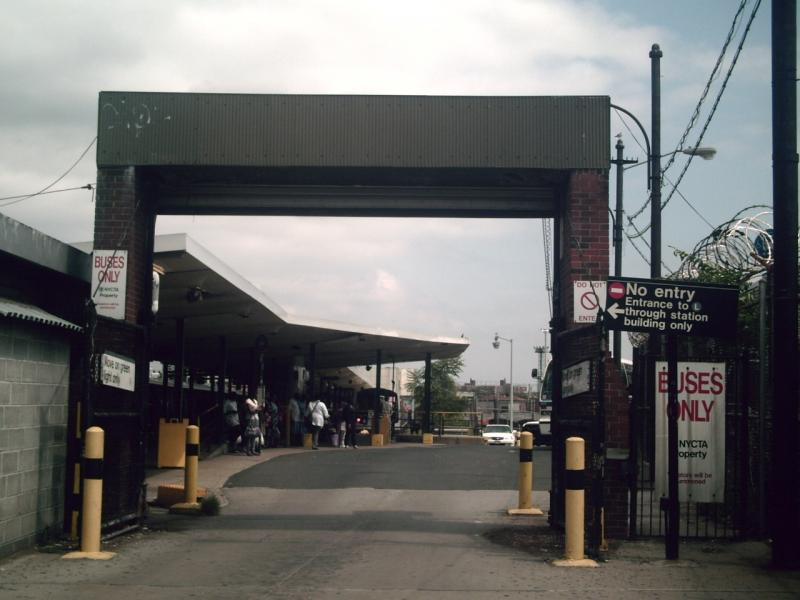
Канарси — Рокавей-Паркуэй, въезд во двор

### Искусство
Начиная с 1980-х годов в рамках программы «Искусство и дизайн» (англ. MTA Arts & Design), прежде «Искусство — транспорту» (Arts for Transit), на станциях устанавливаются произведения различных жанров искусства, как-то скульптуры, мозаики, витражи, настенные росписи, светильники и так далее.
С 1980-х же годов осуществляется программа «Музыка под Нью-Йорком» (англ. Music Under New York), в рамках которой на территории станций выступают уличные музыканты.

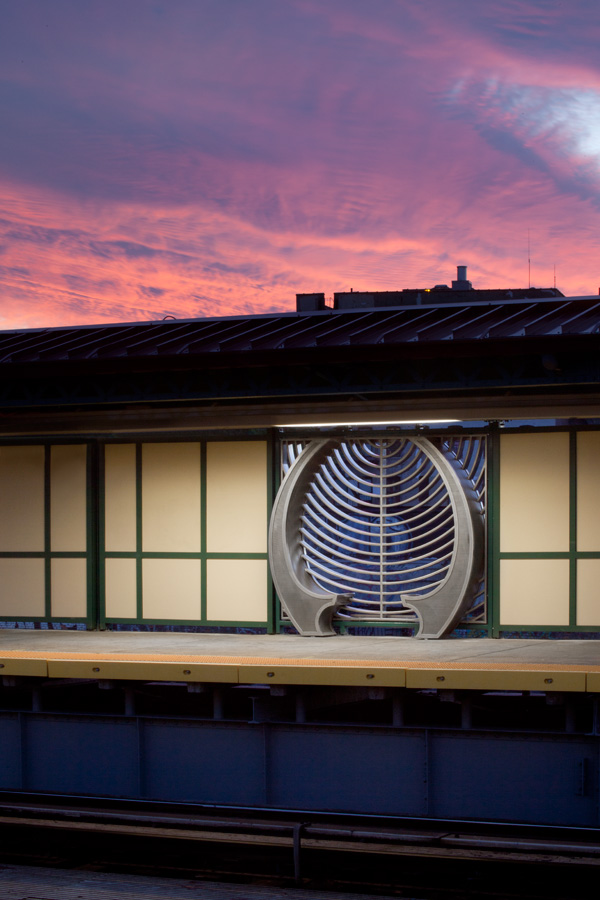
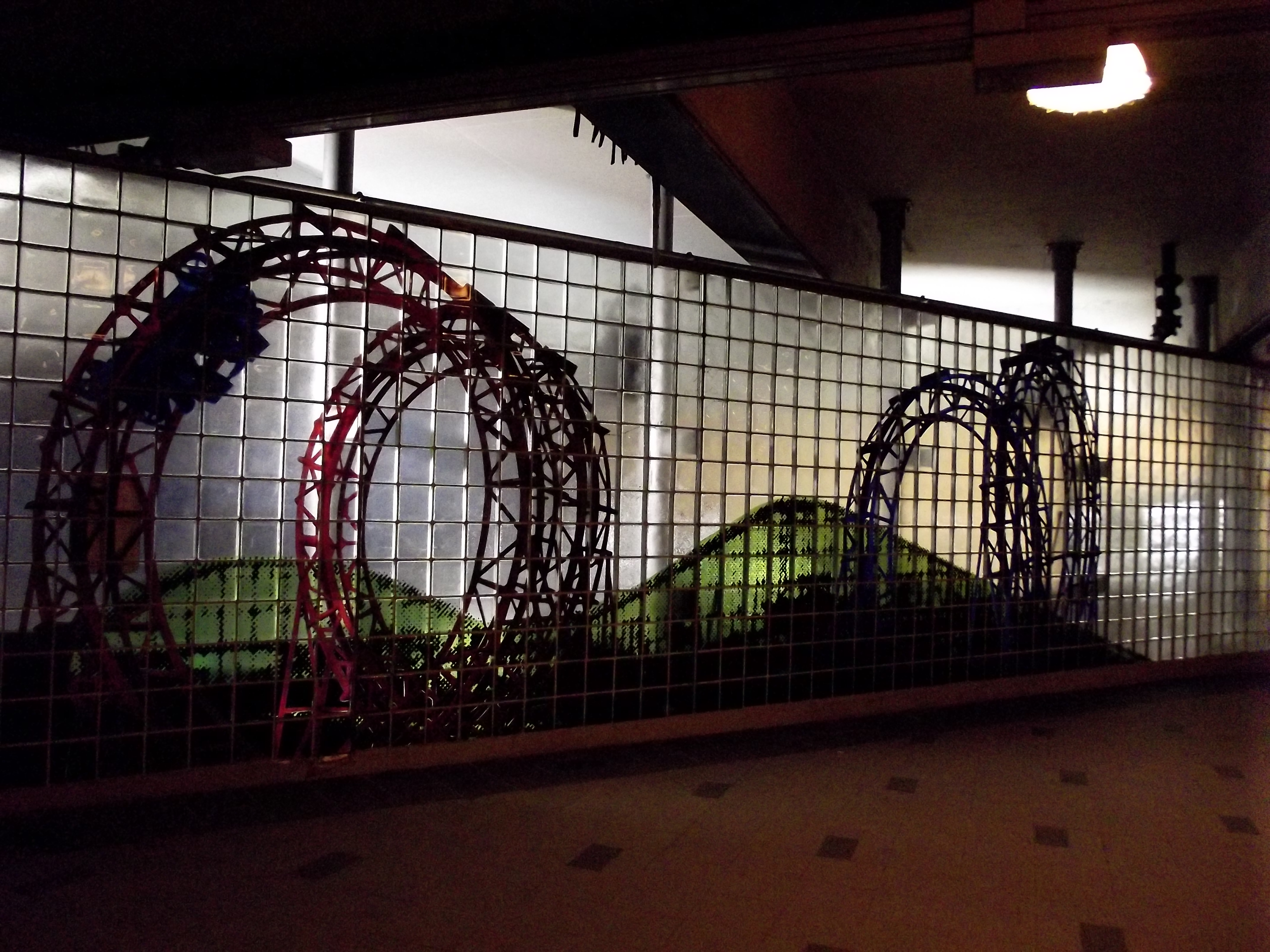
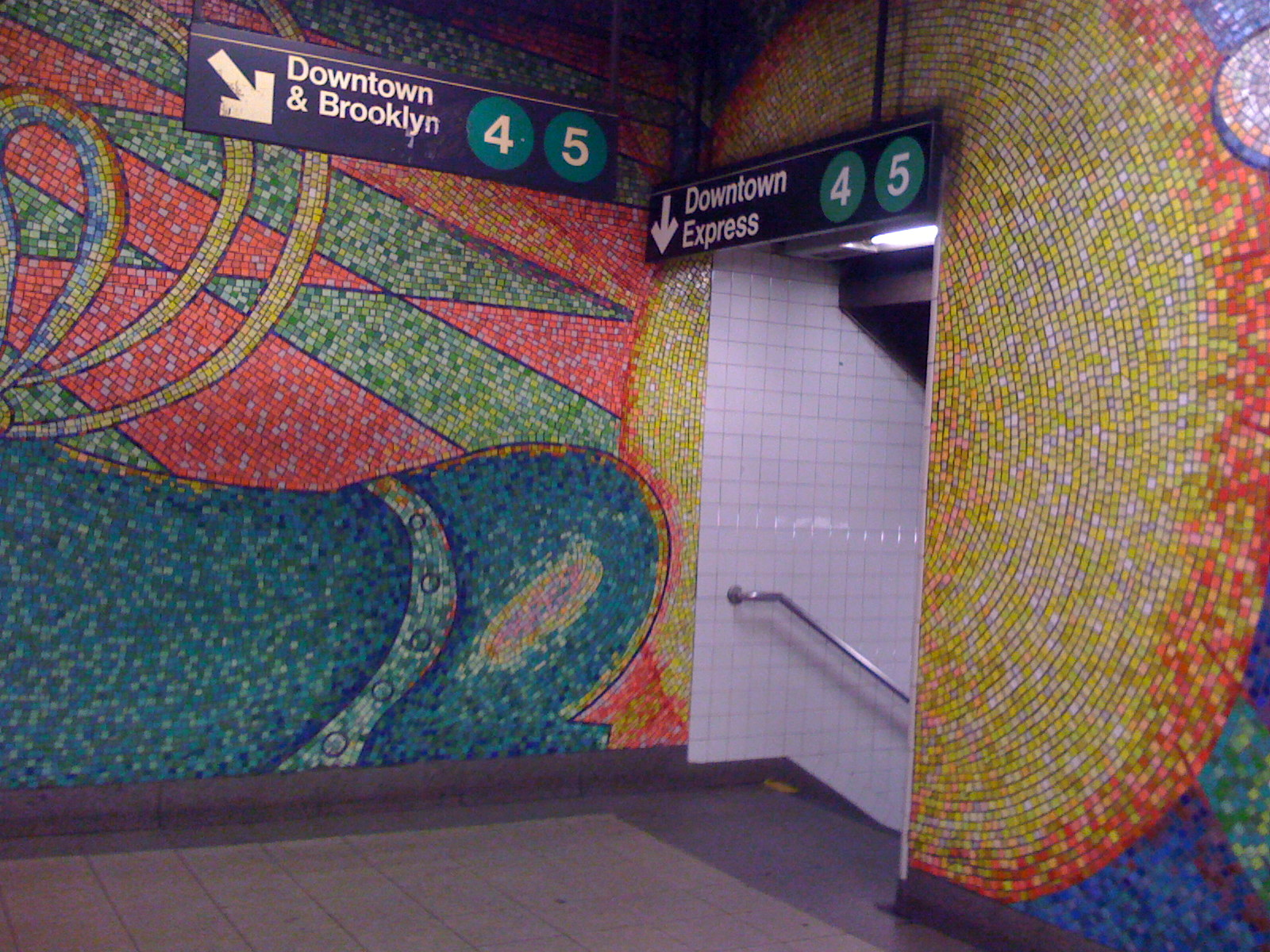
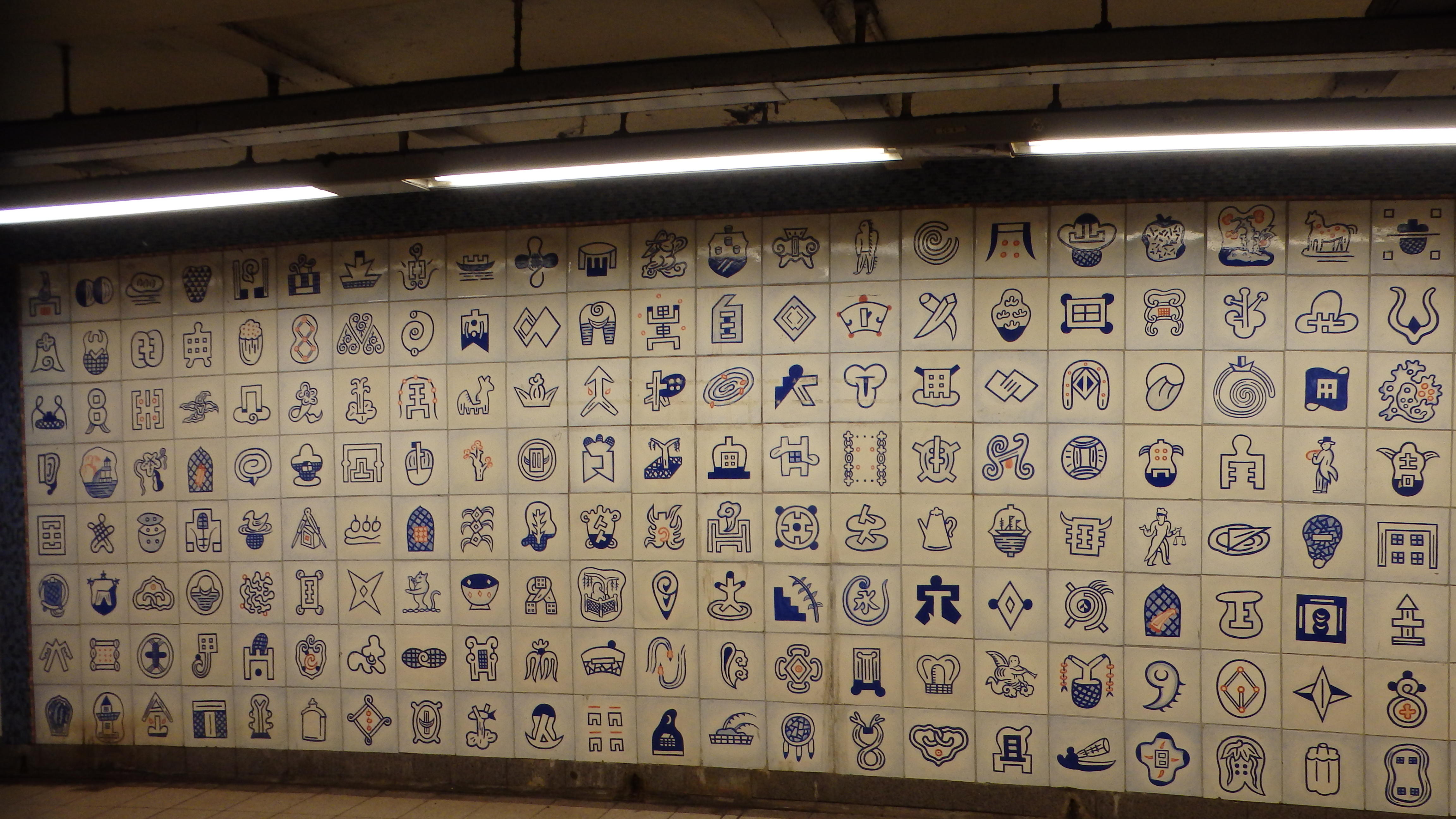
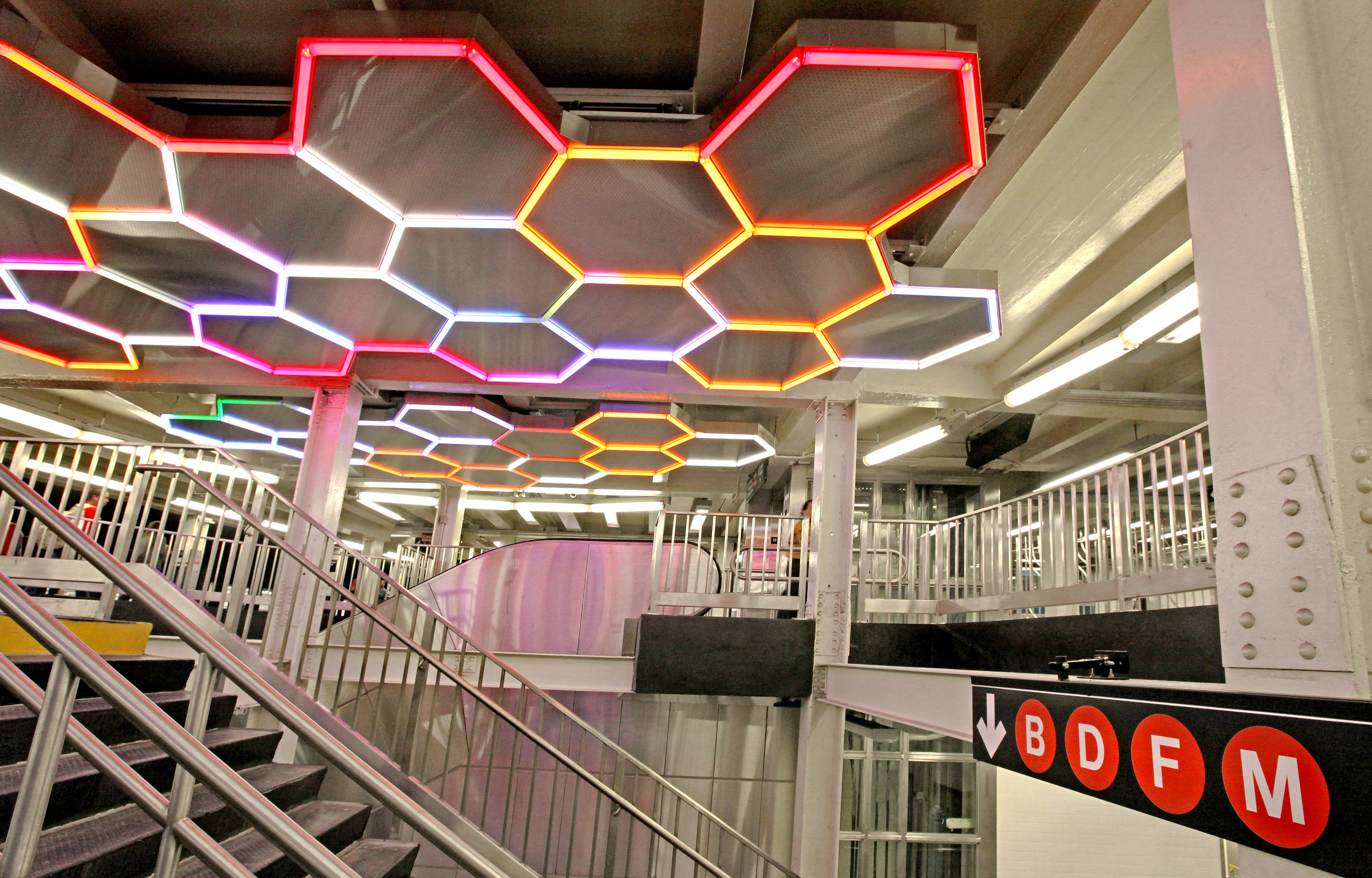
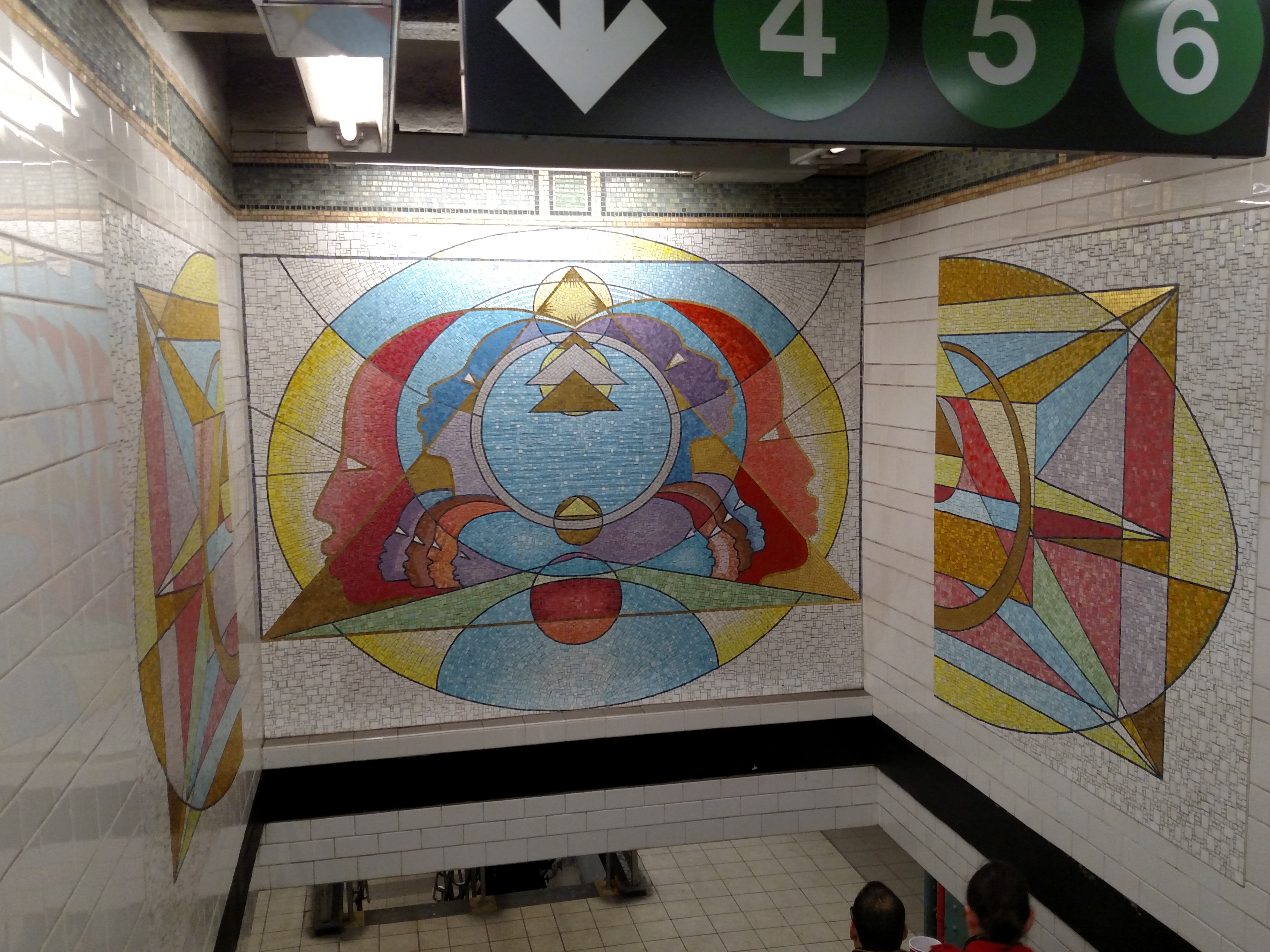
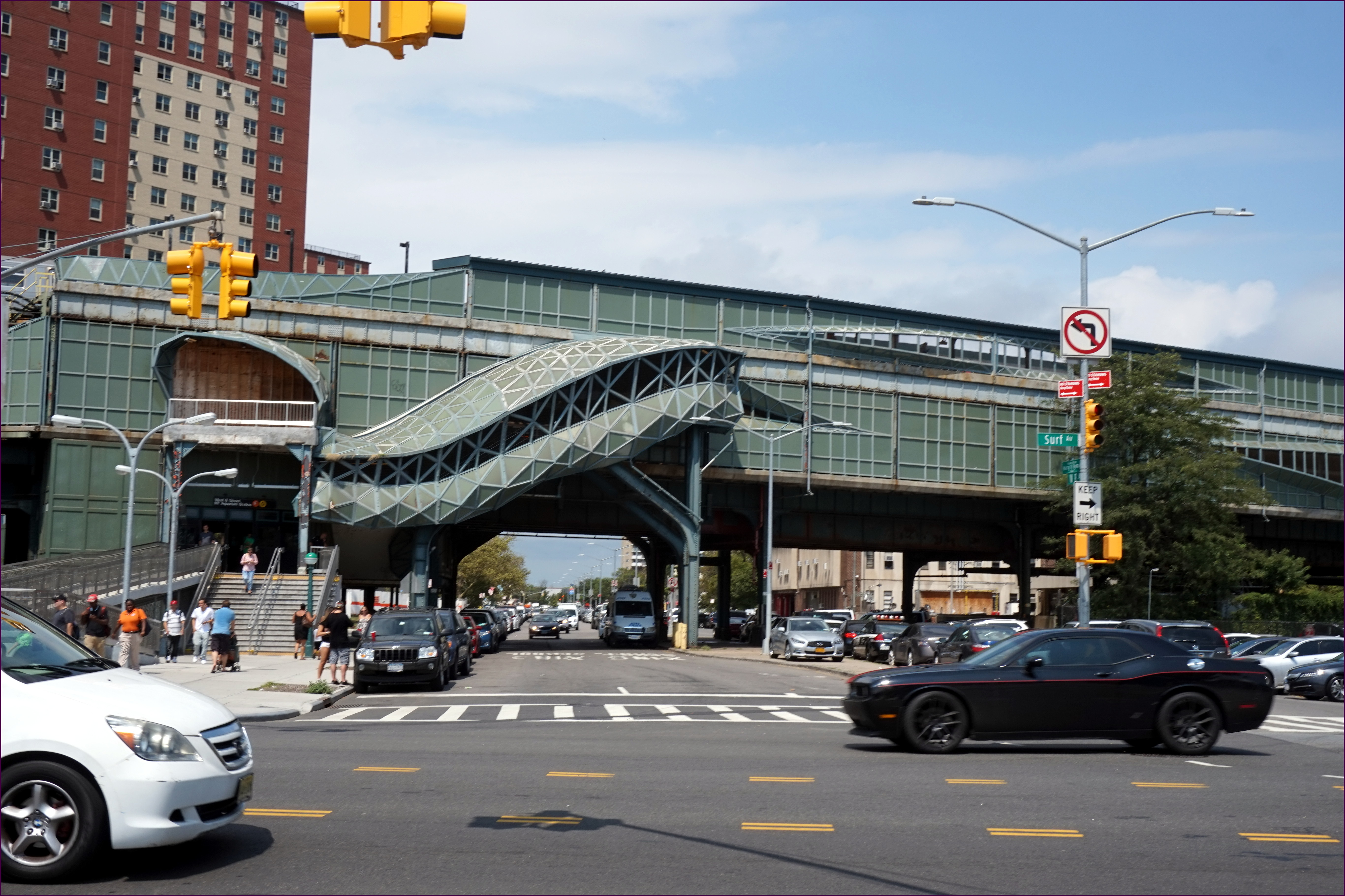

## Фотографирование и видеосъёмка
После терактов 11 сентября в Нью-Йорке, руководство метрополитена было крайне обеспокоено, что совершается свободное фотографирование или видеосъёмка внутри системы, и предложило это запретить на встрече в июне 2004 года. Однако из-за сильного сопротивления общественности обсуждения были прекращены. В ноябре 2004 года была сделана новая попытка включить это правило в список для утверждения, но и она не увенчалась успехом, хотя многие полицейские и работники метрополитена всё равно препятствовали людям, совершавшим фотографирование или видеосъёмку.
3 апреля 2009 года нью-йоркская полиция заявила, что фотографировать в метро законно, пока это не вызывает подозрений.
В настоящее время руководство метрополитена ввело правило, в котором говорится, что любой может фотографировать или записывать видео, при условии что он не нарушает правил:

Раздел 1050/9.
Фотографирование, кино- или видеосъёмка любого объекта или транспортного средства разрешается, за исключением вспомогательного оборудования, такого как прожекторы, отражатели и штативы. Представителям прессы, имеющим удостоверение, подтверждающее их законную деятельность и выдаваемое нью-йоркской полицией, разрешается использовать необходимое вспомогательное оборудование. Вся фотографическая деятельность должна осуществляться в соответствии с положениями настоящей части.

## Проблемы

### Уровень шума
Новые поезда Нью-Йоркского метро производят высокий уровень шума, превышающий рекомендуемые нормы, установленные Всемирной организацией здравоохранения и охраны окружающей среды (ВОЗ). В 2006 году члены Колумбийского университета общественного здравоохранения (КУ) обнаружили уровень шума в среднем 95 дБ внутри вагонов метро и 94 дБ на платформах. Ежедневное воздействие шума на таком уровне в течение 30 минут может привести к потере слуха. Шум на одной из платформ превысил 100 дБ. В соответствии с рекомендуемыми нормами ВОЗ, шумовое воздействие на этом уровне ограничивается до 1,5 минуты. В последующей работе КУ и университет Вашингтона обнаружили более высокий средний уровень шума в метро (80,4 дБ), пик шума метро зарегистрирован в 102,1 дБ.

### Наводнения
Функционирование метро иногда нарушается наводнениями от ливней, даже мелких. Дождевая вода может замкнуть электросистему, что может потребовать отключения электрифицированного третьего рельса. С 1992 года 357 млн долларов были потрачены для улучшения 269 насосов. По состоянию на август 2007 года 115 млн долларов было выделено на обновление остальных 18 насосов. Несмотря на эти улучшения, транзитная система продолжает испытывать проблемы затопления. Дождь из дренажных труб попадает в туннели, некоторое количество воды попадает в вагоны.
8 августа 2007 года, после выпадения более чем 3 дюймов (76 мм) осадков в результате ливня, шедшего в течение часа, метро подверглось сильному затоплению, в результате чего работа каждой линии или была остановлена, или серьёзно нарушена, что способствовало ухудшению ситуации в утренний час пик. Это был третий инцидент в 2007 году, в котором по вине дождя была нарушена работа метрополитена. Основная причина кроется в том, что насосы и дренажные системы могут обрабатывать осадки со скоростью не более 1,75 дюйма (44 мм) в час. Серьёзность инцидента усугублялась скудными данными о силе бури. В конце августа 2007 года инженер Фил Коллин объявил о новых планах по реконструкции дренажной системы, которая будет откачивать воду от третьего рельса.
В августе 2011 года, в связи с приближением урагана «Айрин», метро было закрыто на два дня.

#### Ураган «Сэнди»

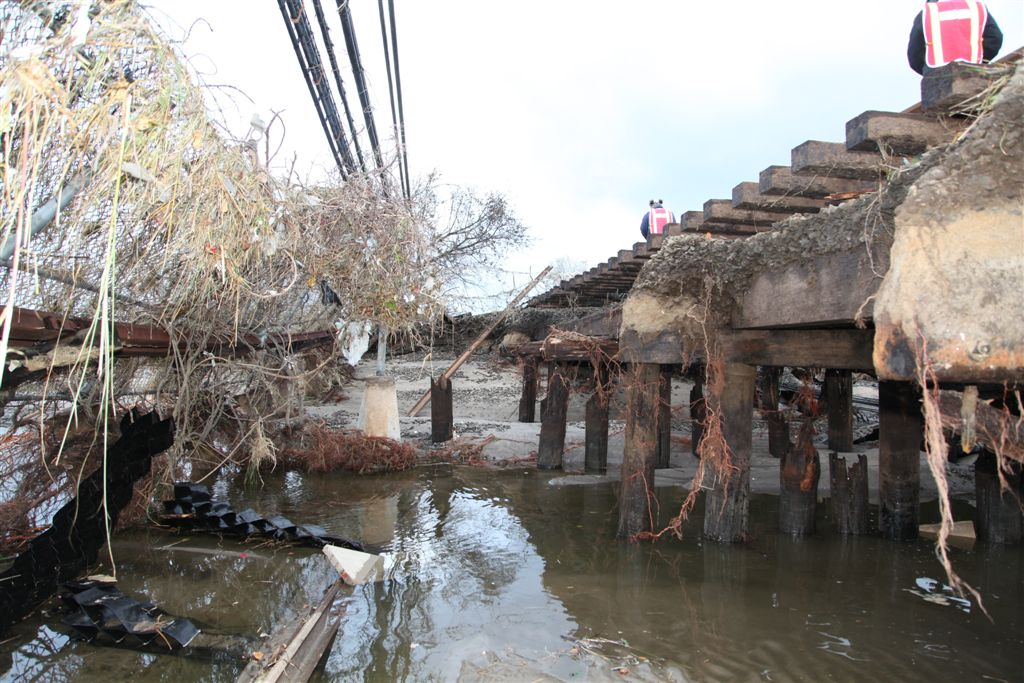
Размытые пути линии Рокавей после урагана «Сэнди»

В ночь с 29 на 30 октября 2012 года к городу приблизился ураган «Сэнди», вследствие чего были закрыты объекты городской инфраструктуры Нью-Йорка, в том числе и метрополитен. Днём 30 октября 2012 года были полностью затоплены 7 линий метро, частично затоплены ещё 5 линий, вследствие чего остров Манхэттен был полностью отрезан от Бруклина и Куинса. Системе был нанесён серьёзный ущерб.
1 ноября было возобновлено движение поездов лишь на некоторых маршрутах и лишь по части сети. На 12 ноября восстановлено движение поездов по всей системе, за исключением участков трёх линий на юге Манхэттена, а также юга линии Рокавей. 20 ноября на линии Рокавей пущен бесплатный маршрут H между станциями Фар-Рокавей и Бич 90-я улица, а также бесплатный автобусный маршрут, соединяющий станцию Фар-Рокавей с остальной частью метрополитена.
4 апреля 2013 года внешнее кольцо старой станции Саут-Ферри временно возвращено в строй, пока пострадавшая от урагана новая станция реставрируется. 30 мая отменён временный маршрут H и восстановлено движение по линии Рокавей. 27 июня 2017 года новая станция Саут-Ферри открыта опять после ремонта, длившегося почти 5 лет. В марте 2021 года завершён ремонт последнего из тоннелей, повреждённых ураганом.

### Крысы
Скопление помёта — многолетняя проблема Нью-Йоркского метро. В период 1970—1980-х грязные поезда и платформы и граффити тоже были серьёзной проблемой, с тех пор ситуация улучшилась.
Нью-Йоркское метро кишит крысами. Крыс иногда можно увидеть прямо на платформах, и, как правило, копошащихся в кучах мусора, брошенного на пути с платформы. Считается, что они представляют опасность для здоровья пассажиров. Станции метро, печально известные как наиболее заражённые крысами: Чеймберс-стрит, Джей-стрит — Метротек, Уэст Четвёртая улица — Вашингтон-сквер, Спринг-стрит и 145-я улица.
Десятилетия усилий по искоренению популяций крыс в системе метрополитена не увенчались успехом. В марте 2009 года Transit Authority объявила о ряде изменений в своей стратегии контроля вредителей, в том числе новые формулы ядов и экспериментальных ловушек.

## В фильмах
Метрополитен Нью-Йорка задействован во множестве фильмов в ряде различных эпизодов. Это связано главным образом с тем, что в Нью-Йорке функционирует несколько киностудий, а сам город является одним из самых привлекательных для режиссёров со всего мира. Поэтому, как следствие, в фильмах возникают и сцены, отснятые в подземке.
Нью-Йоркский метрополитен есть в последней сцене фильма «Пункт назначения 3», где Венди Кристенсен, персонажу актрисы Мэри Элизабет Уинстэд, предстаёт видение, что она попала в катастрофу.
Фильм «Опасные пассажиры поезда 123» 2009 года выпуска (ремейк одноимённого классического триллера 1974 года) является самым ярким примером фильма, в котором наиболее детально представлена подземка. Центр сюжета целиком завязан на происходящем непосредственно в метрополитене. В этом фильме отражена не только общая картина метрополитена, в нём также хорошо иллюстрируются принципы, связанные с непосредственным функционированием метро и подвижного состава. В частности, в одной из сцен (где на большой скорости движется одиночный вагон после того, как его, выйдя из кабины в тоннель, запускает герой Джона Траволты Райдер) демонстрируется взаимодействие путевого электромеханического автостопа со срывным клапаном автостопа, располагающимся под кузовом вагона справа по ходу движения. Их соприкосновение друг с другом вызывает экстренное торможение поезда (разрядку тормозной магистрали).
В фильмах «Кодекс вора» (2009) и «Ниндзя» (2009) за Нью-Йоркский метрополитен выдаётся Софийский, в котором эксплуатируется советско-российская серия вагонов 81-717/714 — в реальности они используются в метрополитенах России, городах стран постсоветского пространства, а также в самой Софии, Праге, Будапеште и Варшаве. В Нью-Йорке же, в свою очередь, эксплуатируются вагоны с литерой «R» перед цифровым обозначением.
Нью-Йоркская подземка также является местом действия одного из эпизодов триллера 2008 года производства «Отважная», в котором героиня Джоди Фостер Эрика Бейн убивает двух грабителей-афроамериканцев в совершенно пустом составе, прибывающем на безлюдную станцию.
На одной из станций Среднего Манхэттена происходит финальная сцена фильма «Данди по прозвищу „Крокодил“» 1986 года выпуска.
В 2010 году в Нью-Йоркском метро частично происходили съёмки фильма «Больше, чем друг» (2010), а в 2011 (также лишь несколько эпизодов) фильма «Как украсть небоскрёб».
Начальная сцена фильма «Помни меня» (2010) была снята на надземной станции метро в Бруклине, первая и финальная сцена фильма «Стыд» (2011) также происходят в Нью-Йоркском метро.
Должного внимания подземка удостоена в фильме «Защитник» (2012) с Джейсоном Стейтемом. В метро проходят несколько сцен: отчётливо в кадре видна станция Декалб-авеню, а также Манхэттенский мост и поезд маршрута D.
Начальная сцена фильма «Невероятная жизнь Уолтера Митти» также снята на одной из старинных станций метрополитена — на 125-й улице. В кадре запечатлены платформы и проезжающие поезда.
В российском сериале «ПМЖ», повествующем о жизни в Нью-Йорке иммигрантов из СНГ, очень хорошо показаны метровагоны типов R62 и R68 с «цитатами» фильма с участием Роберта Де Ниро в том же метровагоне R62. Такой же вагон задействован в видеоклипе песни Сергея Дудина «Я устал».
В фильме «Кодекс вора» (2009) в роли вагонов Нью-Йоркского метро снялись вагоны 81-717/714 производства Мытищинского машиностроительного завода. В действительности кадры и вагоны 81-717/714 сняты в Софийском метрополитене. Ещё один фильм с вагонами 81-717/714 в Нью-Йорке — «Ниндзя» (2009).
Ряд сцен из фильма «Монстро» (2008) происходят в нью-йоркской подземке.
Погоня в фильме «Французский связной» (1971) также связана с нью-йоркским метрополитеном.

## В компьютерных играх
Железнодорожная система метрополитеновского типа PATH, соединяющая штат Нью-Джерси с Манхэттеном, и 7-й маршрут линии Флашинг Нью-Йоркского метрополитена  воссозданы в первой и четвёртой частях игры «World of Subways» (World of Subways vol. 1: The PATH и World of Subways vol. 4: New York Line 7).
Система была воссоздана в игре «Subway Simulator».

## Subway Challenge
Среди рекордов, фиксируемых Книгой рекордов Гиннесса, есть минимальное время, потребовавшееся на то, чтобы объехать все станции Нью-Йоркского метро. Рекорды фиксируются в рамках соревнования Subway Challenge. У этой задачи есть варианты (согласно классификации Любительского комитета по поездкам на Нью-Йоркском метро):
- класс B — с остановками на каждой станции;
- класс C — с посещением каждой станции без обязательной остановки, что делает возможным пользование экспресс-поездами;
- класс A — с обязательным проездом по всем участкам путей, соединяющих станции.

Книга Гиннесса признаёт только вариант класса B, причём разрешает выходить из метро и перемещаться на другом общественном транспорте (кроме такси) либо пешком.
На май 2023 года рекордсменкой является Кейт Джонс, её результат составляет 22 часа, 14 минут и 10 секунд.